# Arquitectura del Rincón de Ademuz

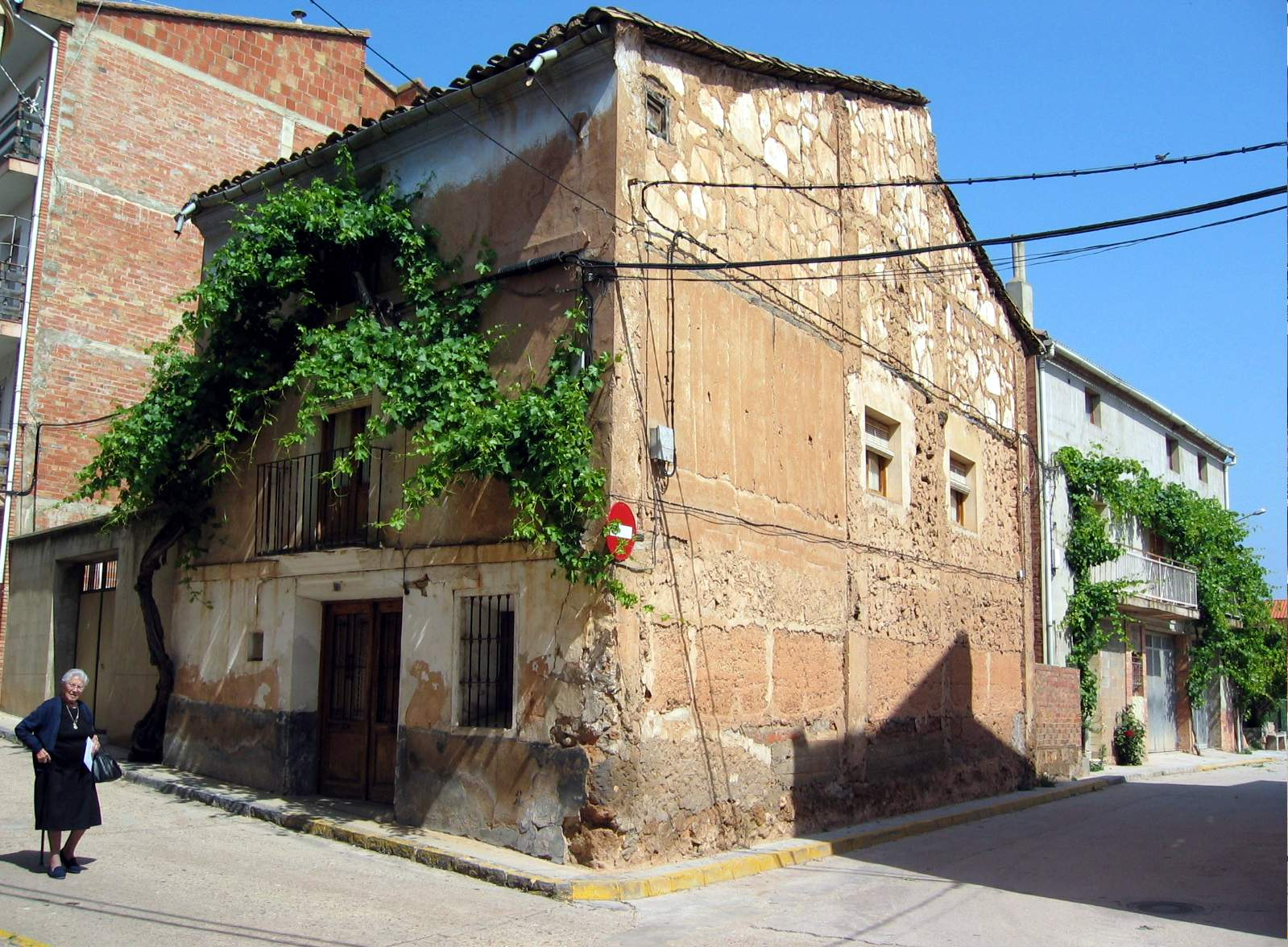
Detalle de arquitectura tradicional (vernacular) en Torrebaja (Valencia), con mampostería y tapial en la parte baja y encofrado de lajas en la alta, año 2003

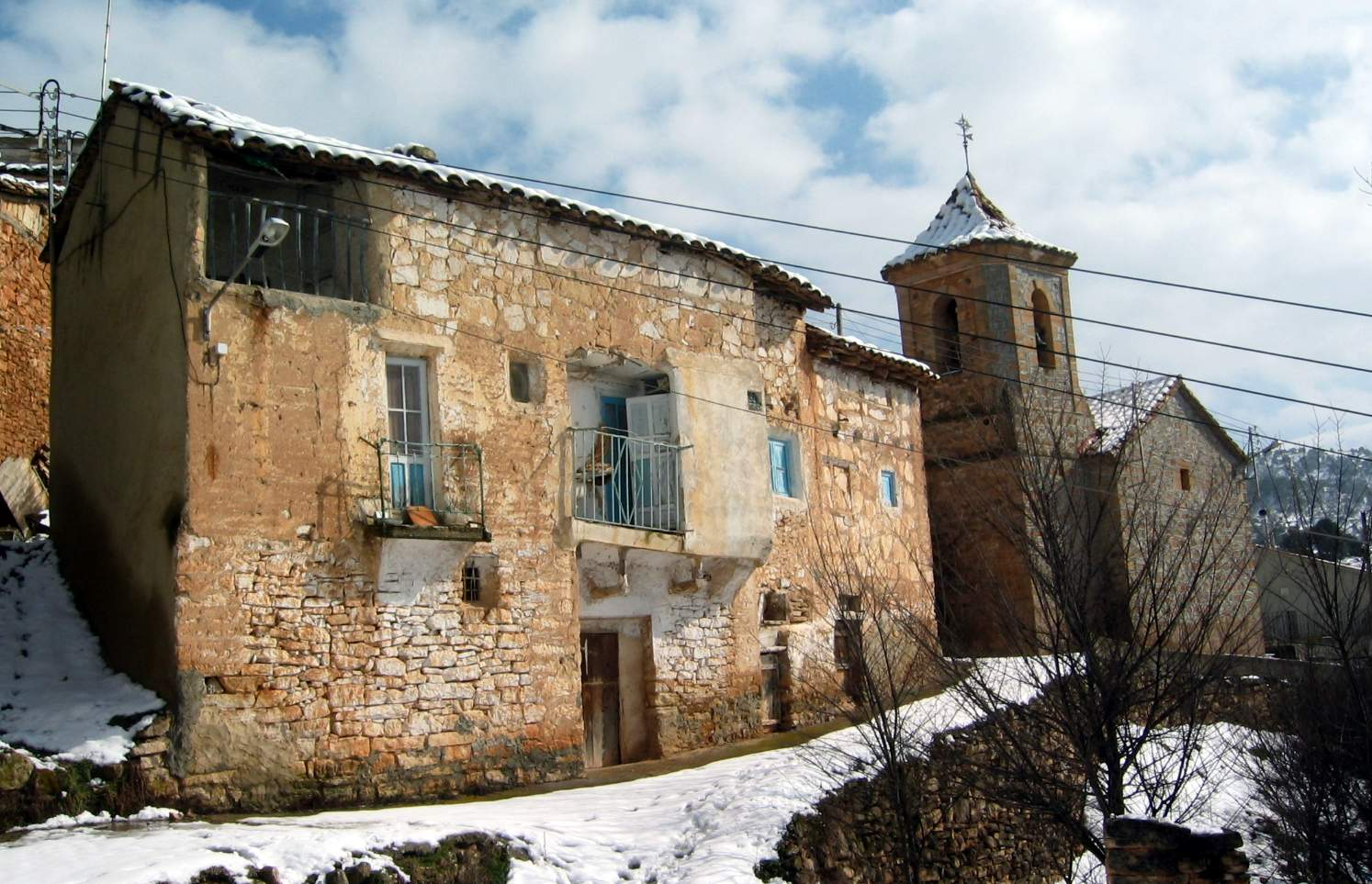
Detalle de arquitectura tradicional (vernacular) en Mas del Olmo, Ademuz (Valencia), con la parroquial al fondo.

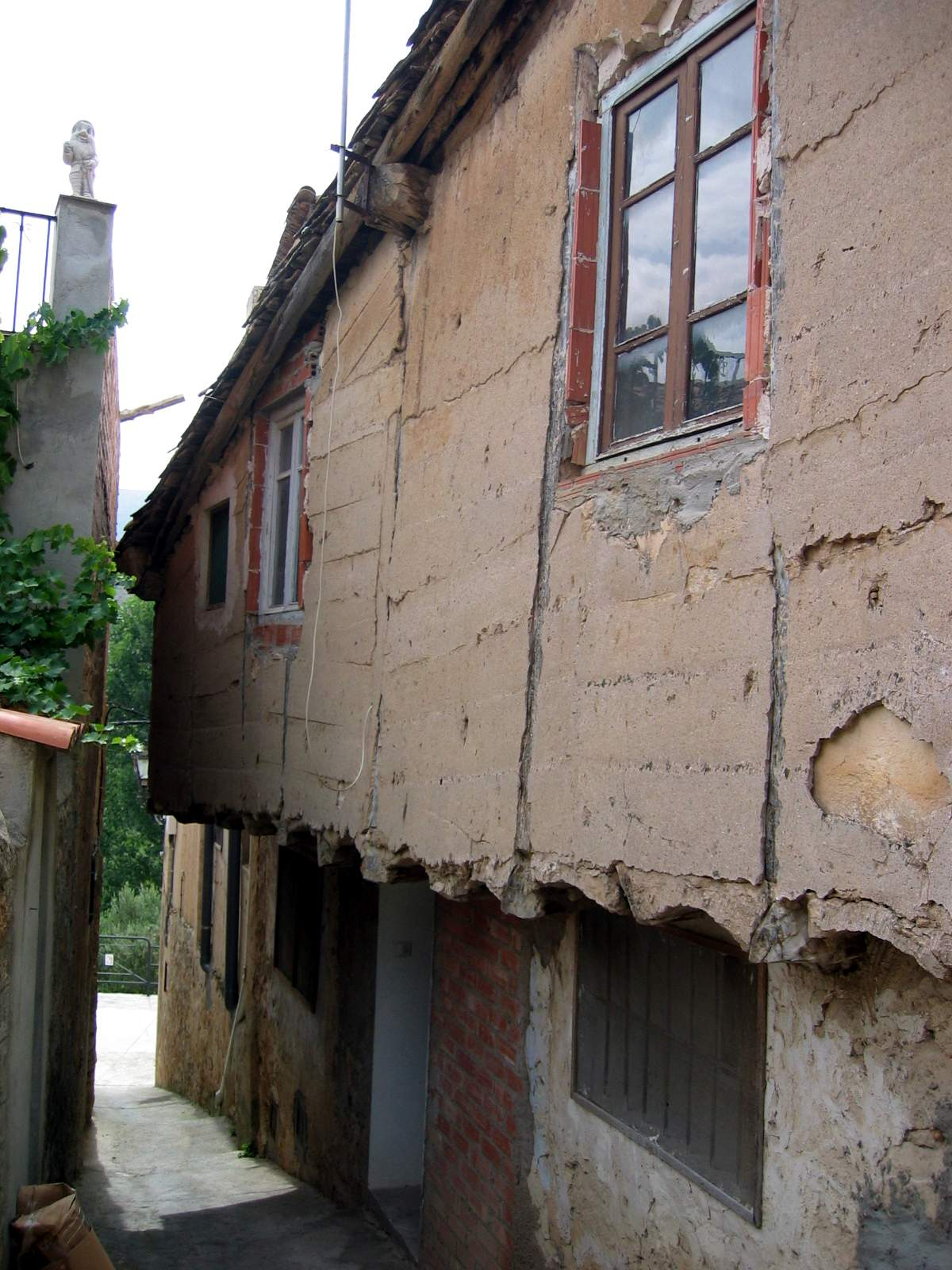
Detalle de arquitectura tradicional (vernacular) en Casas Altas (Valencia), año 2003.

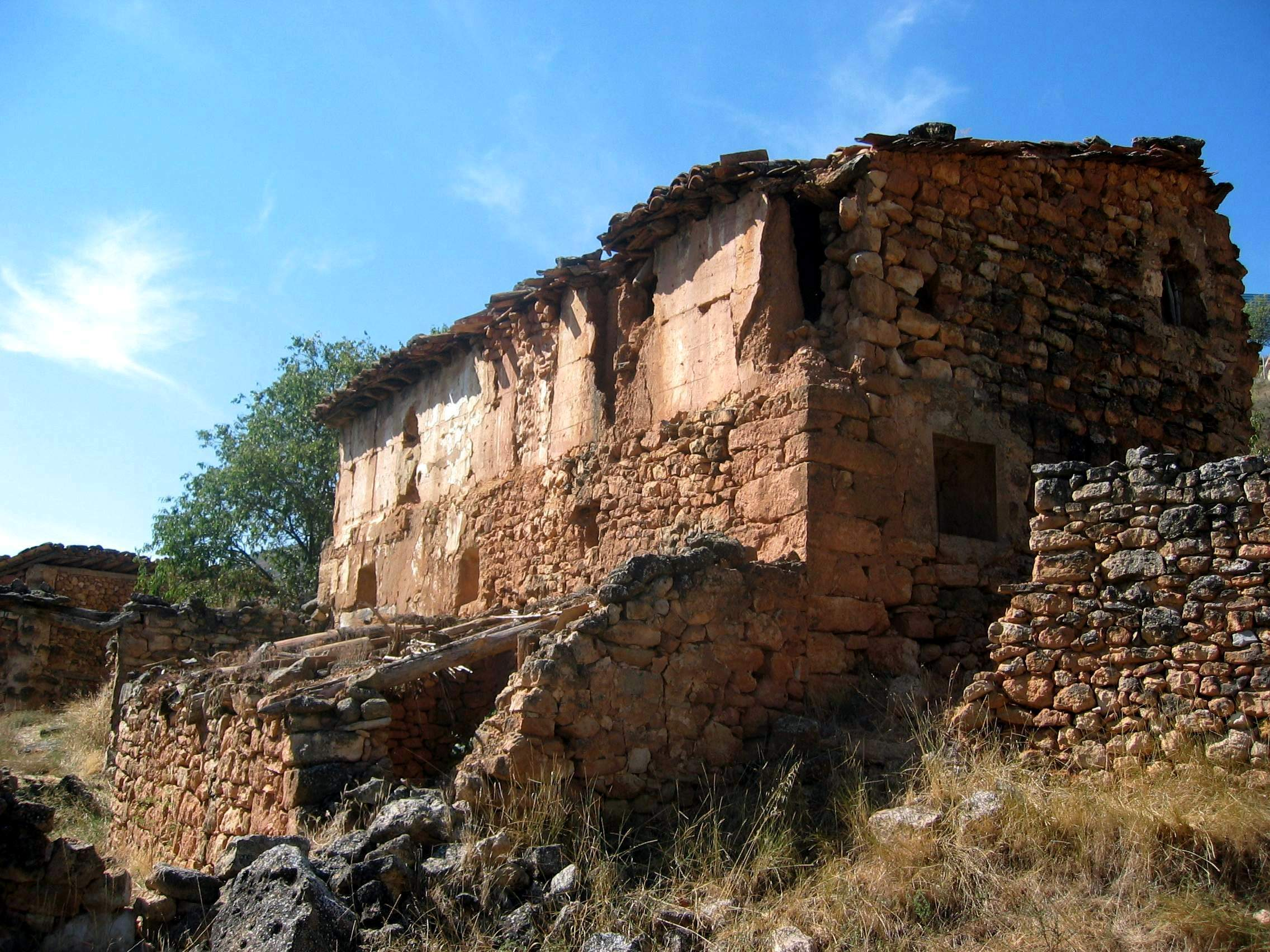
Vista de arquitectura tradicional (vernacular) en las Casas de la Balsa (Ademuz), con detalle de distintos elementos constructivos.

La arquitectura del Rincón de Ademuz es la propia de esta comarca del poniente de la provincia de Valencia, (Comunidad Valenciana, España).
Por arquitectura tradicional o vernacular debe entenderse la que se origina como respuesta a las necesidades particulares de una zona, en este caso un territorio rural del interior peninsular, eminentemente montañoso, con escasa pluviosidad y economía agropecuaria, poco habitado y de población dispersa, según se evidencia en las Casas de la Balsa (Ademuz), Casas de Guerrero (Ademuz), Casas del Soto (Ademuz), Rento de Altamira (Ademuz).

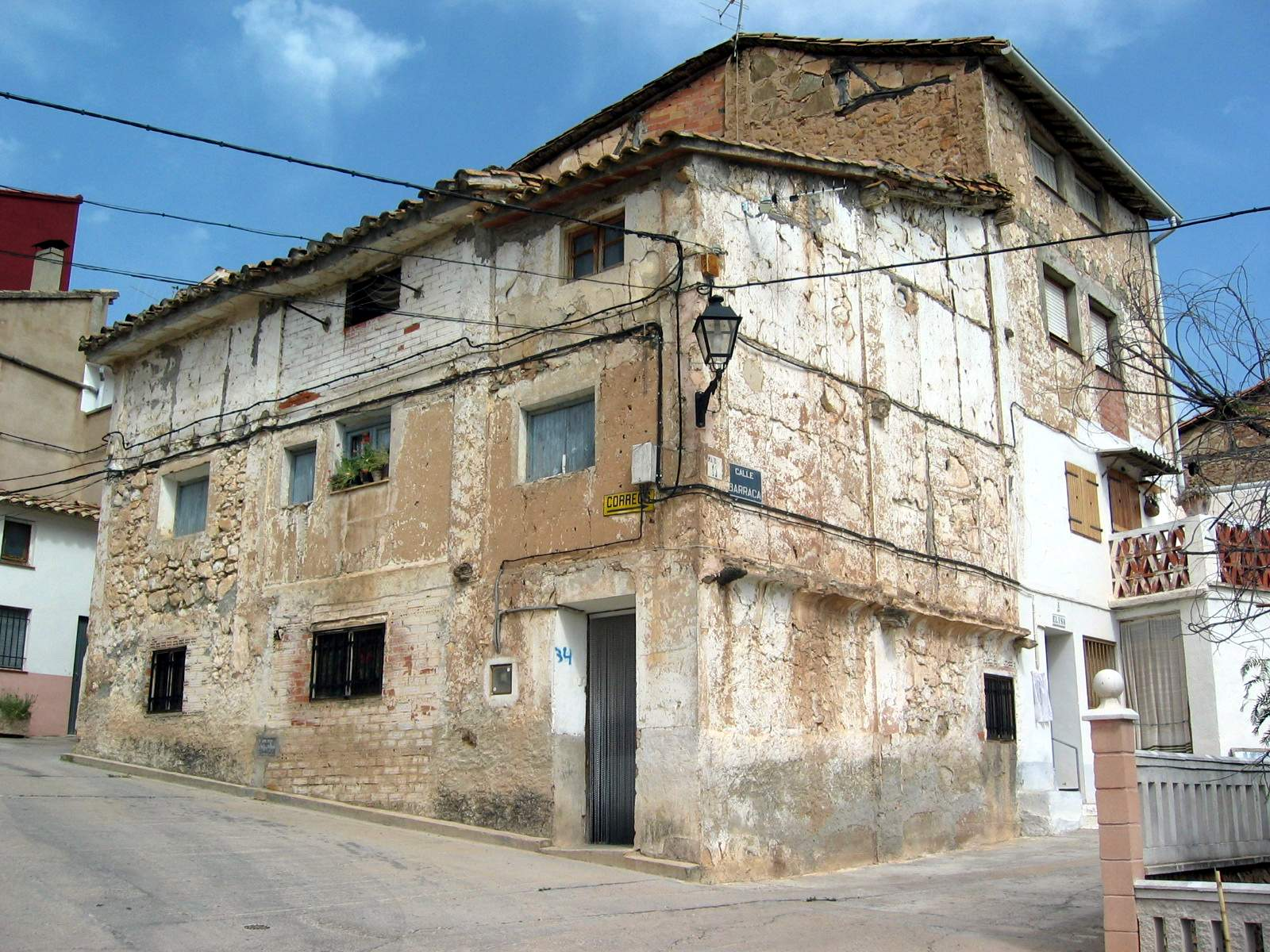
Detalle de arquitectura tradicional (vernacular) en Casas Altas (Valencia), año 2003.

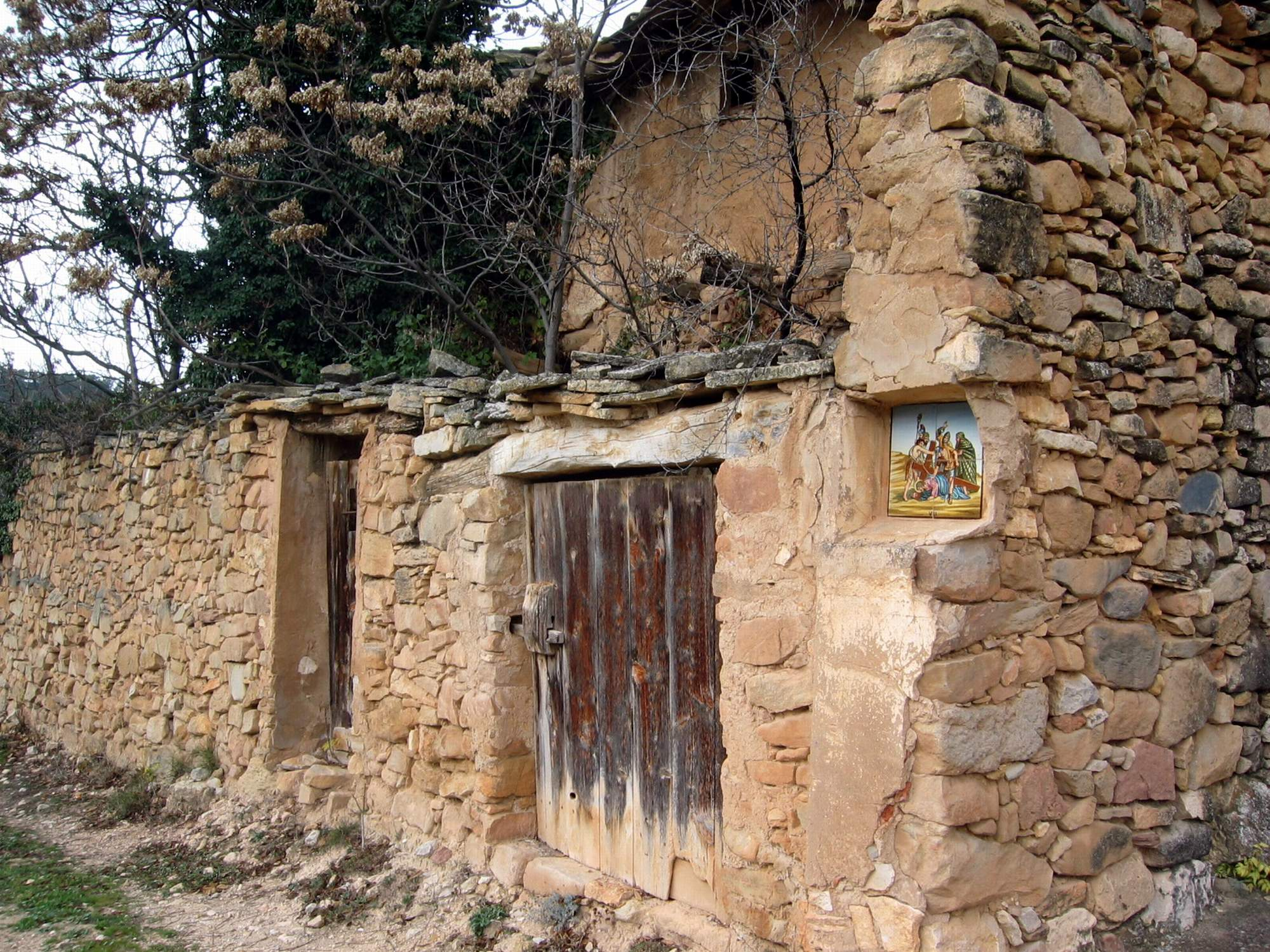
Detalle de arquitectura tradicional (vernacular), con muro de mampostería, descubierto con lajas horizontales sobre los dinteles, en Val de la Sabina, Ademuz (Valencia), año 2013.

## Historia
El Rincón de Ademuz es una comarca natural situada en los confines de la provincia de Valencia, entre la de Cuenca (por Castilla-La Mancha) y la Teruel (por la Comunidad de Aragón), aunque geográficamente separada de ella. Su construcción política procede de la Baja Edad Media (siglo XIII), siendo su denominación secular la de las villas que originariamente la conformaron –Ademuz y Castielfabib: en los documentos antiguos se dice de «tierras de Ademuz», «tierras de Castielfabib», «universidad de Ademuz», «Universidad de Castielfabib»-, procediendo su nombre actual del siglo XVIII.
El actual territorio comarcal se halla compuesto por siete municipios: Ademuz, Casas Altas, Casas Bajas, Castielfabib, Puebla de San Miguel, Torrebaja y Vallanca, que se distribuyen los 370 km² que lo conforman, siendo Ademuz y Castielfabib las jurisdicciones más extensas y matriciales, de donde proceden todos los demás.
La dedicación tradicional de sus moradores ha sido el sector primario, la agricultura y la ganadería, estando su evolución demográfica relacionada con las distintas etapas económicas por las que históricamente ha pasado la comarca: «Ganadero-forestal» (siglo XIII-siglo XVIII), «Expansión agrícola» (siglo XVIII-siglo XIX) y «Crisis agrícola-territorial» (siglo XX-siglo XXI).
Demográficamente, el territorio alcanzó su clímax poblacional a comienzos del siglo XX, con 11.194 habitantes (1920), pero en la actualidad se halla prácticamente despoblado, habitándolo menos de 2.500 habitantes.
Las representaciones históricas relativas al urbanismo de los pueblos comarcanos son escasas, Cavanilles en sus Observaciones (1795) dice de la villa de Vallanca que se halla «en una cuesta rápida; sus calles y edificios sin gusto, ni más comodidades que las precisas para el abrigo de los vecinos, caballerías y frutos». El mismo naturalista dice de las casas de Ademuz: que «a excepción de algunas edificadas con solidez y comodidad, todas anuncian pobreza y mal gusto, como destinadas a labradores sin luxo».
Esta falta de gusto y comodidades en las edificaciones de ambas villas bien pudieran estar relacionadas con la penuria económica de las gentes de entonces, extensiva a la de la nación española, inmersa en la situación de penuria de la Hacienda Pública de finales del siglo XVIII. A mediados del siglo XIX la situación no había cambiado demasiado, pues Madoz (1847) escribe de Casas Altas: «Tiene unas 180 casas, bastante mezquinas en su interior y de aspecto pobre», diciendo algo similar de Casas Bajas: «Tiene unas 200 casas de mala construcción y pocas comodidades».
Las fotografías más antiguas de Castielfabib y Vallanca -conservadas en el «Institut Amatller d`Art Hispànic» (1917)- evidencian que el urbanismo no había mejorado mucho, respecto del descrito en épocas anteriores: 

«calles de tierra, fachadas de tapial enlucido de yeso, con el hueco de las ventanas (y entradas de las casas) jalbegadas en blanco, balconadas de madera torneada, denuncian una arquitectura rural, igualmente humilde y menesterosa, basada en los elementos más sencillos y económicos».
Del paisaje, alma del Rincón de Ademuz, Alfredo Sánchez Garzón

En convivencia con lo anterior existe una estética más antigua (medieval y renacentista), como se refleja en construcciones monumentales públicas y privadas: Iglesia parroquial de Nuestra Señora de los Ángeles de Castielfabib (siglo XIII-siglo XVIII), Ermita de Nuestra Señora de la Huerta en Ademuz (siglo XIII), torreón y Casa Grande de los «Garcés de Marcilla» en Torrealta (siglo XVI-siglo XVII). Otro tanto podría decirse de la Casa Grande del Soto en Ademuz (1661), y de la Casa Grande y torreón de los Picos de Torrebaja, solar de los «Ruiz de Castellblanque» (siglo XVII-XVIII).

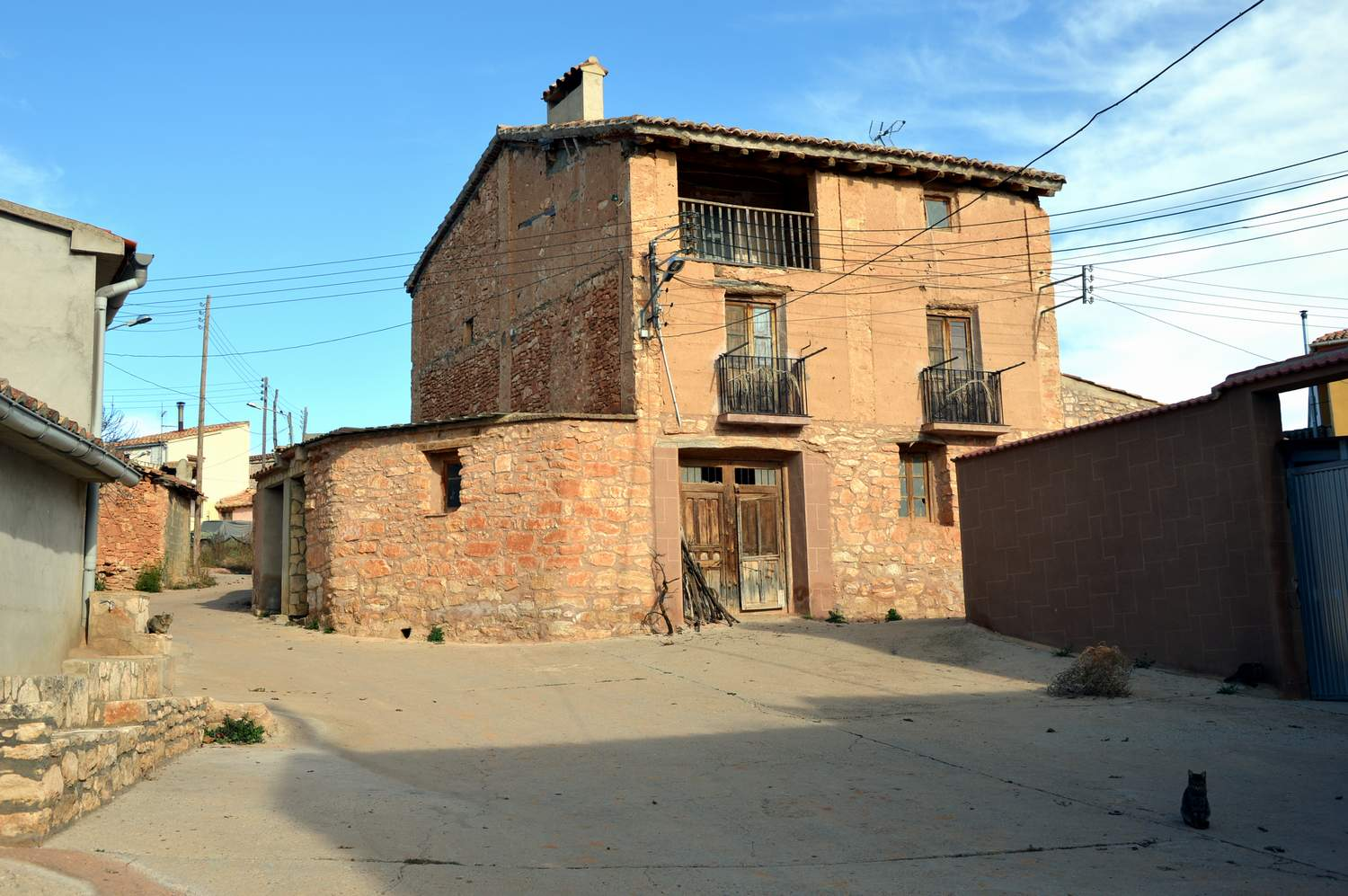
Construcción vernacular en Mas del Olmo, Ademuz (Valencia), año 2015.

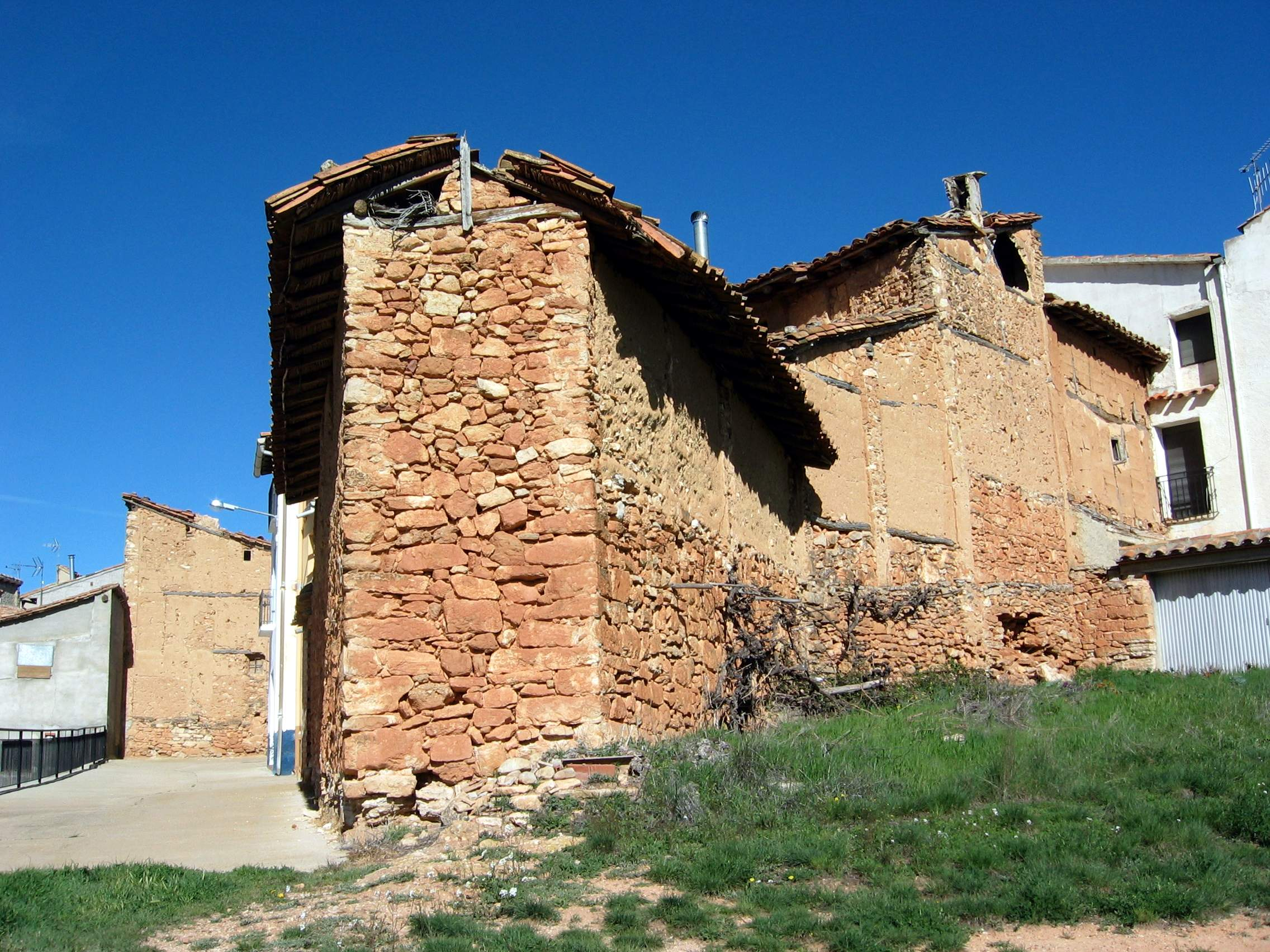
Construcción vernacular en Mas del Olmo, Ademuz (Valencia), año 2015.

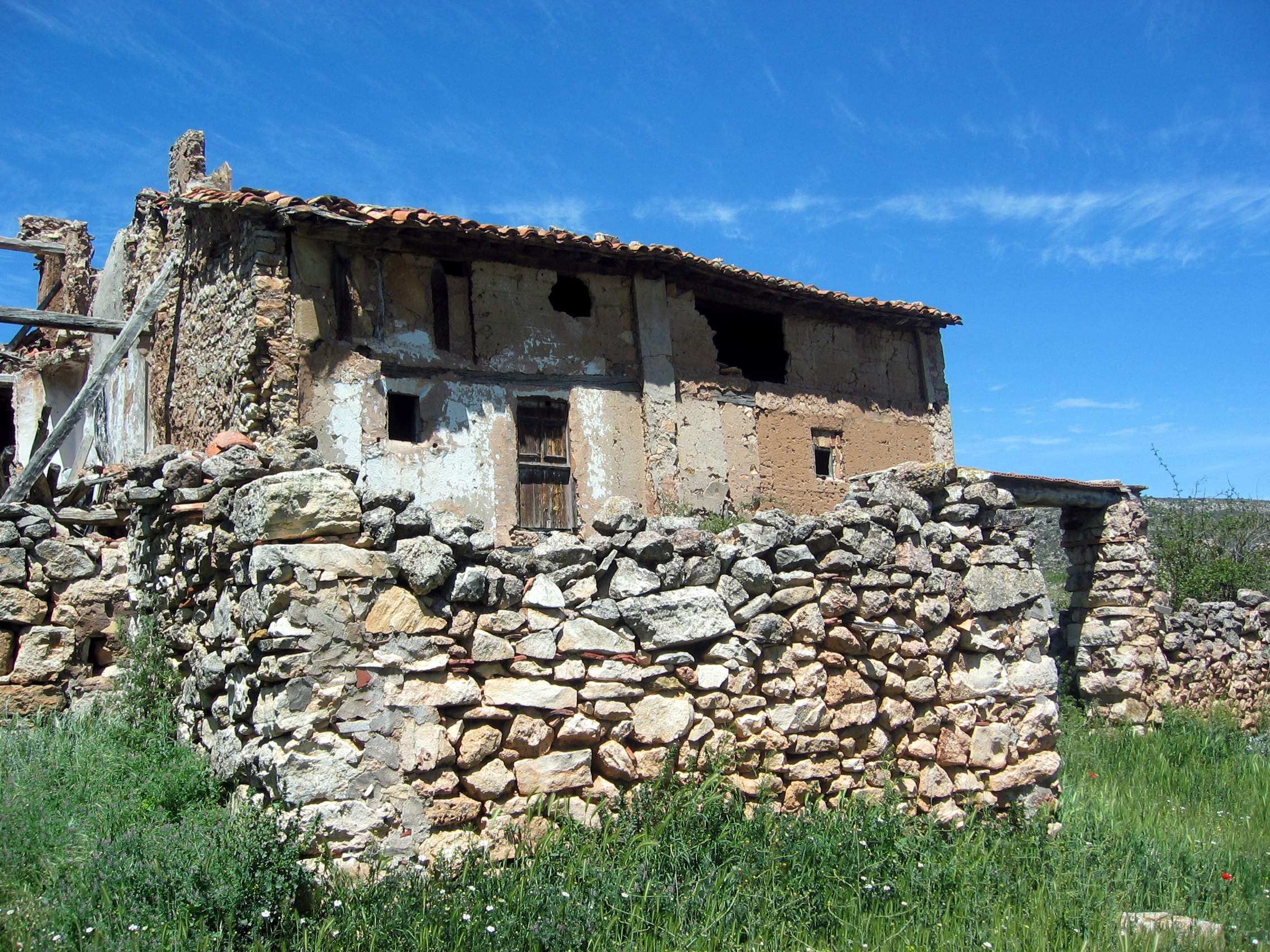
Detalle de construcción tradicional (vernacular) en el caserío de Tóveda de Arriba, año 2015.

## Descripción

### Una clasificación no categórica
Para comprender los distintos tipos de agrupaciones urbanísticas de la zona, y basándose en distintos criterios (orográficos, geológicos, climáticos…), Fernando Vegas ensaya una aproximación científica a la arquitectura tradicional del Rincón de Ademuz, «evitando en todo momento un enfoque bucólico, pintoresco o populista», perspectiva que, no obstante, tiene también su valor. Enmarcando el urbanismo en el paisaje propone una clasificación «no categórica» de la comarca, dividiendo en territorio en tres franjas: una Zona central (incluyendo el centro de la comarca, representado por el valle del Turia, Ebrón y Boilgues), una Zona de Arroyo Cerezo (incluyendo la porción occidental, en torno a la Muela del Royo) y una Zona de Puebla de San Miguel (en la porción oriental de la comarca, que corresponde a las estribaciones de la Sierra de Javalambre y Sierra de Tortajada).

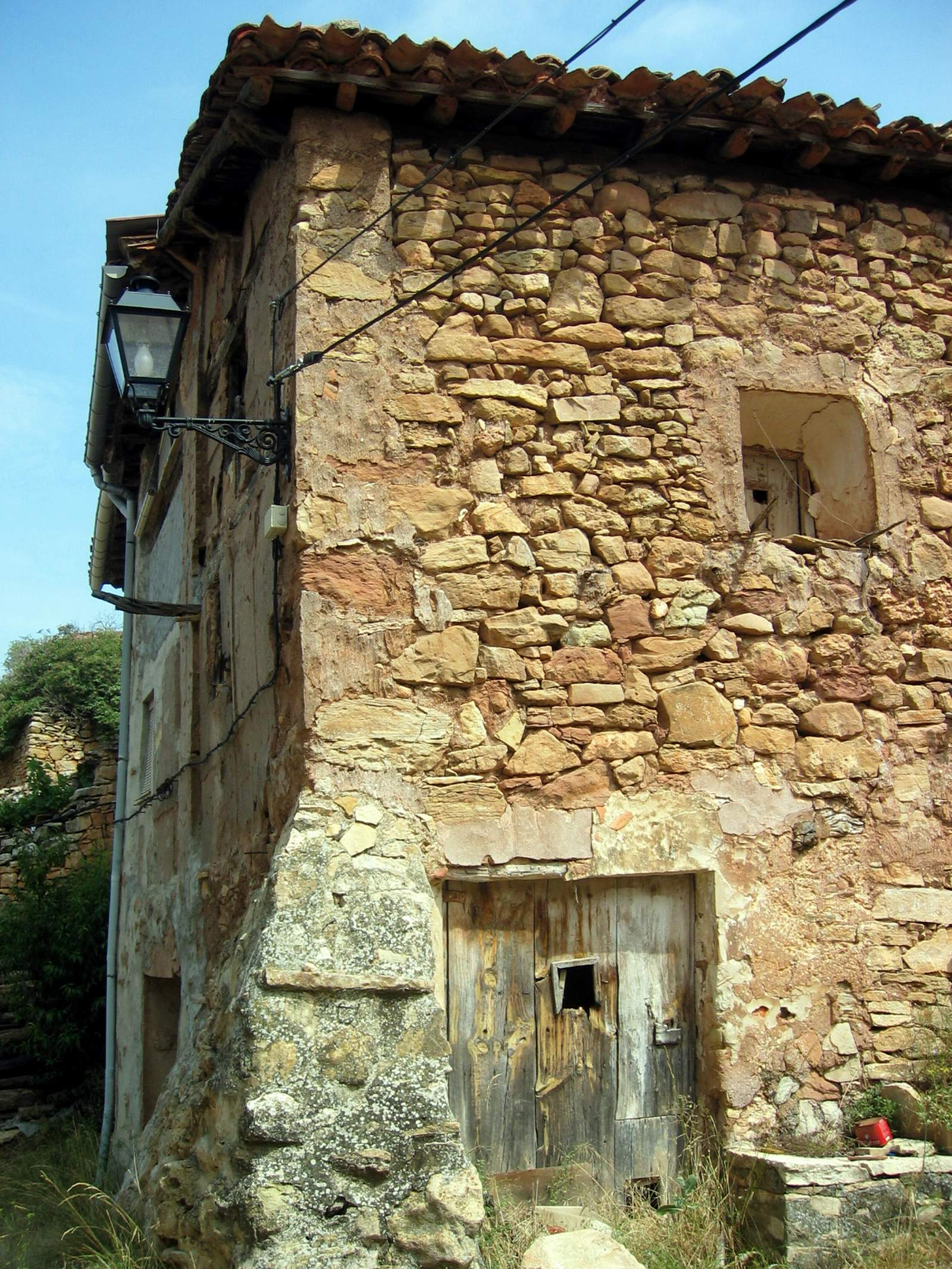
Detalle de arquitectura tradicional (vernacular) en Sesga, Ademuz (Valencia), año 2007.

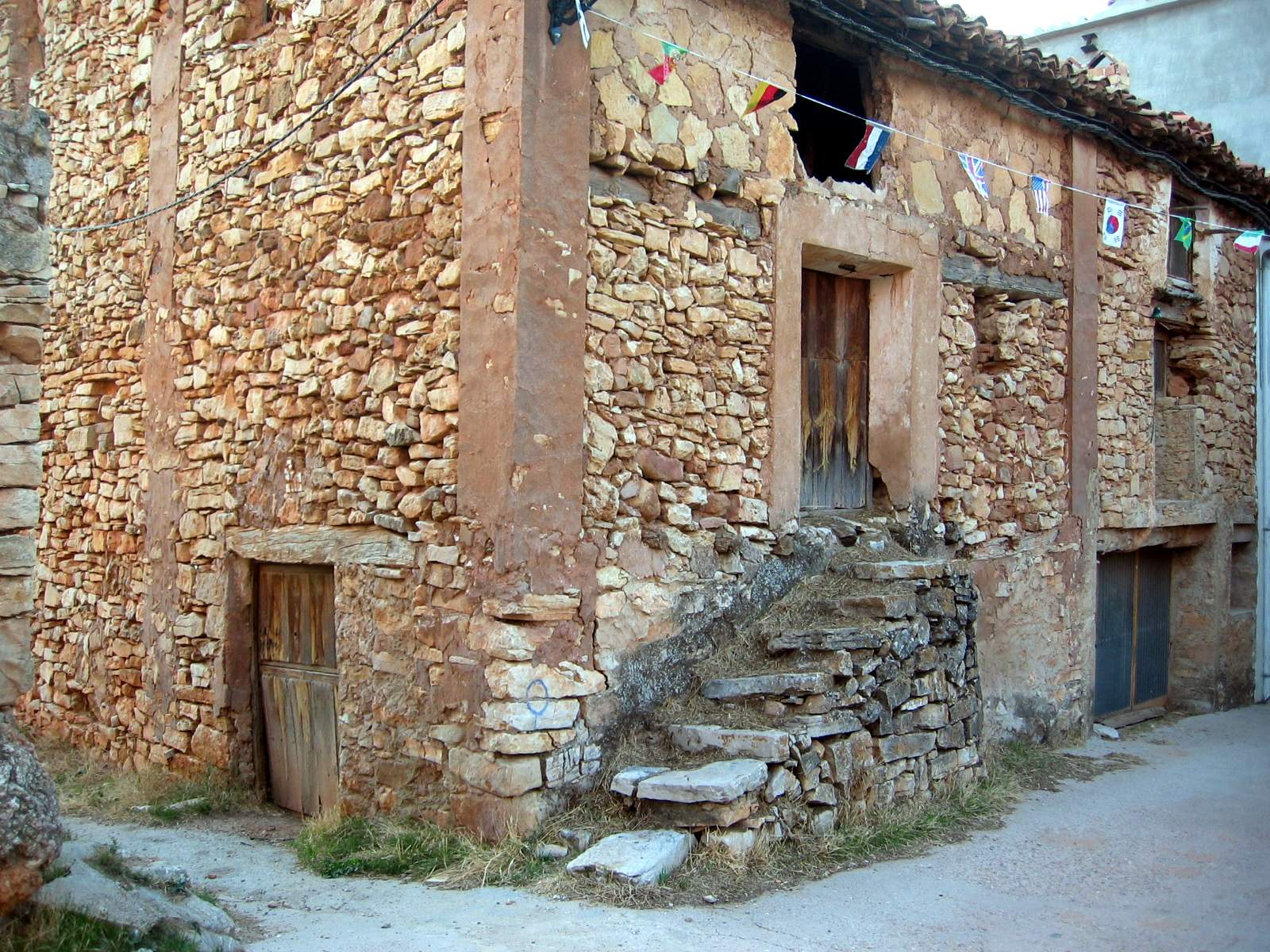
Detalle de arquitectura tradicional (vernacular) en Sesga, Ademuz (Valencia), año 2007.

### Materiales de construcción inorgánicos
Entre los materiales, como elemento de construcción destaca la piedra, por su abundancia, a despecho de la tierra cruda o la cerámica, lo que ha redundado en la integración de los edificios en su ambiente natural: piedra viva, piedra tosca, arenisca (roja tipo «rodeno» y «amarilla»), etc. Por su dureza y difícil manejo, la piedra viva se utiliza en las fábricas de los muros, mientras que las toscas, más fáciles de trabajar, aparecen en los muros de las construcciones secundarias (almacenes, corrales, pajares), aunque con excepciones, pues hay casas en Los Santos enteramente levantadas en este tipo de piedra. El fácil labrado de esta piedra y su dureza hace que la veamos también en edificios notables, como el campanario de la aldea de Arroyo Cerezo, el la parroquial de Vallanca y en algunas partes de la iglesia-fortaleza de Castielfabib. Asimismo, la abundancia de lajas de piedra caliza de espesor variable y buen tamaño en la zona oriental (Mas del Olmo, Ademuz), ha hecho aparecer las peculiares construcciones conocidas como Barracas de piedra en seco existentes en la zona, y los encofrados de lanchas verticales en la parte alta de edificios primarios (zona de cambra en viviendas) y secundarios (pajares).
Respecto al aglomerante, destaca el «mortero de yeso», tradicionalmente obtenido de forma artesanal con piedra de aljez, relativamente abundante en algunas zonas de la comarca: la piedra se cocía en hornos comunales durante un tiempo determinado (24 horas), luego se trituraba y se cernía. El yeso obtenido se utilizaba después, mezclado con agua y arena, para la construcción de los machones de las casas, forjados, en los encofrados de lajas, y más aguado en el revestimiento de interiores. Asimismo, mezclado con tierra cruda servía para el semi-encofrado de muros exteriores. Otro aglomerante tradicional en la comarca es el «mortero de cal», cuya obtención es similar a la del yeso, pero con una cocción más prolongada (varios días), lo que suponía un mayor gasto, razón por la que se empleara en la construcción de edificios de mayor entidad, civiles y religiosos. Dicho aglomerante, sin embargo, puede verse también en construcciones particulares de la zona suroccidental de la comarca, en Vallanca y su anexo de Negrón. No obstante, el aglomerante más utilizado en la zona ha sido la tierra -«tierra cruda» o «tierra mezclada con paja», hasta el punto de que la mayoría de casas antiguas poseen muros de mampostería tomados con barro, combinado con paja o yeso: los muros así recibidos presentan cierta elasticidad, lo que favorecía el asentamiento de la fábrica. Desde los años cuarenta en adelante, por imperativos del mercado, la utilización del mortero de cemento se ha generalizado en las construcciones de la zona, ocasionando ciertos problemas, frente a sus incuestionables ventajas.
La «tierra cruda», pese a su abundancia en la zona, no se ha utilizado demasiado en la construcción de edificios, aunque existe y es posible verla en muros y tapiales, con sus peculiares brencas de mortero de yeso en la sujeción. Asimismo, resulta infrecuente ver muros construidos con adobe (tierra mezclada con paja), pero existe alguno en los ruinosos edificios abandonados de Las Tóvedas (Castielfabib).
La cerámica es un material de construcción presente en la zona desde antiguo, según puede verse en los tejados (teja árabe), en cubos del vino y en los ladrillos de piso. La existencia de abundantes restos de cubos manifiesta a su vez la producción vitivinícola en la zona, en absoluto contraste con la escasa o nula elaboración actual. Las tejerías fueron abundantes en los distintos municipios, prueba de ello son los restos de ellas en Ademuz, Castielfabib, Puebla de San Miguel, Sesga (Ademuz) y Vallanca. La casi totalidad de las construcciones tradicionales de la comarca poseen coberturas de teja árabe (curva), dispuesta en canal y cobija. El hecho de que la palabra «tejado» derive de «teja» manifiesta la importancia de este hallazgo arquitectónico en la construcción, todavía vigente. Un precedente de la cobertura de teja puede verse en las lajas que forman las «falsas cúpulas de las barracas de piedra en seco» presentes en la zona.

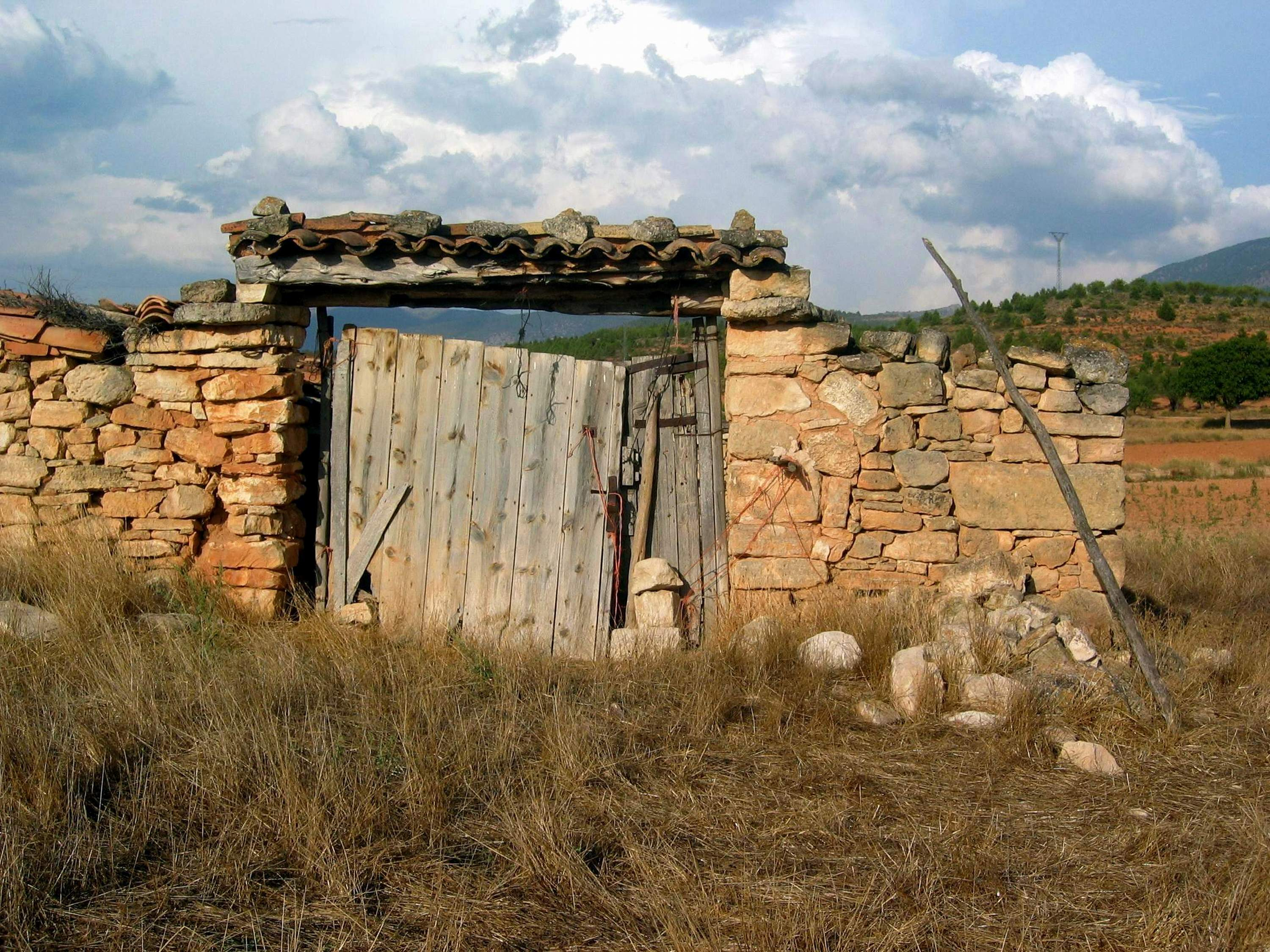
Detalle de portón de entrada a corral y descubierto en Mas del Olmo, Ademuz (Valencia), año 2004.

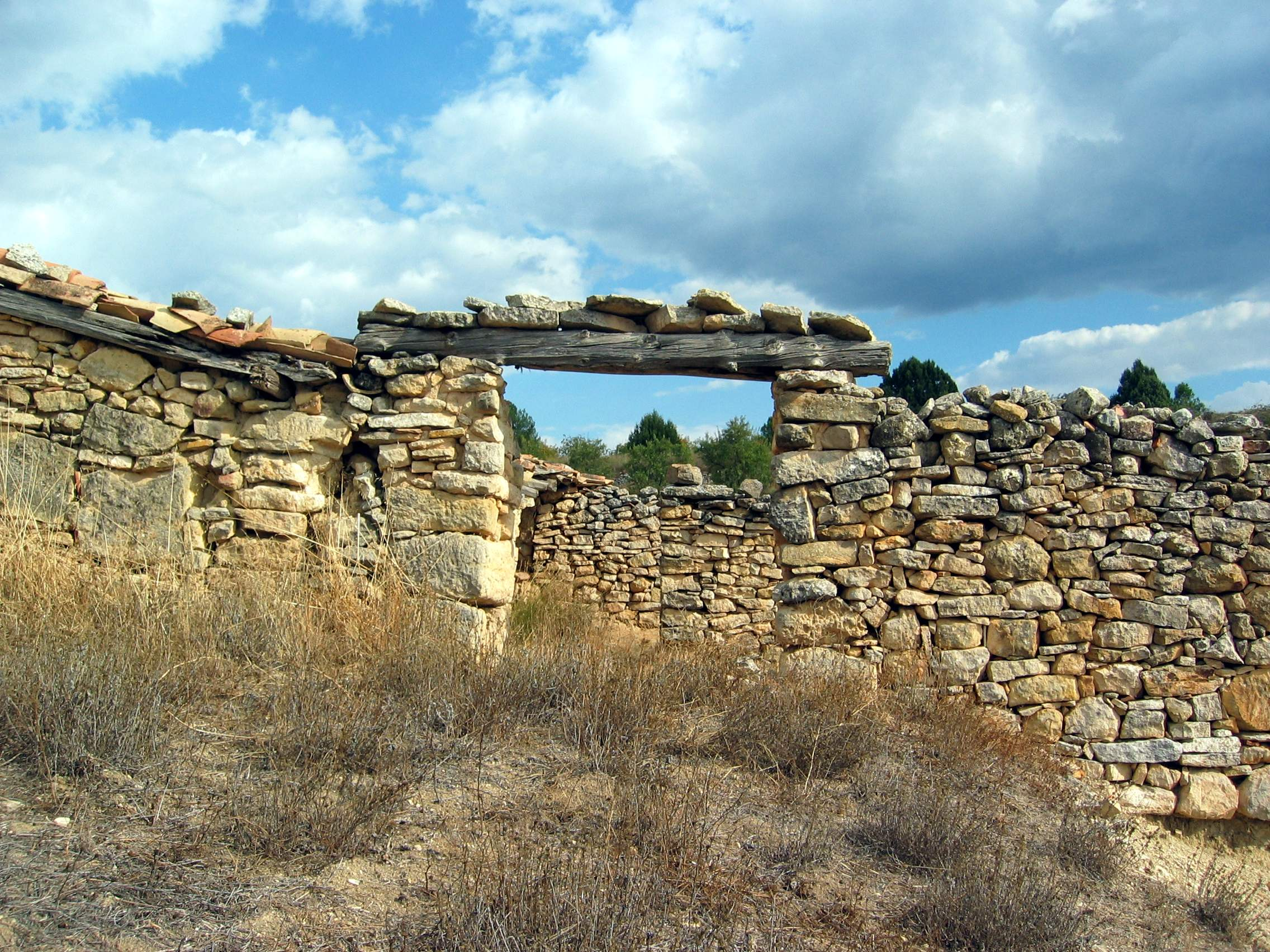
Entrada a corral y descubierto en Mas del Olmo, Ademuz (Valencia), año 2015.

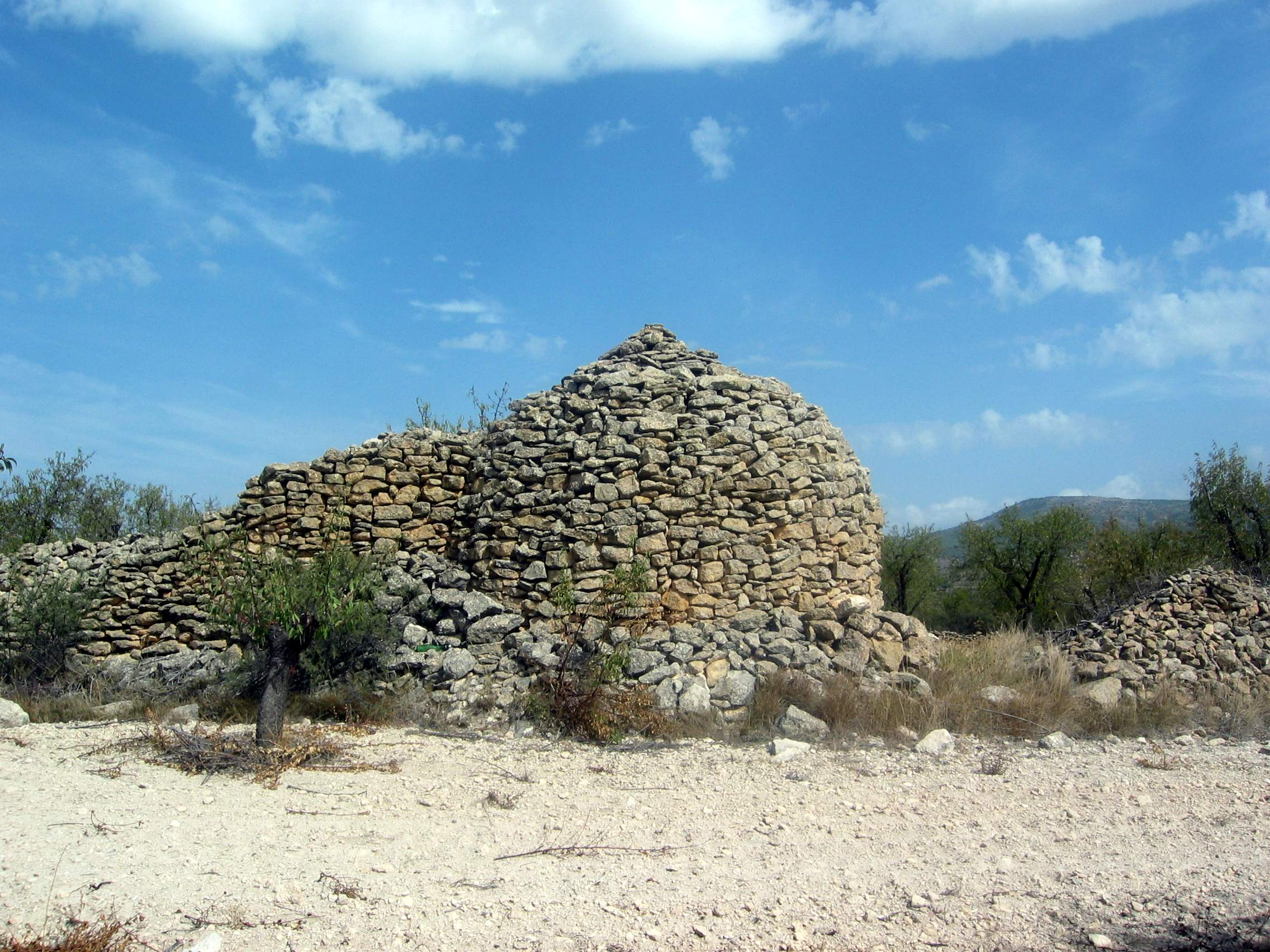
Vista frontal izquierda de una barraca de piedra en seco en «Los Planos», Ademuz (Valencia), con detalle de muro, año 2016.

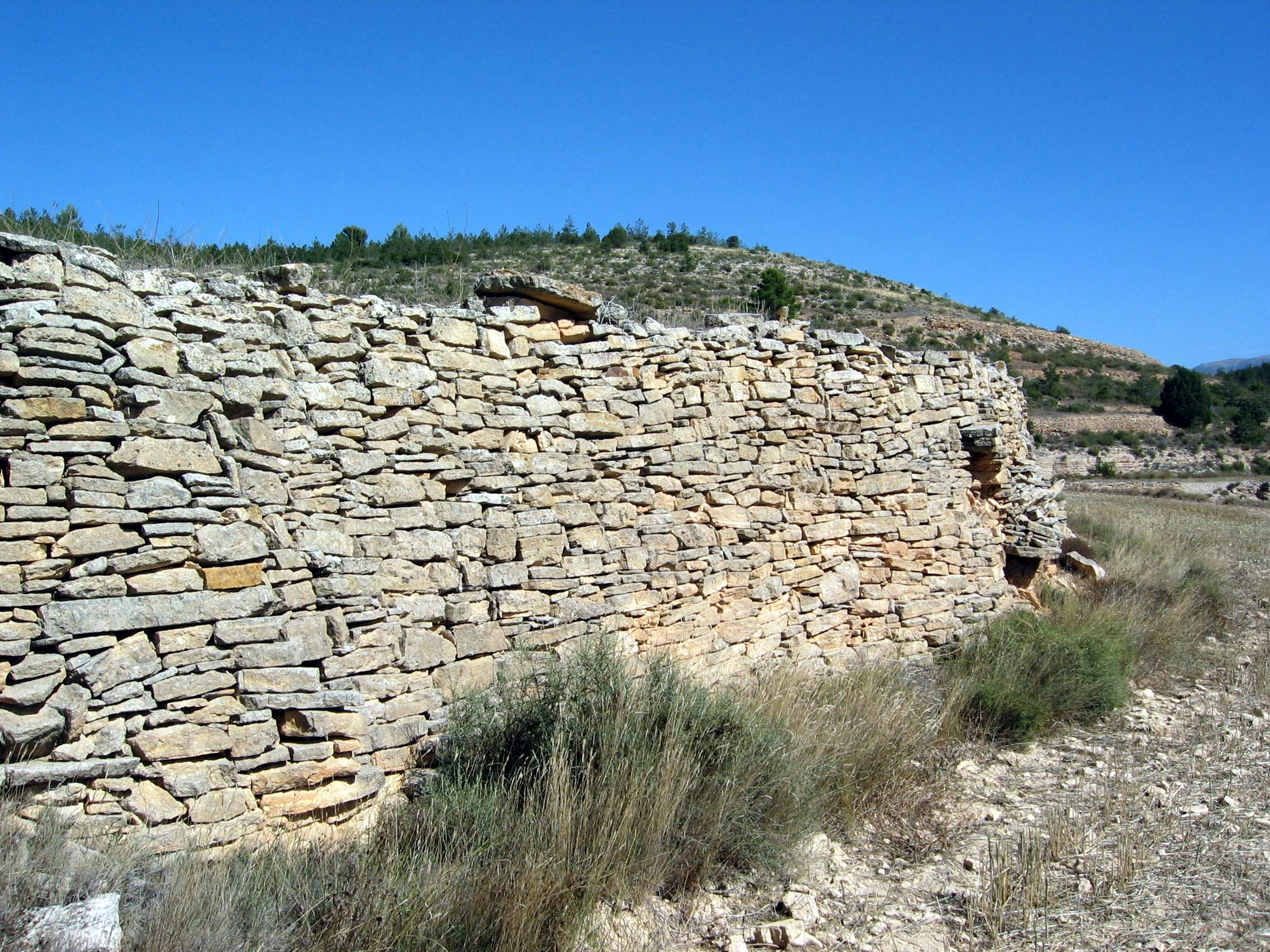
Detalle de muro de piedra en seco correspondiente a un abancalamiento en Mas del Olmo, Ademuz (Valencia), año 2016.

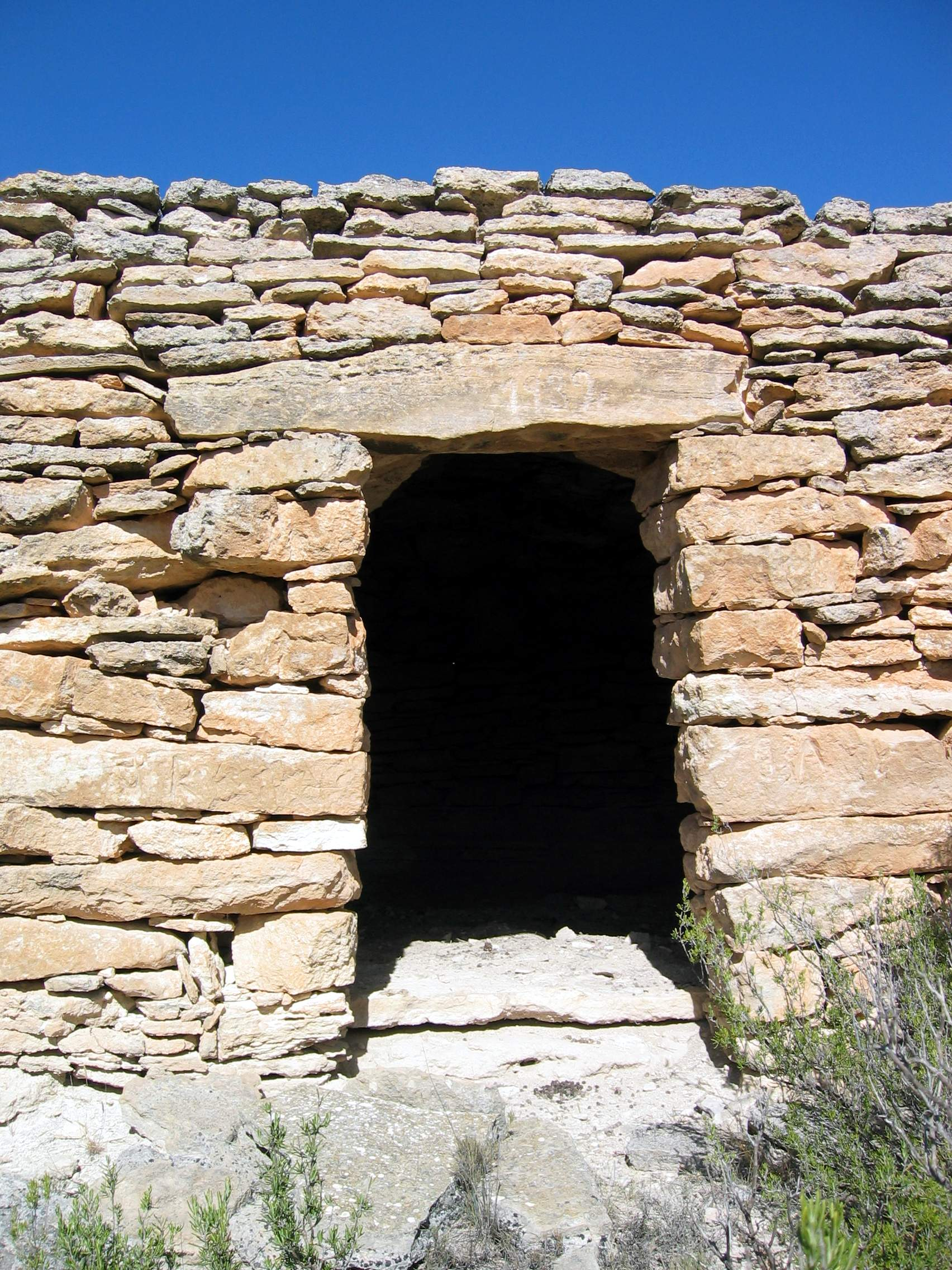
Vista frontal de una barraca de piedra en seco en Mas del Olmo, Ademuz (Valencia), con detalle de la fecha de construcción en el dintel de la entrada (1932).

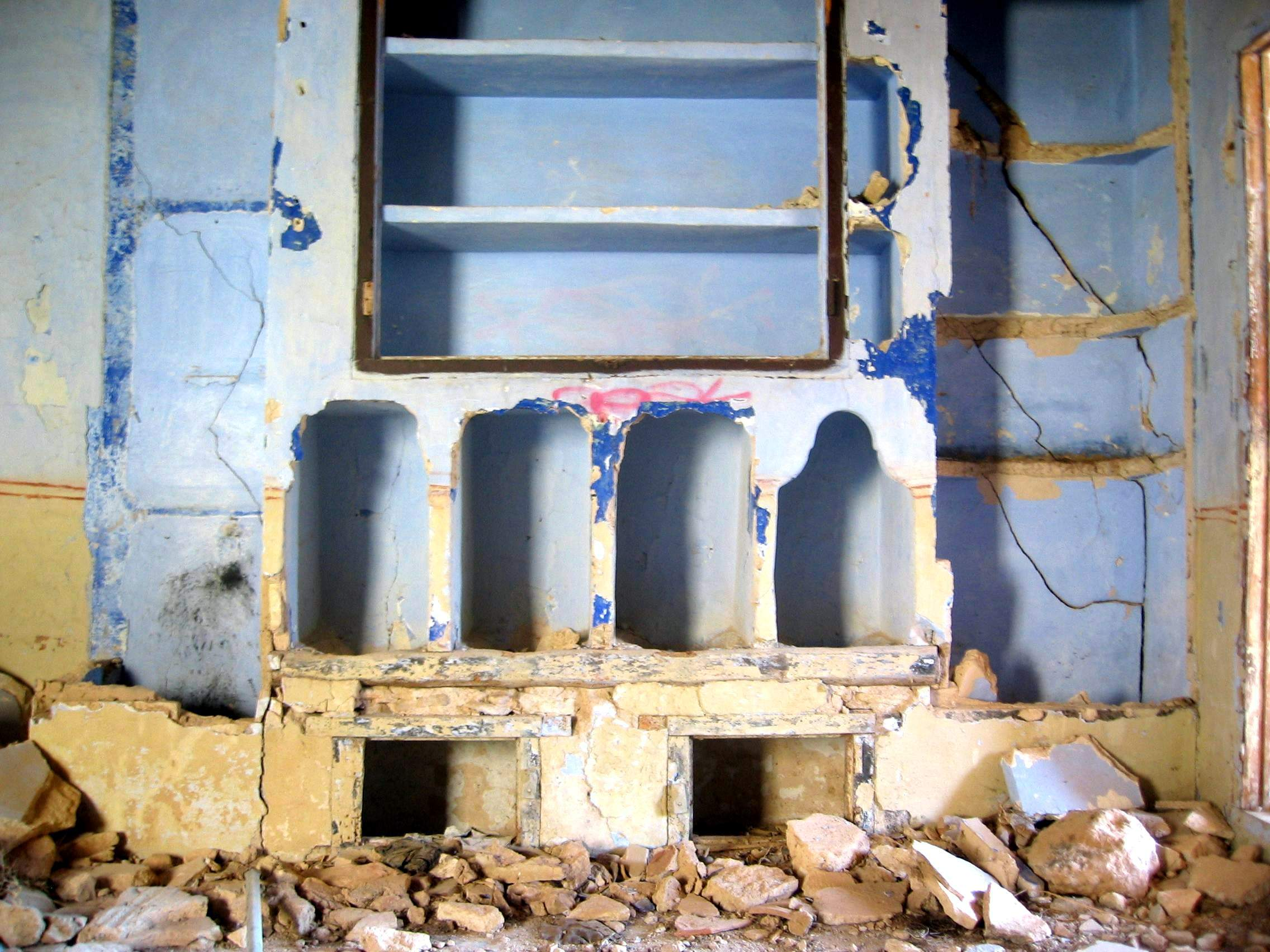
Detalle de alacena y cantarera en una vivienda arruinada de las Casas de la Balsa (Ademuz), año 2008.

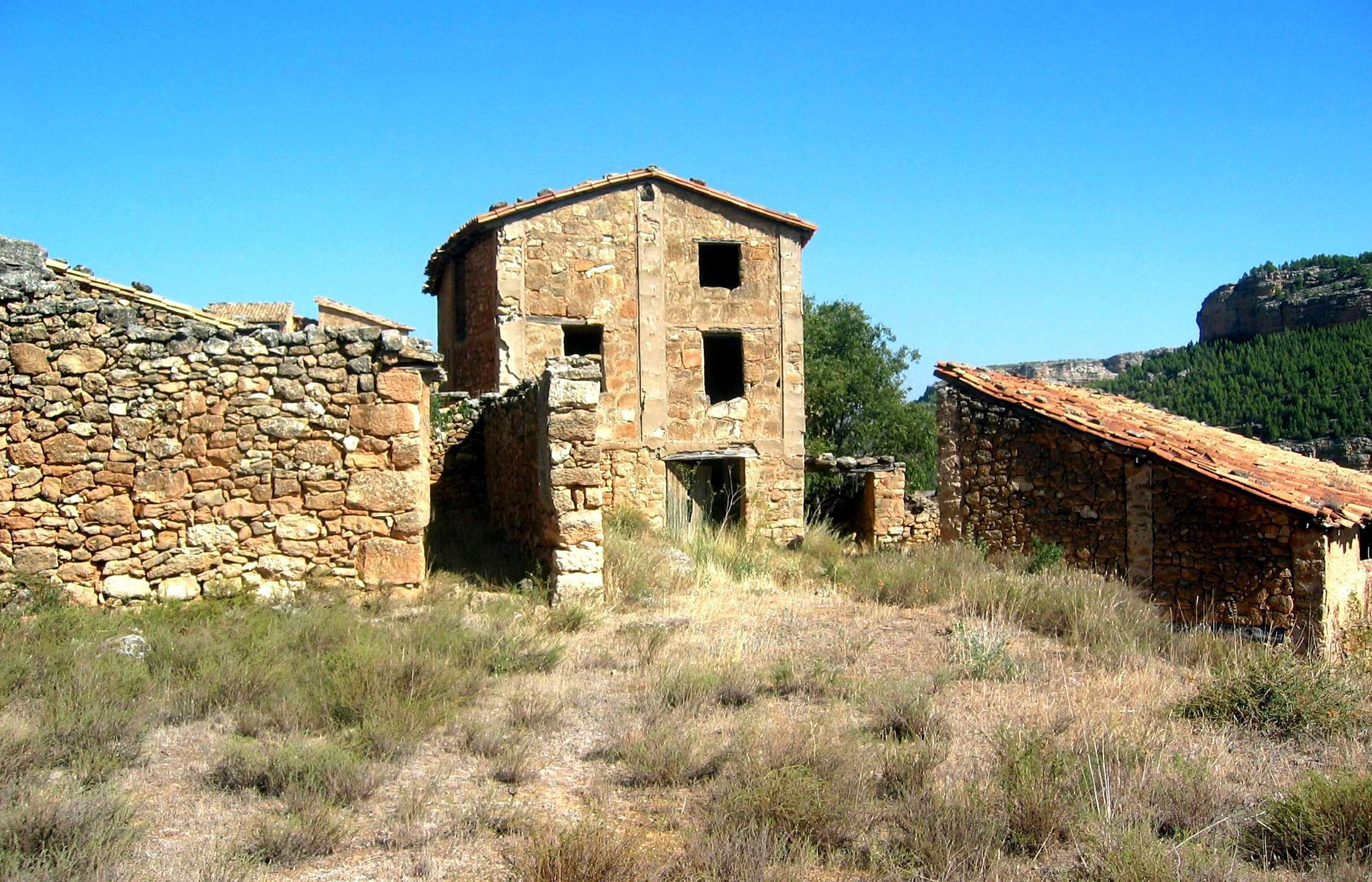
Vista parcial del caserío de las Casas de la Balsa (Ademuz) (Valencia), año 2008.

### Madera y otros elementos orgánicos
La madera es uno de los elementos básicos de la construcción tradicional en la zona, pudiendo verse en sus más variadas formas: estructura de casas (pilares, jabalcones...), forjados (vigas, viguetas...), muros (entramados, agujas de tapial...), cubiertas (correas, tejadillos...), barandas de protección (pasamanos, balaustres recortados o torneados), pavimento, carpintería, cerrojos, etc. La madera autóctona procede del pino común, también del chopo, el olmo, la carrasca y variedades de quercus, sabina del género juniperus..., aprovechando sus características particulares, entre las que cabe destacar la dureza de la carrasca y la resistencia al agua de la sabina. La producción maderera de la zona y territorios limítrofes ha sido notable a lo largo de la historia, basta ver la actividad de los madereros y gancheros, y el arrastre de maderadas por el Turia hasta Valencia, ya desde la Baja Edad Media. La relación de la madera con la comarca y sus festejos y tradiciones puede verse bien representada en las populares «hogueras de San Antón» y en la tradicional plantada del chopo por Pascua florida, una fiesta de origen precristiano relacionada con la primavera y la fertilidad.
Además de la madera, el empleo de otros elementos orgánicos –cañas, fibras de cáñamo- en la construcción ha sido tradicional en la zona: las cañas, atadas una junto a otra forma los cañizos, usados en las coberturas como soporte de las tejas. Otra forma de utilizar las cañas era aplastando el canuto y formando emparrillados sobre los que aplicar el yeso para los falsos techos o bóvedas de los cindriados en alcobas y habitaciones. Asimismo, el cáñamo servía para hacer cuerdas con las que atar los cañizos, y en general cordajes de todo tipo usados en la construcción y en la agricultura, incluso en la alpargatería, actividad frecuente en la zona en otro tiempo. Asimismo, se han visto también «cuernos de cabra» empotrados en muros, a modo de ganchos de percha para colgar aperos.

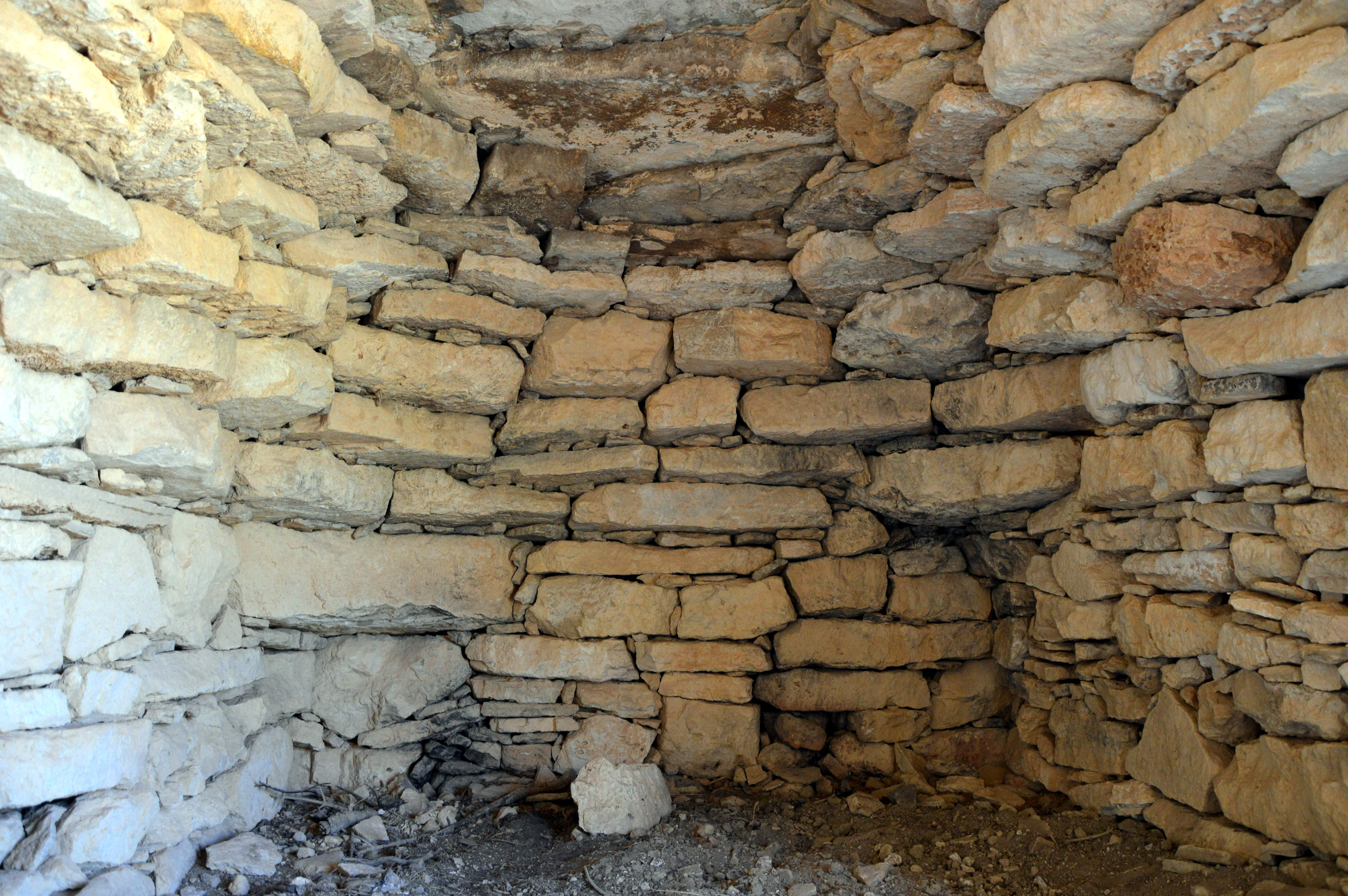
Vista interior de una barraca de piedra en seco en Mas del Olmo, Ademuz (Valencia), con detalle del sistema constructivo.

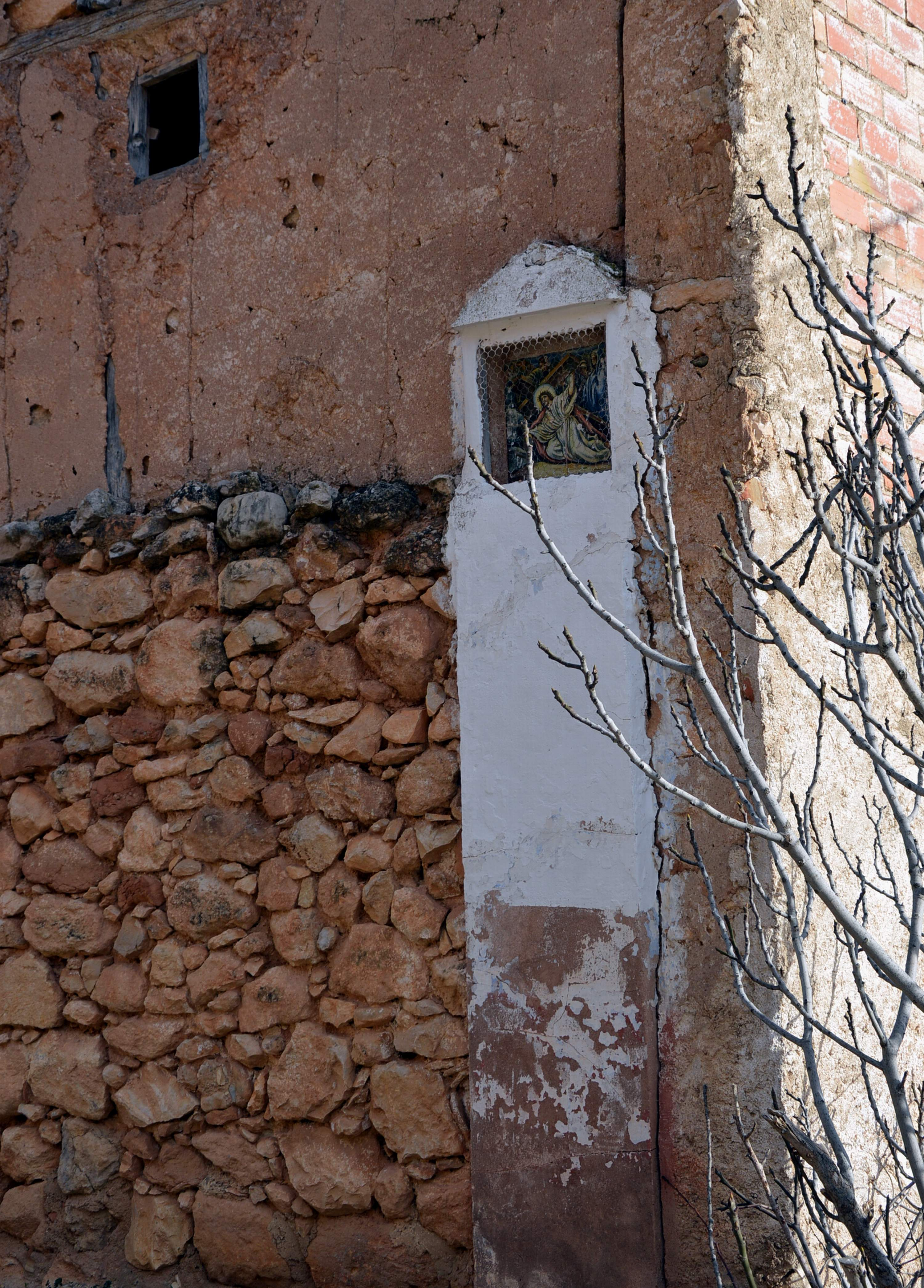
Construcción tradicional en Casas Bajas (Valencia), con detalle constructivo: mampostería en la planta baja y encofrado de lajas en la parte alta, con rodillos verticales y ventanuco, año 2016

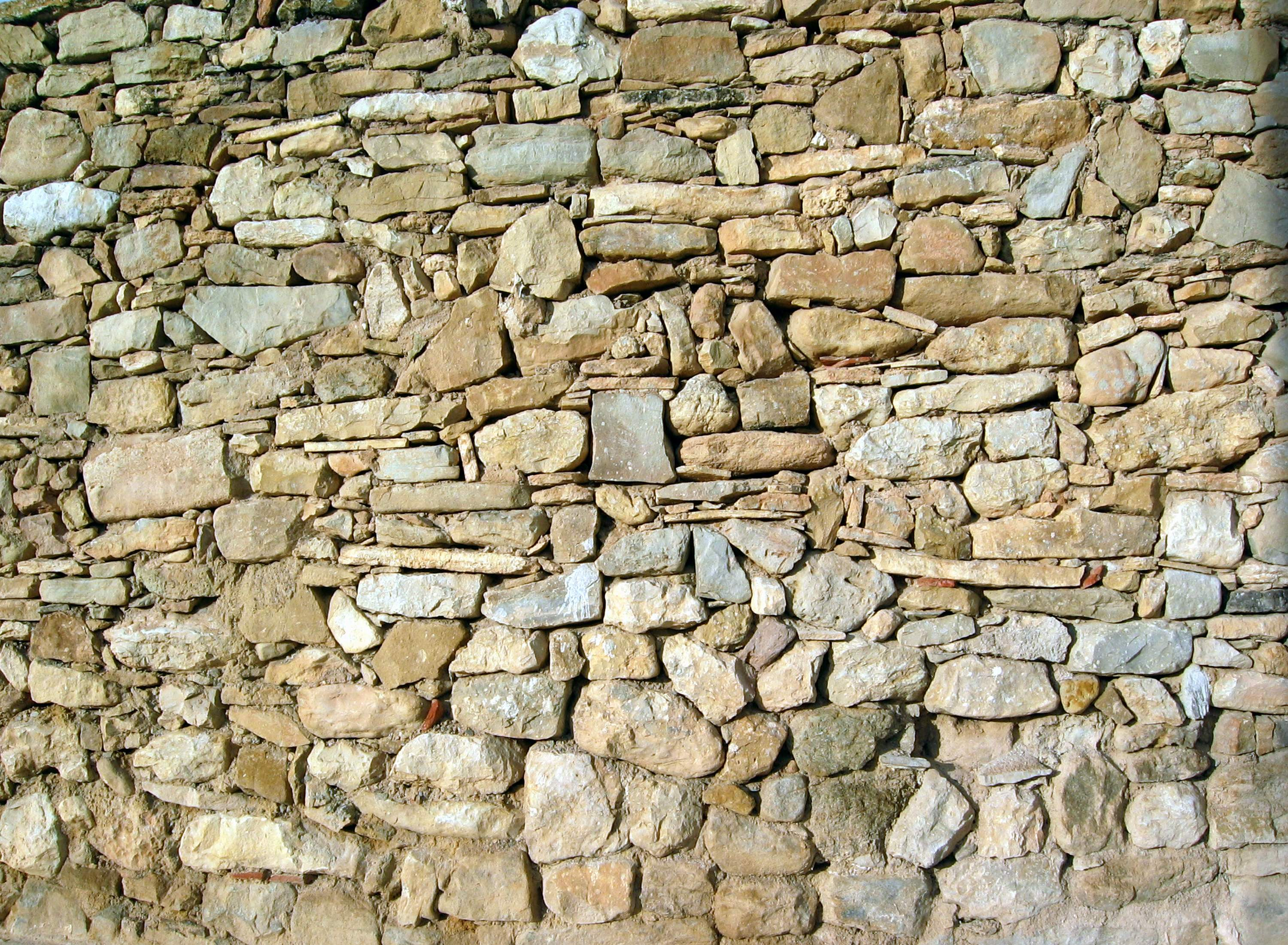
Detalle de piedra careada en muro de mampostería en Val de la Sabina, Ademuz (Valencia).

### Otros elementos: metálicos y materiales nuevos
Respecto a la utilización de elementos metálicos en la construcción vernacular, cabe citar las «barandillas metálicas», introducidas a partir del siglo XIX, aunque su presencia es escasa. Más frecuente es la utilización del hierro en los herrajes de las puertas, aldabas y cerraduras, que combinaban el aspecto práctico con la belleza de su elaboración. La introducción de puertas metálicas (aluminio) en sustitución de las viejas puertas de madera, en ocasiones bellamente labradas, constituye un reto:

«El conflicto entre la necesaria adaptación y modernización de la vida y la armonía que la arquitectura vernacular ha mantenido tradicionalmente con entorno aparece en toda su crudeza».
Memoria construida, Fernando Vegas

Otros elementos utilizados en la construcción de la zona son los nuevos materiales: piedra artificial en alfeizares de ventanas, canalizaciones de plástico en canaleras y bajantes, carpintería y persianas de PVC, las pinturas plásticas en exteriores, etc. Asimismo, han hecho su aparición en los últimos tiempos las placas de fibrocemento ondulado, las chapas metálicas grecadas, y otros elementos ajenos a la construcción tradicional, en absoluto contraste con la tradición arquitectónica vernacular. Otro tanto podría decirse de la utilización del asfalto y el hormigón en la cubrición de viales, a veces tampando empedrados o enlosados antiguos, justificando estas actuaciones como mejoras, ya que ciertas mentalidades siguen identificando «lo antiguo con el retraso», y «el hormigón con el progreso»:

«[Una actuación lamentable reciente ha sido] la cubrición completa e inmisericorde con una capa de hormigón de una callejuela de Mas de Jacinto que presentaba un precioso enlosado de rodeno con canal incorporado de origen remotos que se pudo dibujar antes de su desaparición».
Memoria construida, Fernando Vegas

### Muros
Muros de piedra en seco: se refiere a los construidos con piedras (mampuestos) sin ningún tipo de tratamiento (careado) ni aglomerante que las una. Modelo de este tipo de muros son los que pueden verse en los márgenes de los campos y muretes de los abancanlamientos en las laderas, incluyendo las paradigmáticas Barracas de piedra existentes por diversos puntos de la geografía comarcal a modo de refugio de agricultores y pastores. Para sujetar y equilibrar los mampuestos se colocan pequeñas piedras entre aquellos, denominadas ripios o replomos. 
Muros de sillería: se refiere a los construidos a base de sillares, piedras labradas aparejadas entre sí. Este tipo de paredes quedaba reservado para los edificios más nobles, públicos y privados –edificios municipales, iglesias y ermitas, casonas solariegas...- dado el coste de su elaboración. Sin embargo, también pueden verse en los esquinares de algunas edificaciones comunes, buscando una «trabazón adecuada en los encuentros» que refuerce la mampostería ordinaria. Ejemplos típicos de este tipo de paredes pueden verse en la «Casa Abadía» de Puebla de San Miguel y en la «Casa Grande de Tóvedas de Abajo», en Castielfabib.
Muros de mampostería: se refiere a los construidos con piedras sin labrar o toscamente talladas, usando piedras de distintos tamaños unidas con argamasa, sin seguir un orden determinado. Este tipo de mampostería se clasifica a su vez en «ordinaria», «careada» y «concertada» –atendiendo al tipo de elaboración de los mampuestos-: sin ningún tipo de elaboración, labrando superficialmente la cara expuesta y labrando las piedras para buscar el acomodo entre ellas. El denominado sillarejo es una forma superior de «mampostería careada», cuando las piedras se han labrado formando bloques más o menos prismáticos. Una forma óptima del sillarejo sería el sillar, cuando las caras del prisma están perfectamente labradas. La mayoría de las construcciones de la zona poseen muros de mampostería en las partes bajas, aparejadas con arcilla y paja. Asimismo, los muros poseen en sus partes centrales y en las esquinas machones basados en «mortero de yeso», constituyendo la estructura que soporta realmente la construcción. Los cerramientos superiores de los edificios suelen resolverse con tabiques de distinto tipo. Los cerramientos más frecuentes en la parte superior de los edificios comunes, también en los cuerpos volados, suelen basarse en encofrados hechos con lajas de piedra: de una parte para abaratar el coste, de otra para minimizar el peso que deben soportar los muros inferiores. Ello se hace particularmente patente en los asentamientos levantados en las laderas de los cerros –villas de Ademuz, Castielfabib, Vallanca…-, donde los edificios se han levantado en apretada convivencia. Como aglomerante en la sujeción de los encofrados de lajas se ha utilizado invariablemente el «mortero de yeso», una de cuyas ventajas es el rápido fraguado. Como medida de refuerzo en estos frágiles tabiques pueden verse «rollizos verticales de madera», y en algunos casos dispuestos en forma de durmientes horizontales.
Los muros de tapial (tierra cruda), fueron frecuentes en Torrebaja, se construían con un encofrado relleno de tierra con tierra cruda -con o sin inertes-, disponiéndose entre las hiladas las típicas brencas acuñadas de mortero de yeso como refuerzo. El muro norte del Cementerio municipal de «Los Llanos», ya desaparecido, estaba basado en este tipo de tapial. Hoy puede verse en la «Casa del Cura» de Castielfabib, un notable edificio en lamentable estado de abandono. 
Existen también en la zona los muros excavados, «el ejemplo más primigenio de construcción de muros», cuya fábrica requiere de ciertas circunstancias: terreno lo suficientemente blando que permita la excavación. El destino de estos espacios construidos se destinará fines distintos, en función de la climatología externa: en los ambientes externos frío, a vivienda; en los cálidos, a bodegas. La ubicación de diversos asentamientos locales en las pendientes de los cerros favorece este tipo de arquitectura, como ampliación de las viviendas. El territorio del Rincón de Ademuz reúne las condiciones expuestas, tanto en terreno como en climatología, de ahí la existencia de abundantes bodegas soterradas, excavadas en la roca en Ademuz, Castielfabib, Los Santos, Vallanca (Cueva del Hocino, ya nombrada por Madoz, en 1847, y otras existentes en la misma plaza Mayor del lugar). Finalmente, cabe incluir también en este apartado las cuevas-corrales existentes en distintos parajes de estos términos, prueba arqueológica de una importante actividad agropecuaria en el pasado.

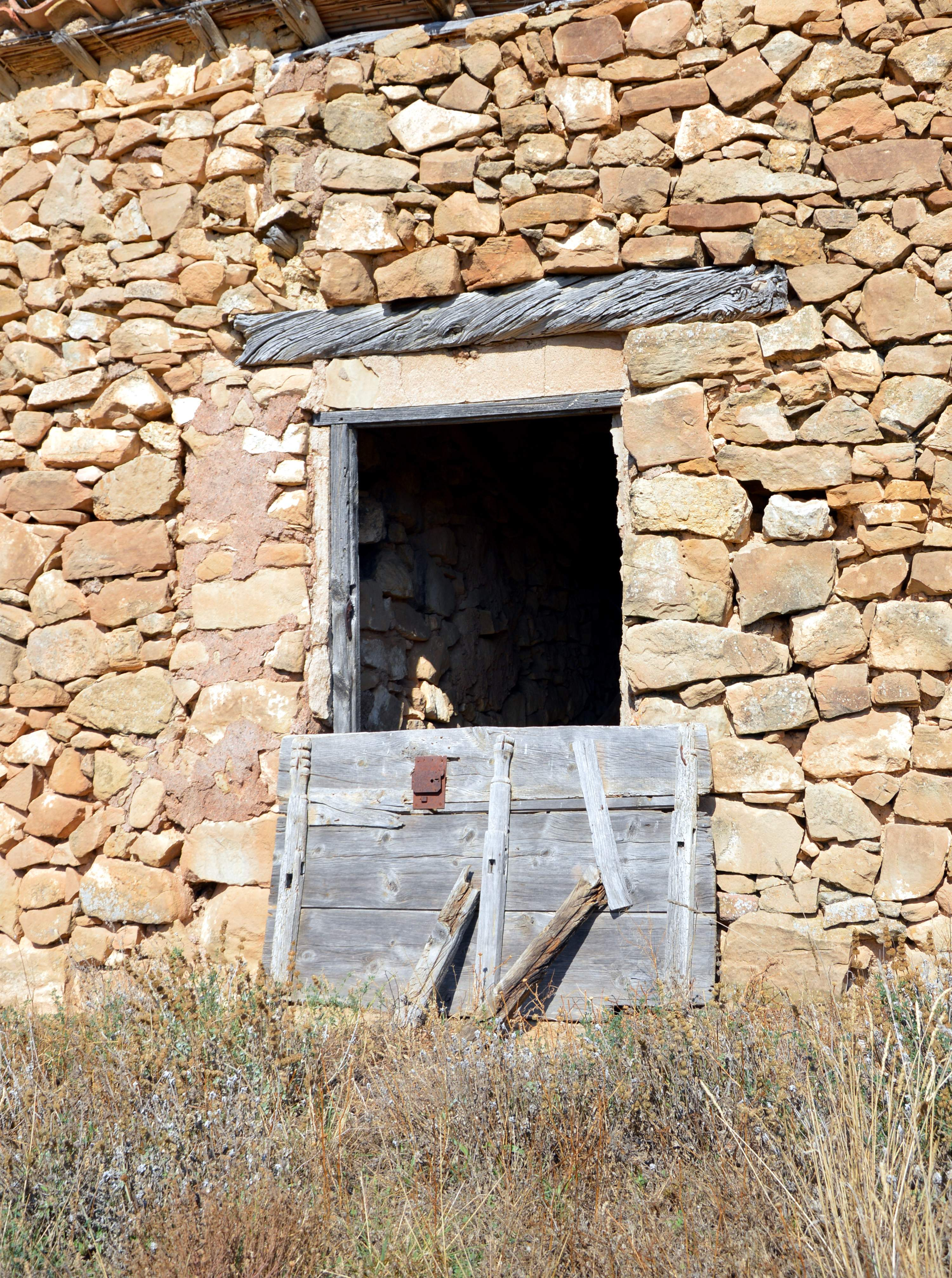
Detalle de arquitectura vernacular en «Los Molares», Ademuz (Valencia), año 2016.

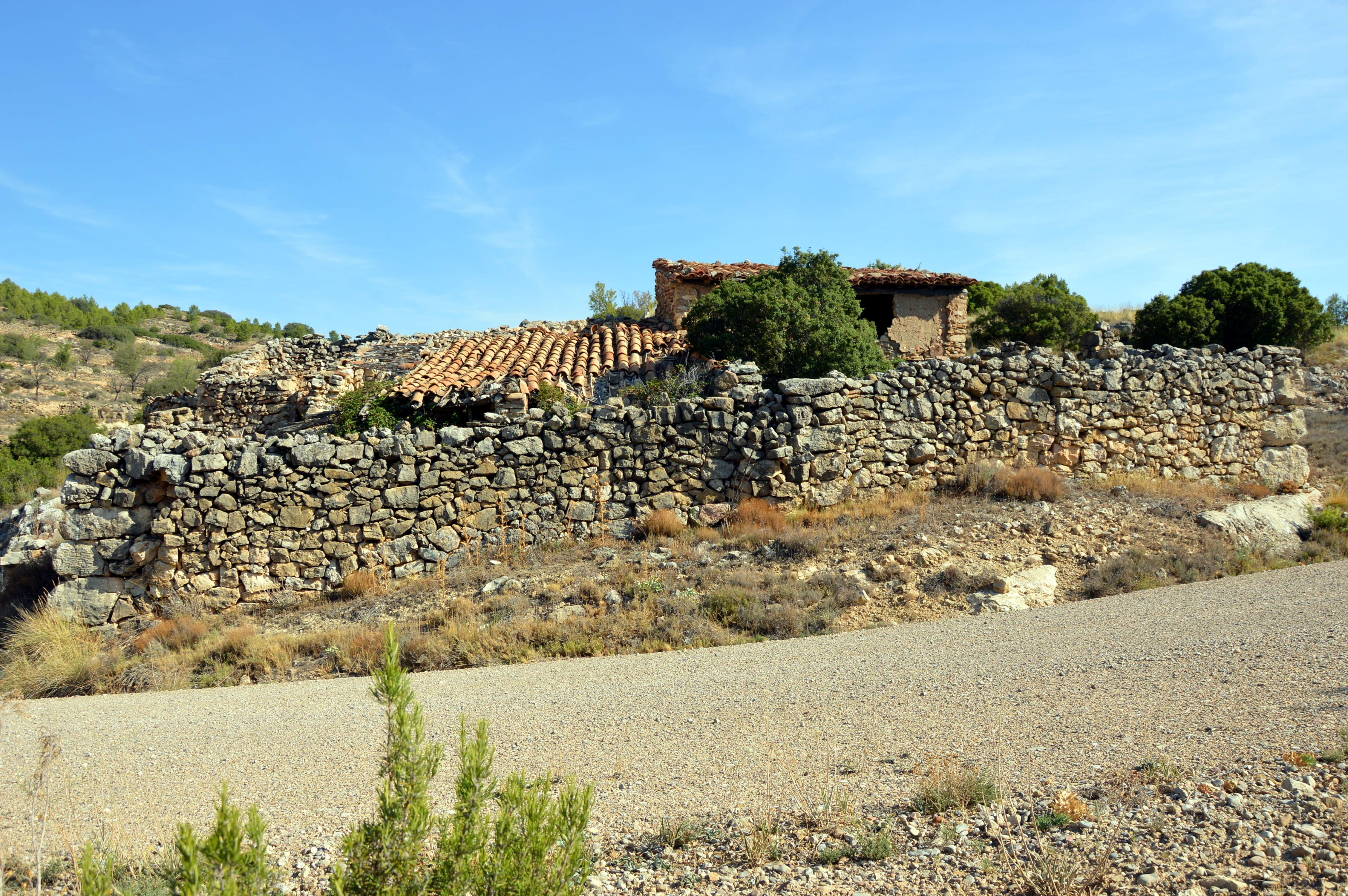
Detalle de arquitectura vernacular en «Los Molares», Ademuz (Valencia), año 2016.

## La casa
La casa tradicional (vernacular) del Rincón de Ademuz es el resultado del empleo de los distintos materiales existentes en la zona y de su particular forma de aparejarlos para dar respuesta a las necesidades de sus moradores. En la tipología de la construcción influyen otros factores, como la orografía y climatología local, así como la actividad económica principal de sus habitantes, dedicados mayoritariamente a la agricultura y la ganadería.
Arquitectónicamente, la construcción básica reúne «funciones de residencia, almacén de víveres y eventual desempeño de labores domésticas y artesanas», y recinto para los animales de corral y aperos: cuadra y corral con o sin descubierto. Mención aparte merecen los pajares y cambrillas destinados a guardar la paja, con espacio para forrajes secos (cañota de maíz, alfalfa), que suelen agruparse fuera del pueblo, junto a las «eras de pantrillar».

### Configuración
La distribución de la «casa-vivienda» en la comarca depende del lugar donde se ubica, en función de la altitud, orientación y climatología de la zona de valle o montaña donde se halle, aunque siempre «funcional y consecuente». Vegas comprueba una forma de hacer común en todo el territorio, con tendencia «a la estratificación funcional, material y constructiva», tanto en las edificaciones destinadas a vivienda como en las secundarias (almacenes, cambrillas, pajares). El denominador común a todas ellas es la existencia de plantas bajas (destinadas a funciones secundarias: bestiaje, almacén de aperos de labranza), con acceso a las plantas superiores, reservadas estas a la vivienda propiamente (hogar, cocina, estar y alcobas). La parte alta suele estar destinada al almacenaje de productos del campo: trojes para el cereal y demás frutos, así como lugar de oreo para los productos cárnicos resultantes de la matanza, embutidos, etc., incluso a trastero. La disposición general posee, sin embargo, múltiples variantes y combinaciones. Mención especial merecen las construcciones de Arroyo Cerezo, donde la altitud y la climatología han condicionado una edificación particular, distribuida en una sola planta y con porche orientado meridionalmente. Los núcleos urbanos asentados sobre pendientes (Ademuz, Castielfabib, Vallanca), precisamente los más antiguos, debido a haberse desarrollado en torno a castillos o fortificaciones, poseen soluciones urbanísticas particulares con varios accesos en las casas, debido al desarrollo vertical de las mismas y a su «arquitectura acabalgada»; las desarrolladas en laderas medias (Casas Altas, Casasbajas, Los Santos, Sesga, Negrón), poseen soluciones distintas, como las escaleras externas para acceder a la primera planta, directamente desde la calle.

### Estructura
Característico de las construcciones tradicionales de la zona –al menos desde finales del siglo XIX y principios del siglo XX- son los «machones de hormigón ciclópeo de yeso», verdaderos sustentantes de la estructura de la casa. Cual pilastras, los machones se hallan embebidos en el muro de mampostería, ocupando su lugar en las esquinas de la construcción y en el centro de los laterales, llegando al ángulo superior del hastial (eje de la cumbrera). Vegas relaciona construcciones de principios de siglo XX en Castielfabib (según aparecen en una fotografía conservada en el «Instituto Amatller de Arte Hispánico» (IAAH, 1917) y Val de la Sabina (Ademuz) con la «Casa Dominó» de Le Corbusier (1914), demostrando que poseen idéntica distribución en los soportes. Los elementos sustentantes suelen quedar total o parcialmente embebidos en los muros, y poseen unos 40 cm. grosor: dicho sistema permite ahorrar en yeso, cuya laboriosa elaboración encarecía considerablemente el coste de la obra:

«Entre los machones, se tienen grandes vigas de madera o rollizos descortezados sobre los que apoyan los montantes lígneos, auxiliares de los tabiques de lajas, colocados en vertical, constituyendo el resto de los cerramientos y fachadas de la casa».
Memoria construida, Fernando Vegas

Para el forjado se utilizaban «rollizos pelados» y «revoltones de yeso» (cindrias, en el lenguaje local), encofrados in situ. Este es el sistema habitualmente empleado en la zona, con la excepción de Puebla de San Miguel, donde la abundancia de pinos en sus bosques permitió la utilización de madera en los forjados, cubiertos a su vez con tablazón, solución habitual en los lugares donde abunda la madera. Para el encofrado se utilizaban «puntales y tablillas» que formaban la bóveda entre rollizos, esparciendo el yeso por la parte superior y enrasando al nivel de la vigueta. Este sistema de encofrado aprovechaba el rápido fraguado del aglomerante mezclado con árido menudo, lo que permitía la pronta retirada del encofrado. El proceso de construcción de una casa era levantar los machones y realizar los pisos con el sistema descrito; posteriormente se echaban las aguas afuera haciendo el tejado, finalmente se hacían los cerramientos de fachada y la distribución interior.

### Cerramientos
Habitualmente, en los cerramientos de las casas de la zona se distingue un patrón común en la erección de los mismos: muro de mampostería ordinaria (careada, escuadrada...) en la planta baja, con el propósito de lograr un buen asiento, protección y aislamiento del terreno. Como aglomerante en la sujeción de los mampuestos se utiliza el mortero basado en barro y paja, solo a veces mezclado con yeso. La solución adoptada para el cerramiento de las plantas superiores es la utilización del encofrado de lajas planas, verticales, a una cara –este muro puede contener rollizos verticales y horizontales (durmientes) como refuerzo de la estructura, además de en los dinteles de los vanos-: la parte interior del encofrado se enluce posteriormente, ya que suele con el área de vivienda del edificio, en los destinados a este fin. La parte superior del edificio, destinada habitualmente a cambra o «cambrucho», se suele cerrar con el mismo sistema de lajas verticales, pero sin encofrado ni enlucido. El sistema de ventilación en esta parte de la casa se consigue con ventanas que utilizan como dintel las mismas vigas de la cobertura, o simplemente dejando en el cerramiento una loseta sin poner.

### Cubierta
En la mayoría de las casas tradicionales de la comarca, la cubierta se hace basándose en el sistema de armaduras a dos aguas, «tipo parhilera», con una viga cimera (hilera) y vigas laterales (pares), cubiertos a su vez por los típicos cañizos a modo de tabicas, tablas o tedillos. Las coberturas se disponen perpendicularmente a las calles, para favorecer la evacuación de las aguas, basándose la cobertura en tejas árabes aparejadas en «canal y cobija». Sobre el entramado de los cañizos se colocaba mortero de barro (con o sin algo de yeso, a veces con cañota), disponiéndose directamente sobre este plano las tejas tomadas con la misma argamasa. En zonas aisladas pueden verse primitivas construcciones rurales con la cobertura basada en simples lajas de piedra, previas a la aparición de las tejas cerámicas.

### Tabiquería
En las casas comunes más antiguas, la distribución interior se ha resuelto a base de «tabiques de lajas de piedra verticales», apoyadas a su vez en el jambaje de las puertas y tomadas con mortero de yeso. Sobre el posterior enlucido puede verse el encalado o jalbegado con cal y «azulete». Respecto a la cocina, con ser un espacio singular, recibe la misma solución, con la particularidad, sin embargo, de que la construcción de «vaseras» y cantareras requiere de la colocación de las lajas en horizontal y una mayor utilización del yeso. Aunque los «anaqueles» y «alacenas» suelen estar al descubierto en las más antiguas (Tóvedas de Arriba, Negrón), también pueden verse estos espacios para el utillaje de cocina recubiertos de madera con carpintería y cristal, aunque ocasionalmente.

### Pavimentos
El pavimento, como la totalidad de la casa, suele ser sencillo. En las entradas de las plantas bajas los pisos pueden ser de tierra batida, siendo puntuales los casos de suelos de estos espacios enlosados, con la excepción de en Puebla de San Miguel y Sesga, donde pueden verse cuadras empedradas. En las plantas superiores, la destinada a vivienda utiliza la cara superior de cindrias y revoltones de madera enrasados como piso, sin más cubrición: se trata de un pavimento estructural. Esta mismo solución se utilizaba en el piso de la cambra o cambrucho, espacio bajo la cubierta.

### Revestimientos
La cultura constructiva tradicional del Rincón de Ademuz niega el revoco exterior de los edificios, en tanto función decorativa. Las fábricas erigidas muestran directamente los materiales que la conforman, evidenciando a la vez el proceso constructivo: se trataría de «un acto de sinceridad que pocas obras arquitectónicas de la modernidad» pueden exhibir. Esta visibilidad exterior de los materiales autóctonos garantiza la integración de las construcciones en el entorno. El mortero de yeso visto al exterior en los encofrados de lajas verticales en las partes altas de los edificios no debe entenderse como «revoco exterior» con «función decorativa», aunque en la práctica lo sean, en tanto forma parte del proceso constructivo.
El encalado de las fachadas de las casas con jalbegue es un fenómeno reciente en los pueblos del Rincón de Ademuz, ya que comienza en las primeras décadas del siglo XX, según puede observarse en las fotografías de Castielfabib y Vallanca conservadas en el IAAH (1917). Por este tiempo comenzaron a encalarse los entornos de ventanas y entradas de las viviendas, quizá con un afán higienista y decorativo, extendido posteriormente al resto de la delantera. El fenómeno se agudizó a partir de los años sesenta del pasado siglo, en que las casas viejas, persiguiendo un afán modernizador, comenzaron a cubrir sus fachadas con revoques de yeso o cemento, ocultando definitivamente la fábrica, hecho que ha cambiado la fisonomía originaria de los asentamientos de la comarca y de tantos pueblos de España.

## Galería

### Ademuz

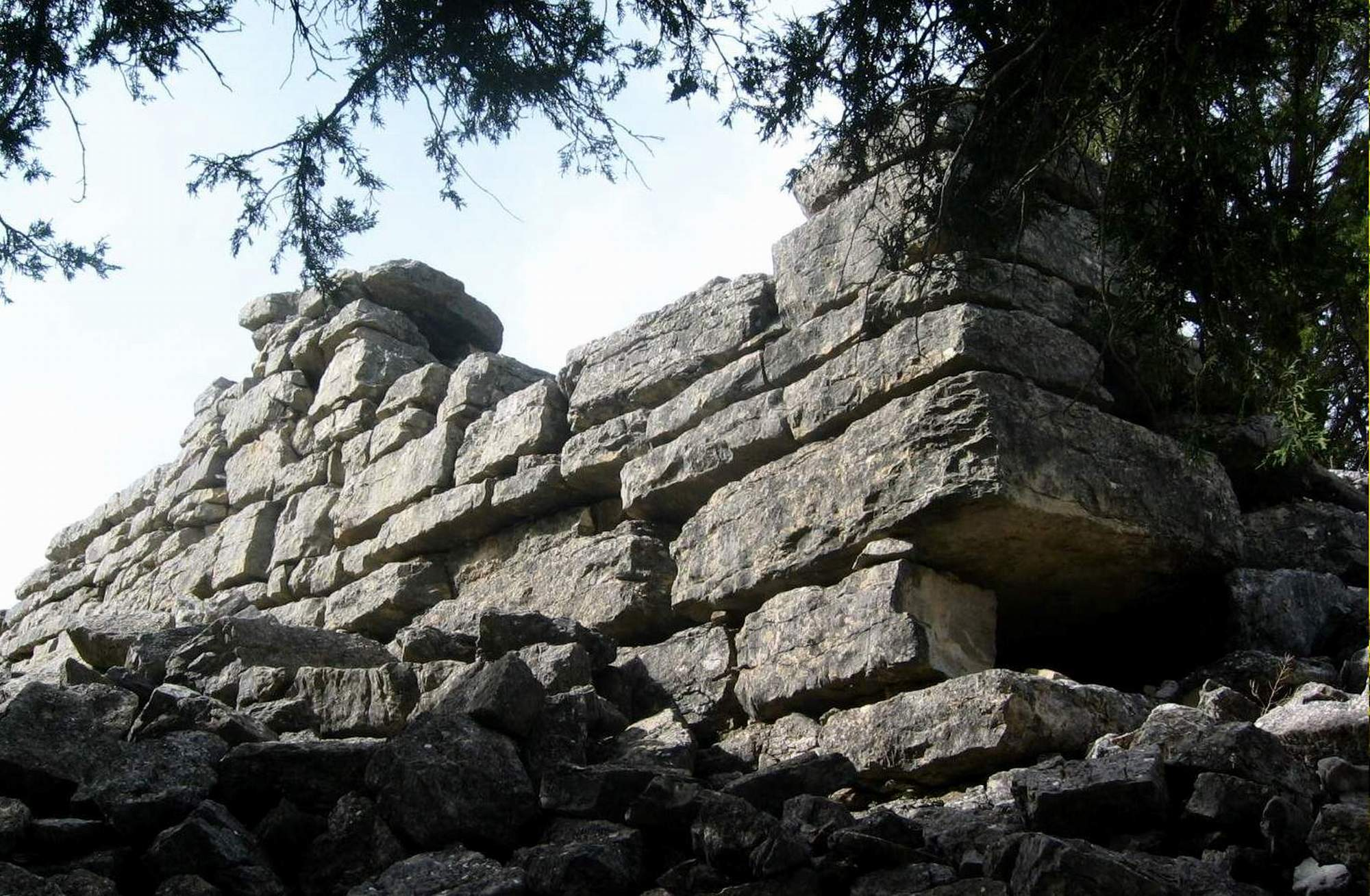
Detalle de murallón de piedra careada en el castro celtíbero de Sesga, Ademuz (Valencia), mal llamando «castillo de los moros», año 2006.
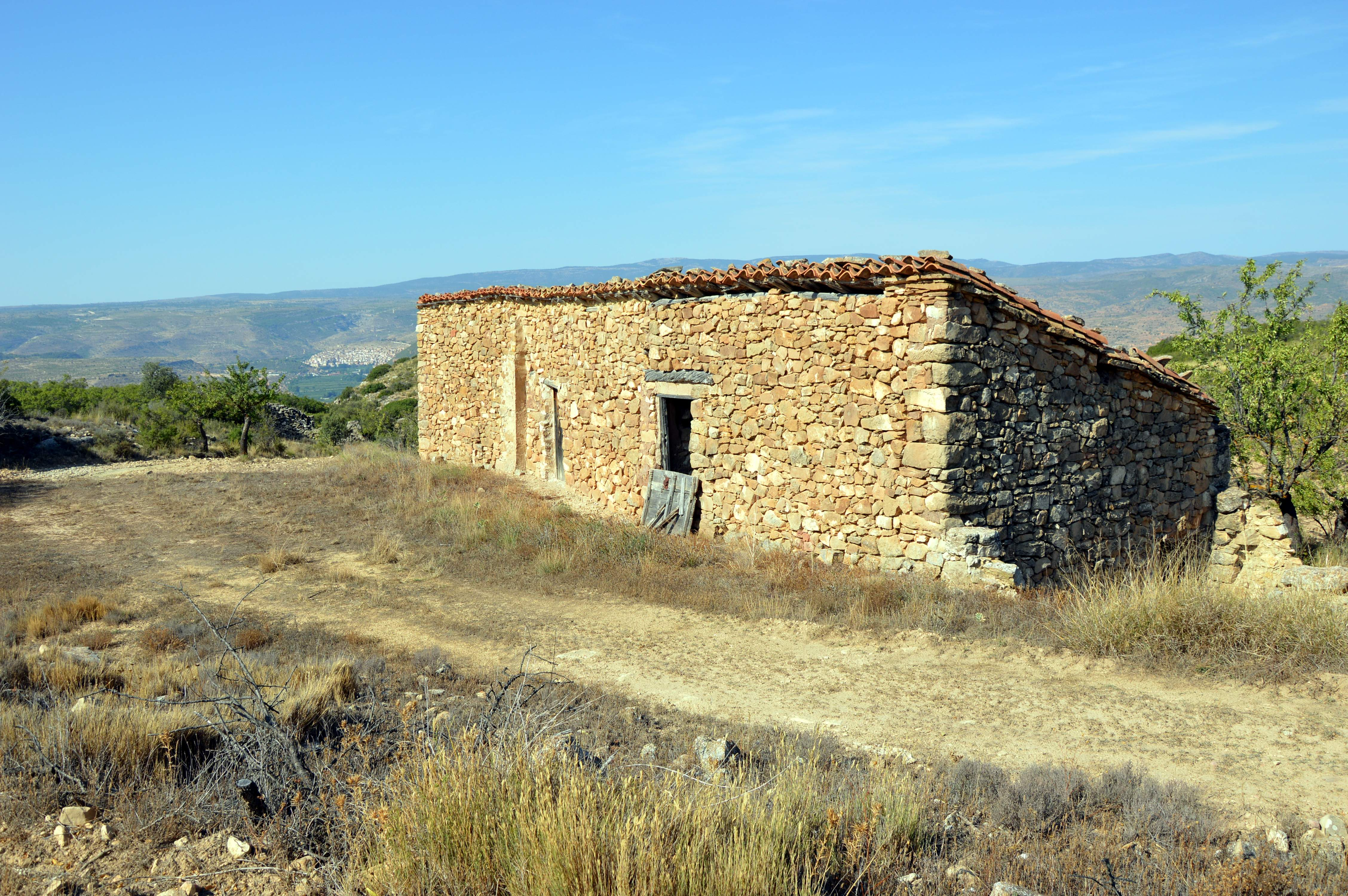
Construcción tradicional (vernacular) en «Los Molares», Ademuz (Valencia), año 2016.
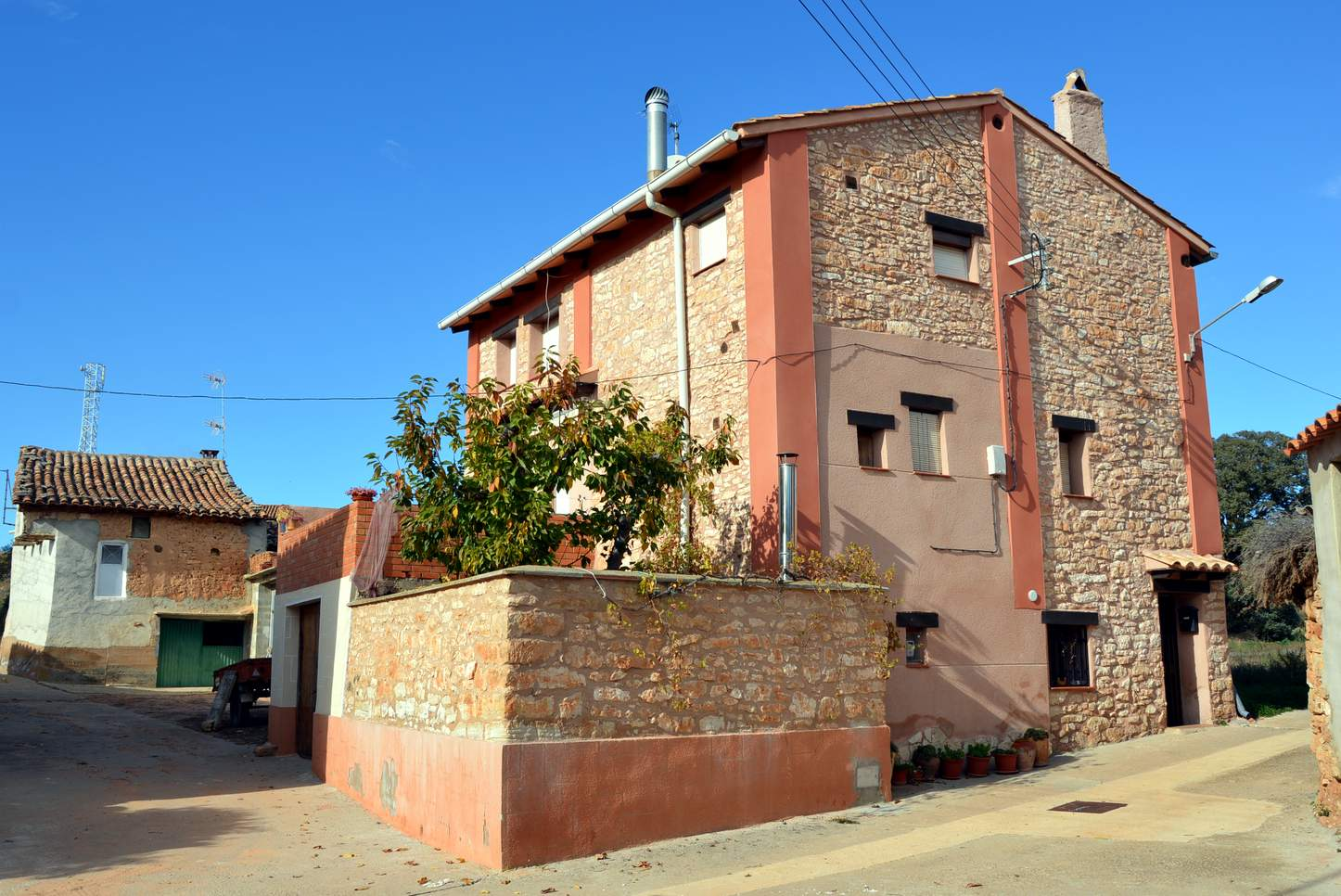
Construcción vernacular restaurada en Mas del Olmo, Ademuz (Valencia).
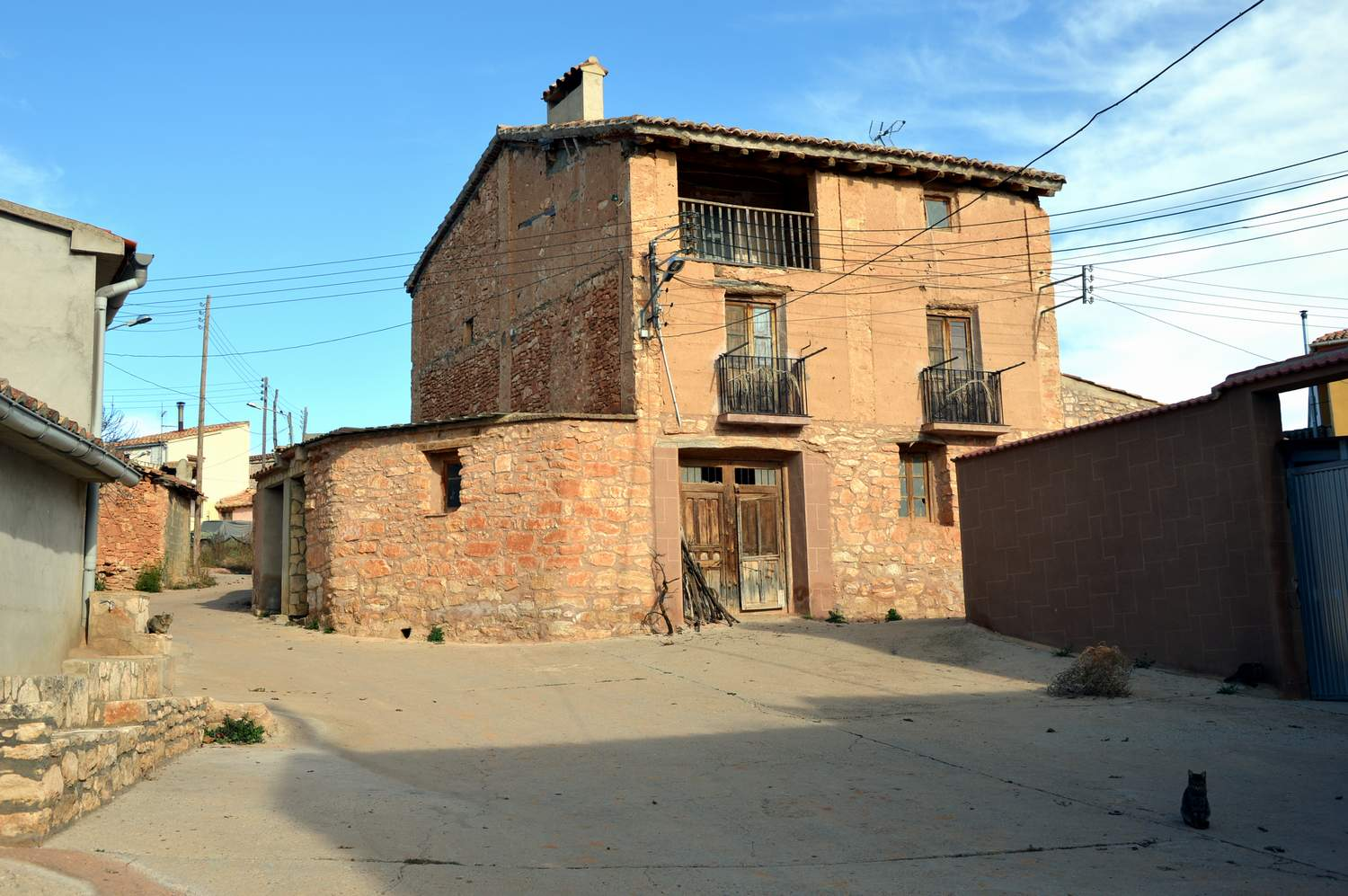
Construcción vernacular en Mas del Olmo, Ademuz (Valencia).
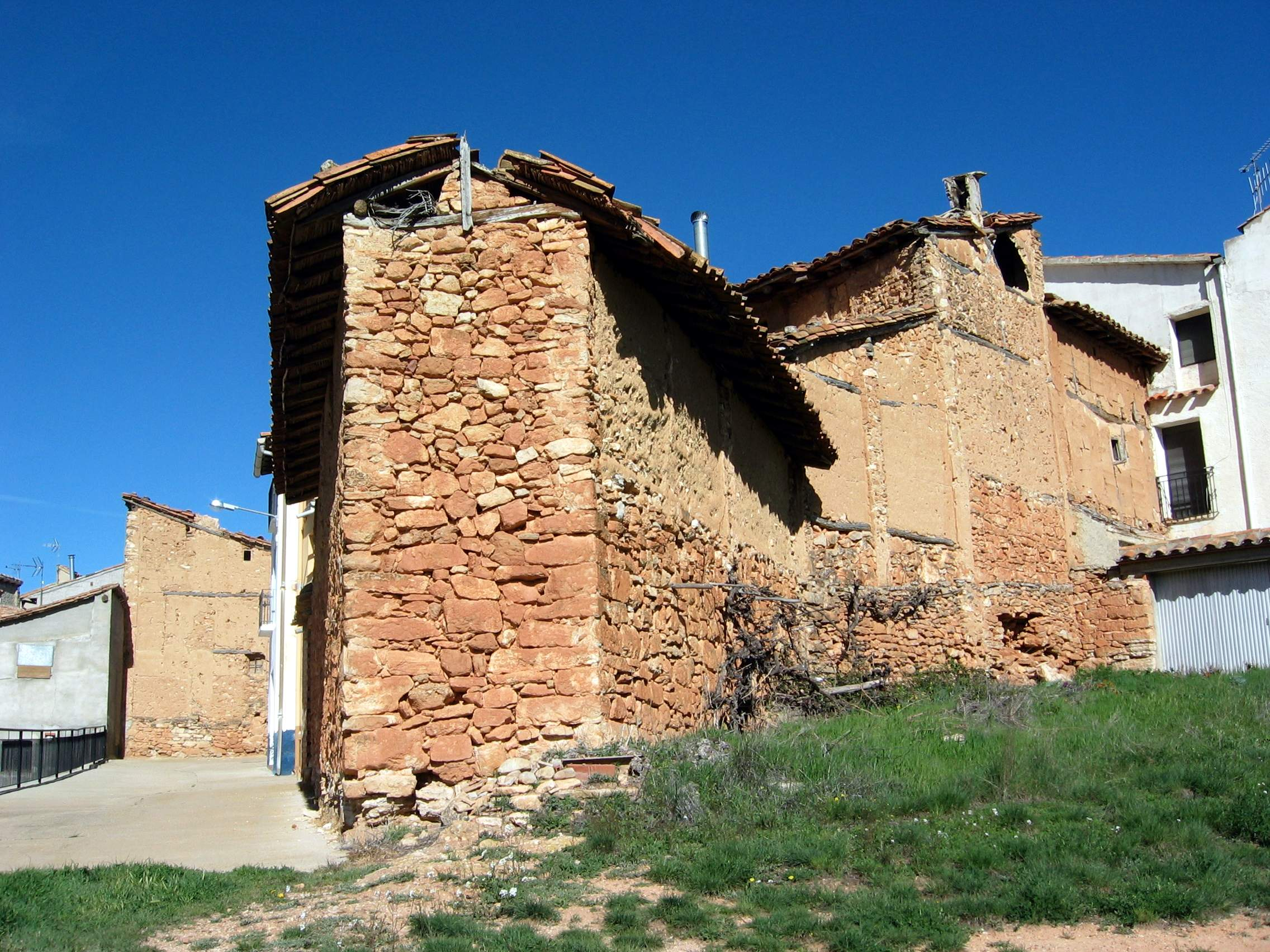
Construcción vernacular en Mas del Olmo, Ademuz (Valencia).
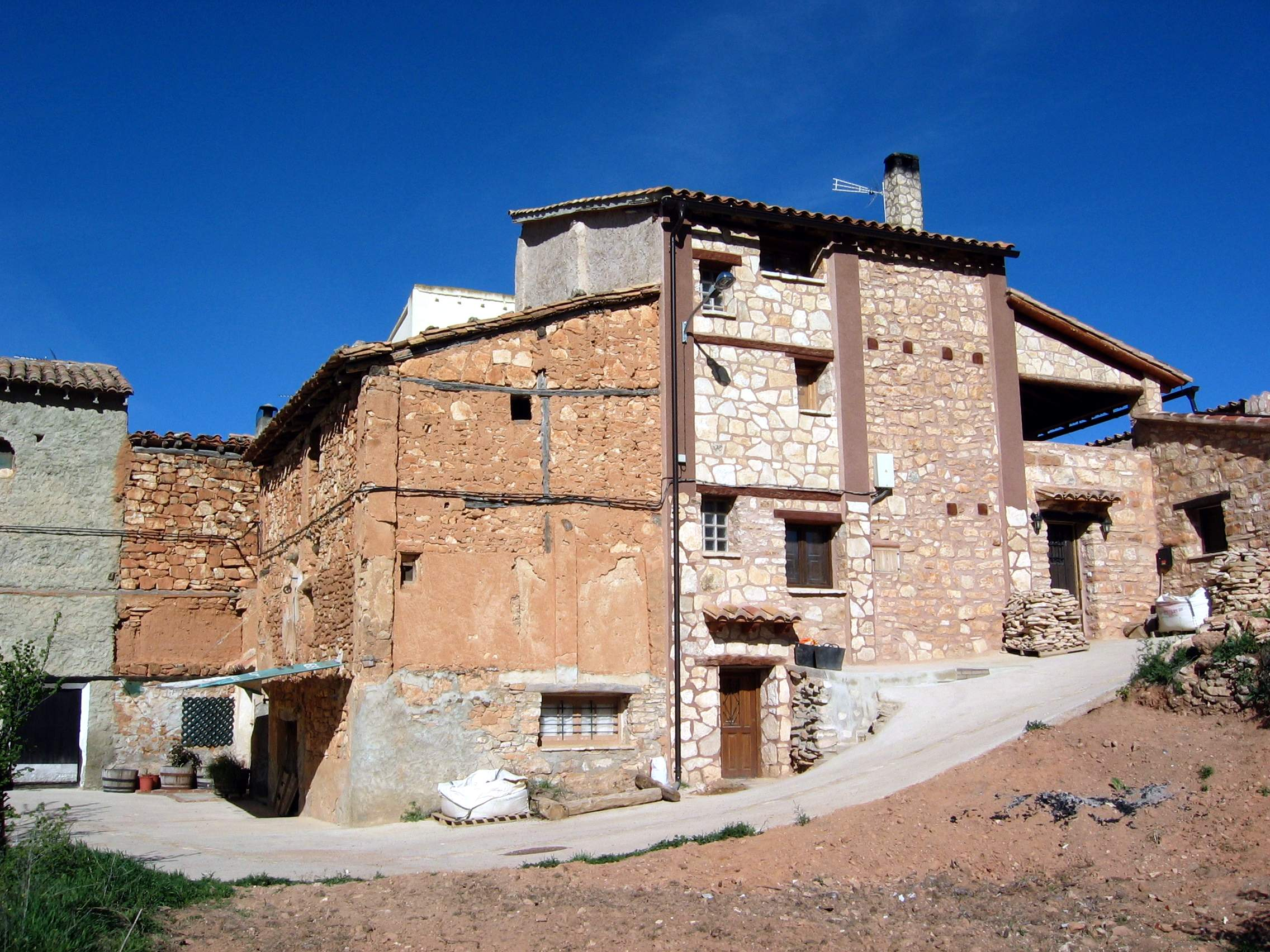
Construcciones vernaculares en Mas del Olmo, Ademuz (Valencia).
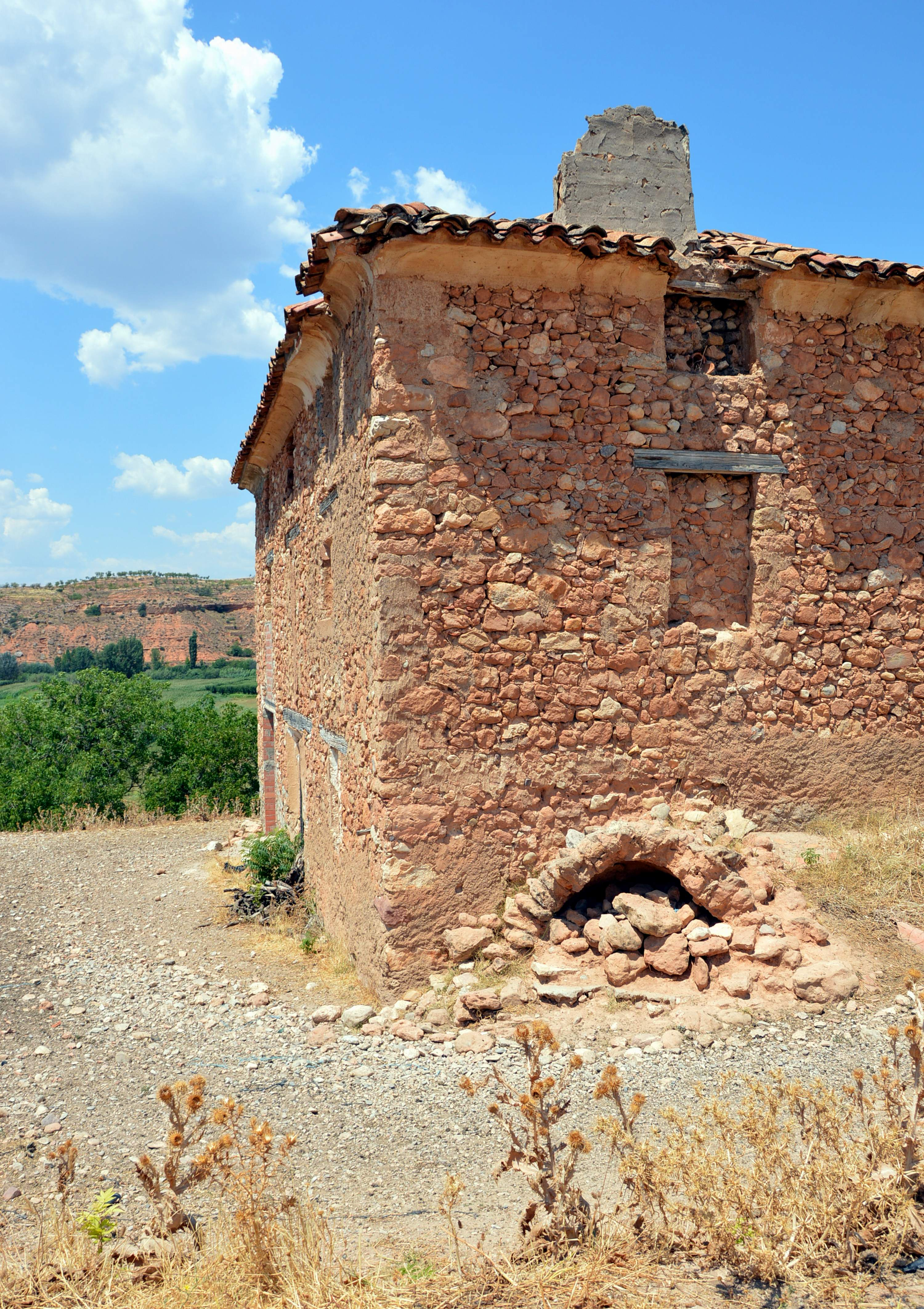
Vista de construcción tradicional (vernacular) en las Casas de Guerrero (Ademuz), con detalle de «horno de pancocer», año 2016.
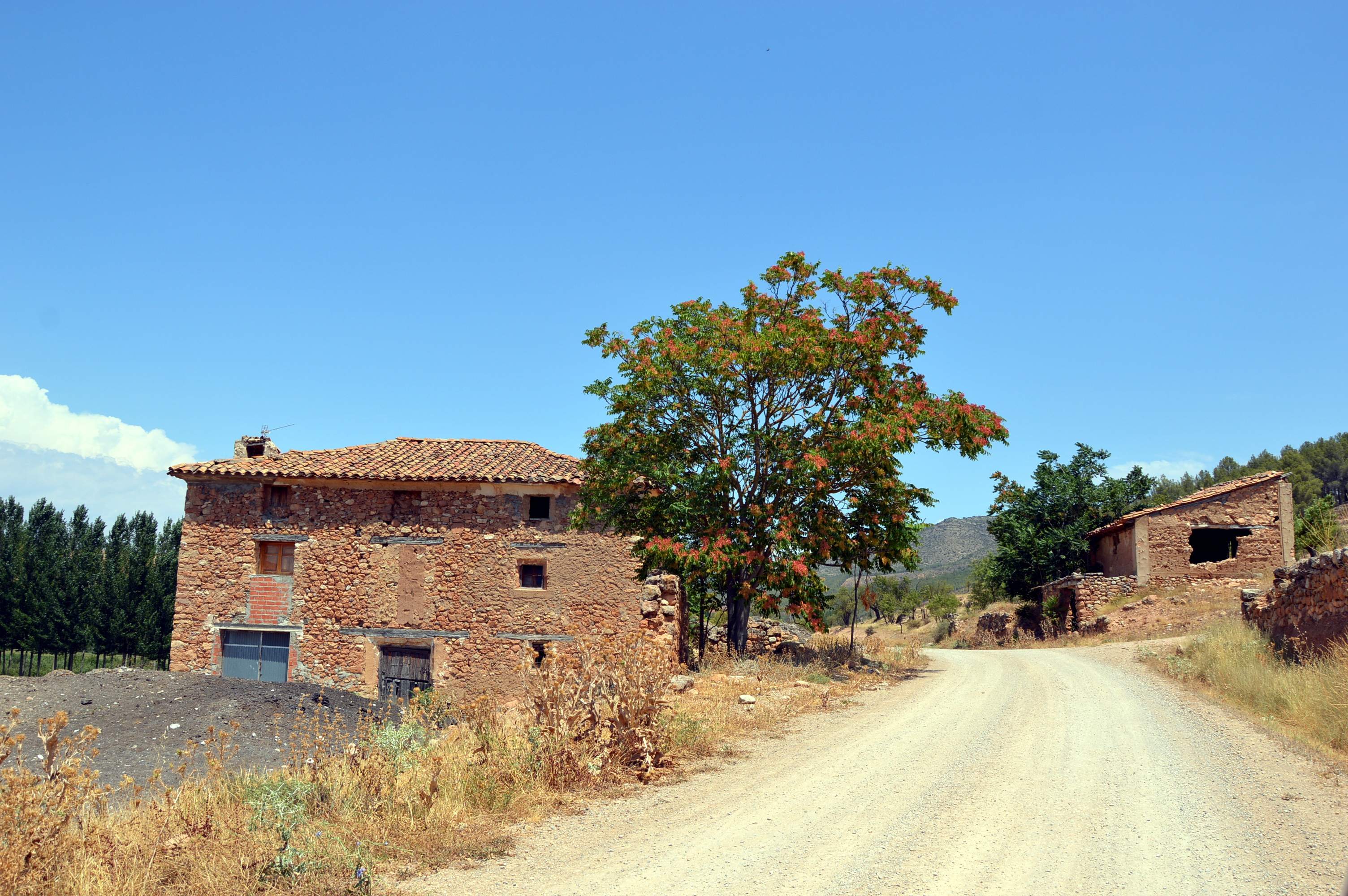
Construcciones tradicionales (vernaculares) en las Casas de Guerrero (Ademuz), año 2016.
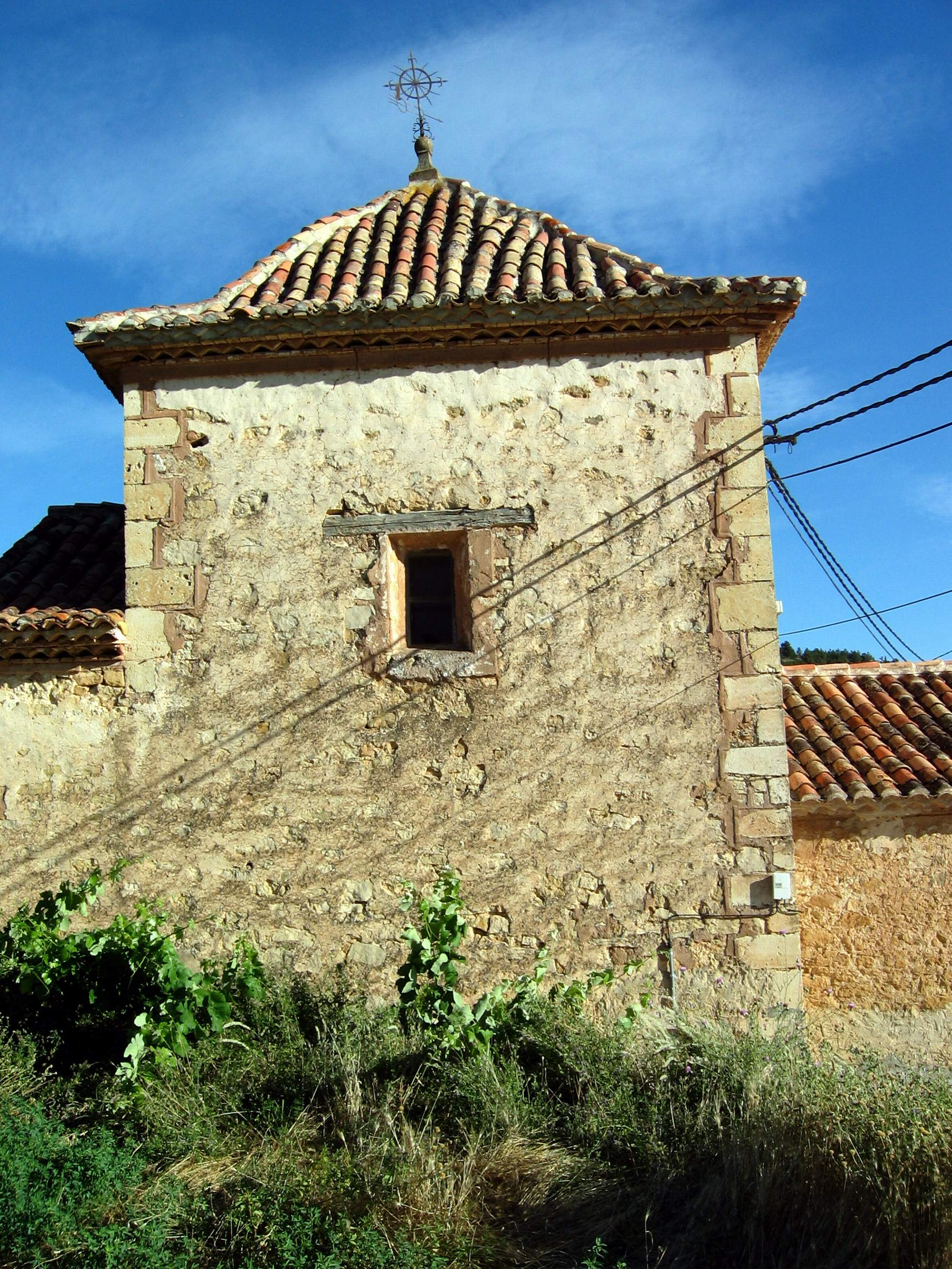
Vista de construcción tradicional (vernacular) en Sesga, Ademuz (Valencia), con detalle del enlucido con mortero de cal en los muros, esquinares de sillería trabada y cubierta a cuatro aguas, correspondiente a la iglesia parroquial. siglo XVI-XVII.
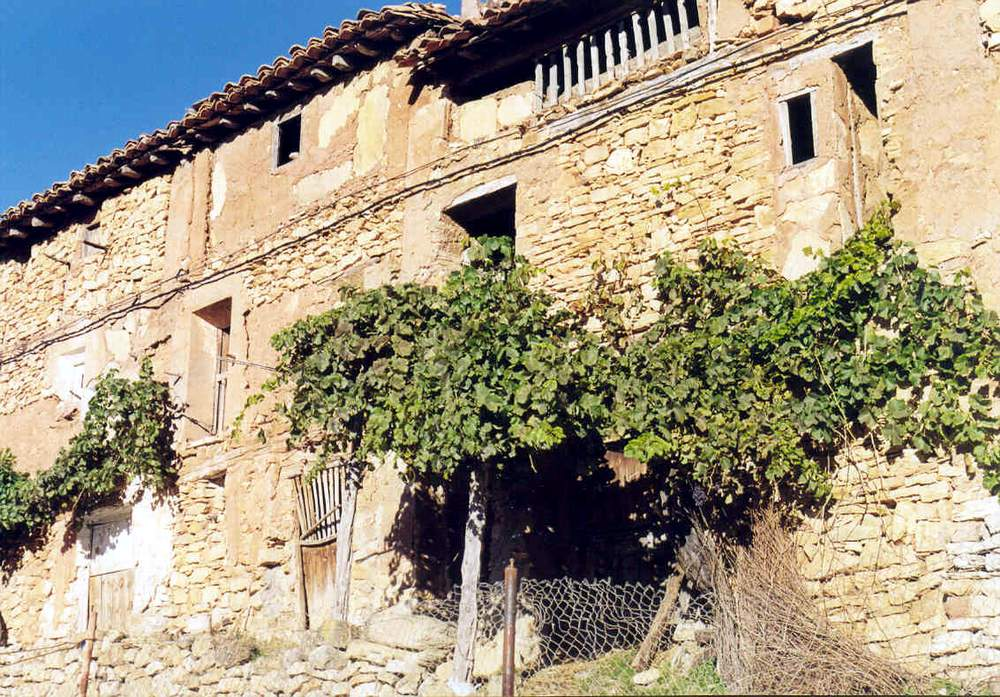
Vista de construcciones tradicionaes (vernaculares) en Sesga, Ademuz (Valencia), con detalle de fachadas de antiguas viviendas, año 2006.
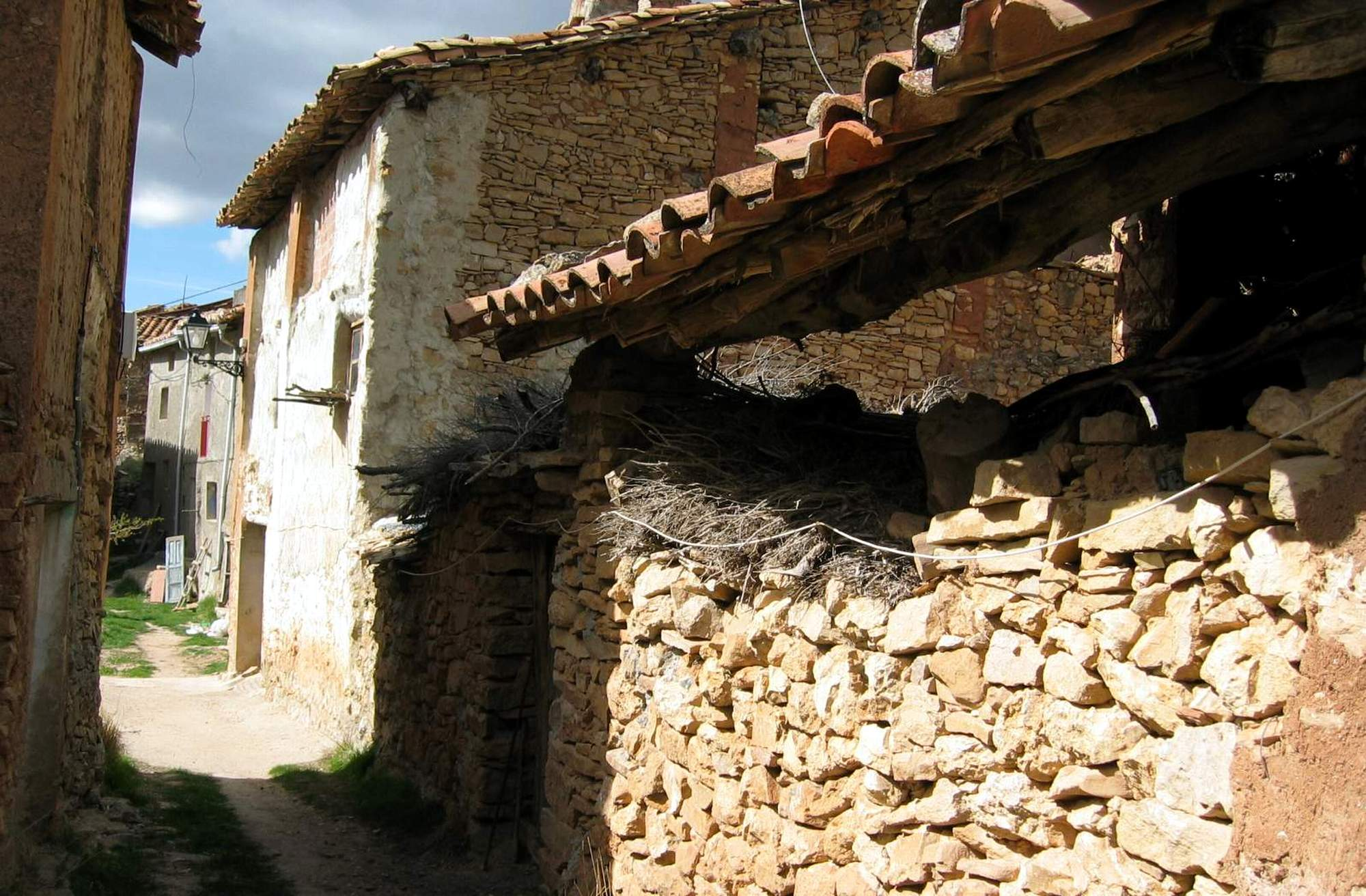
Vista de construcciones tradicionaes (vernaculares) en Sesga, Ademuz (Valencia), con detalle de muros de mampostería, año 2006.
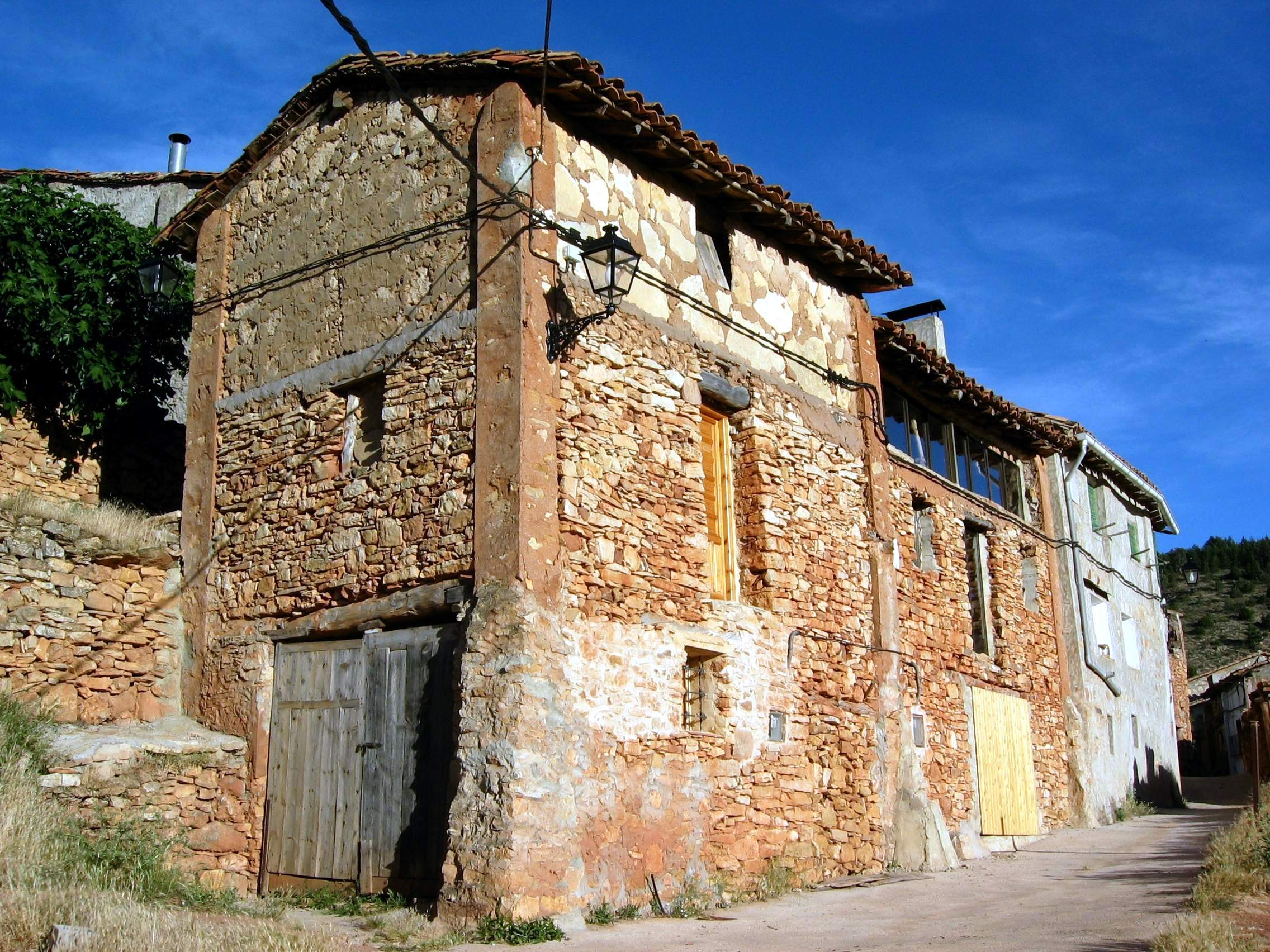
Vista de construcciones tradicionales (vernaculares) en Sesga, Ademuz (Valencia), con detalle de muros de mampostería en la planta baja y primera, y encofrado de lajas en la parte alta, año 2012.
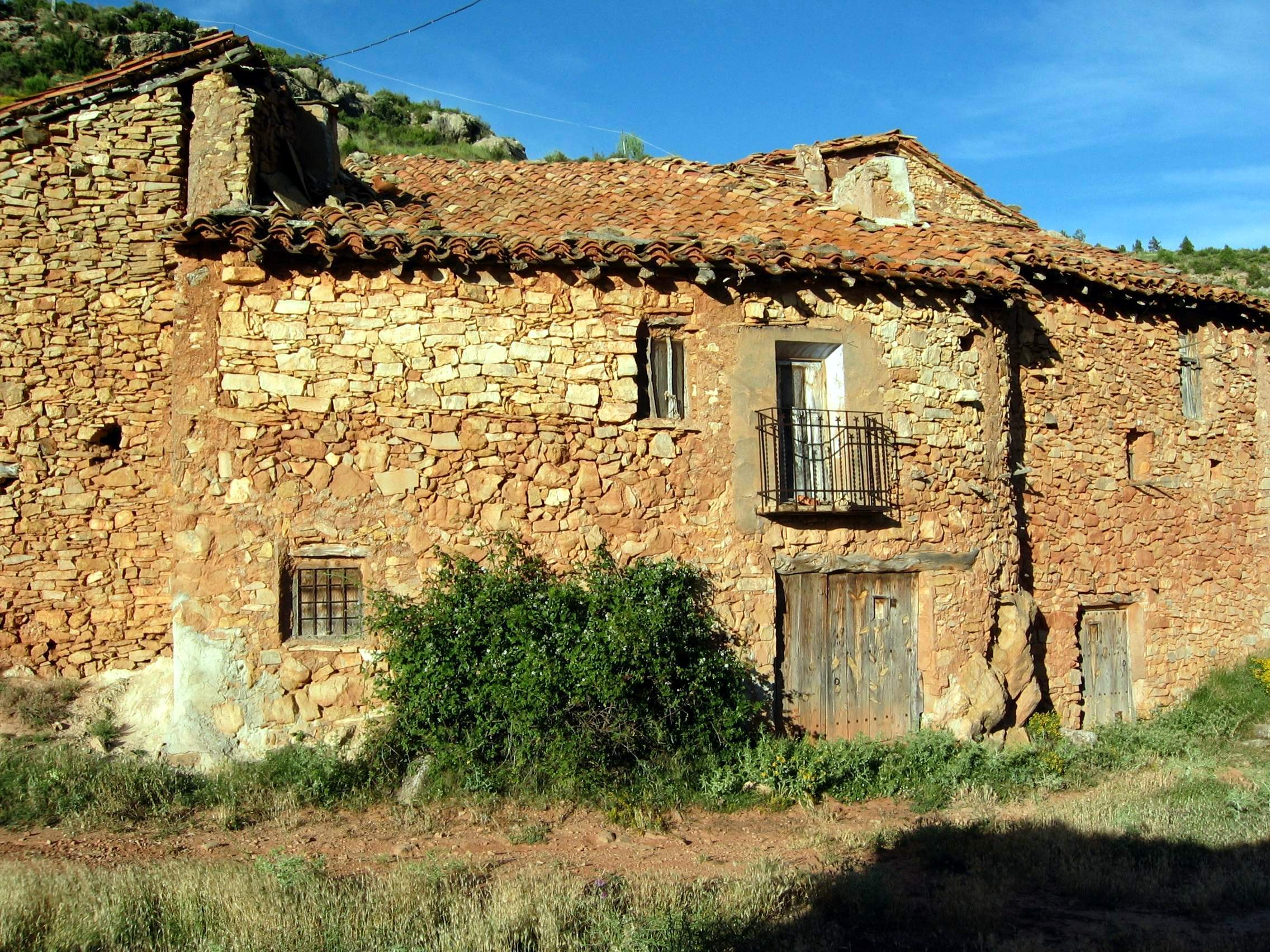
Vista de construcciones tradicionales (vernaculares) en Sesga, Ademuz (Valencia), con detalle de muros de mampostería en la totalidad de la fachada, año 2012.
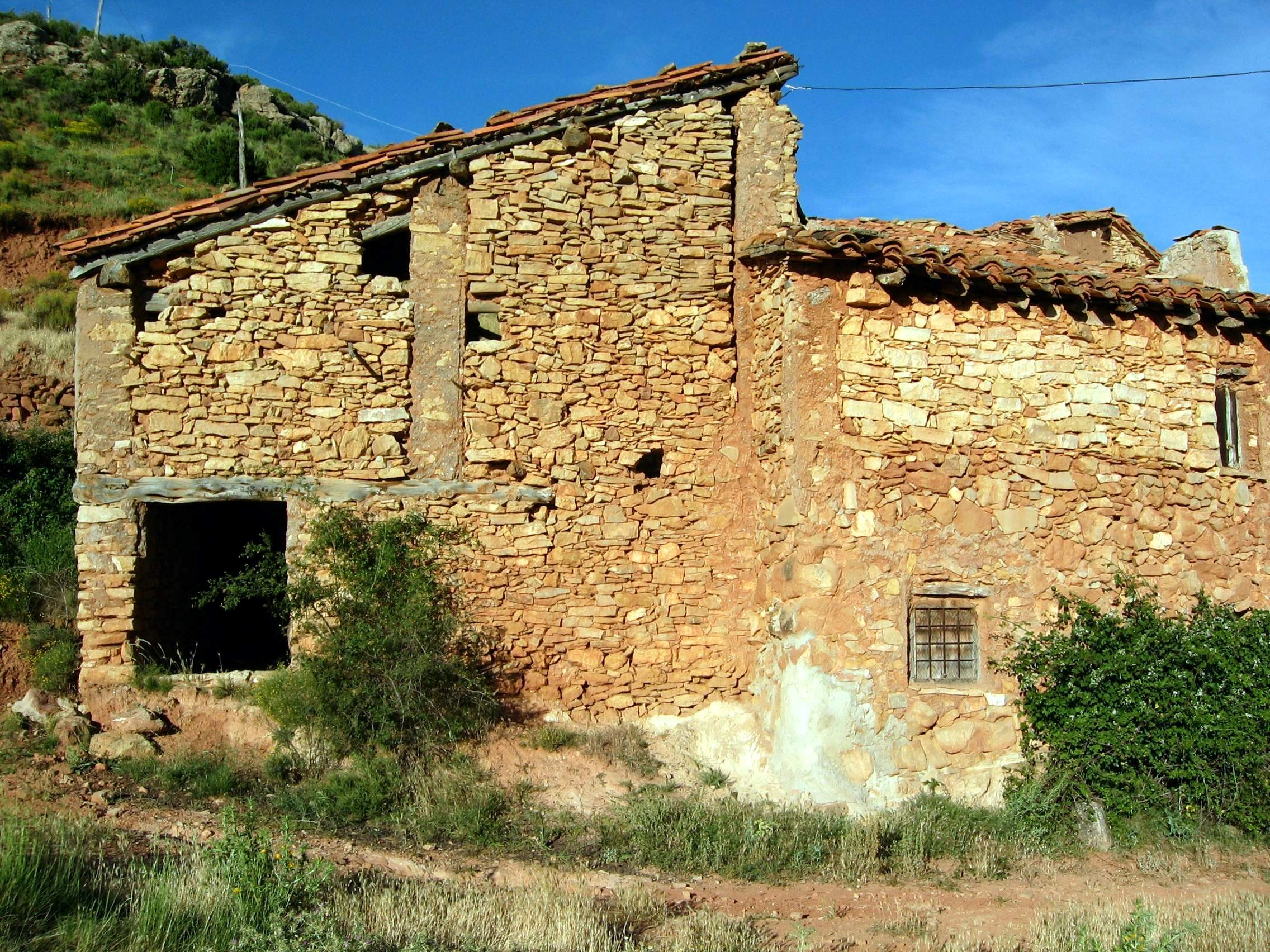
Vista de construcciones tradicionales (vernaculares) en Sesga, Ademuz (Valencia), con detalle de muros de mampostería en la totalidad de la fachada, año 2012.
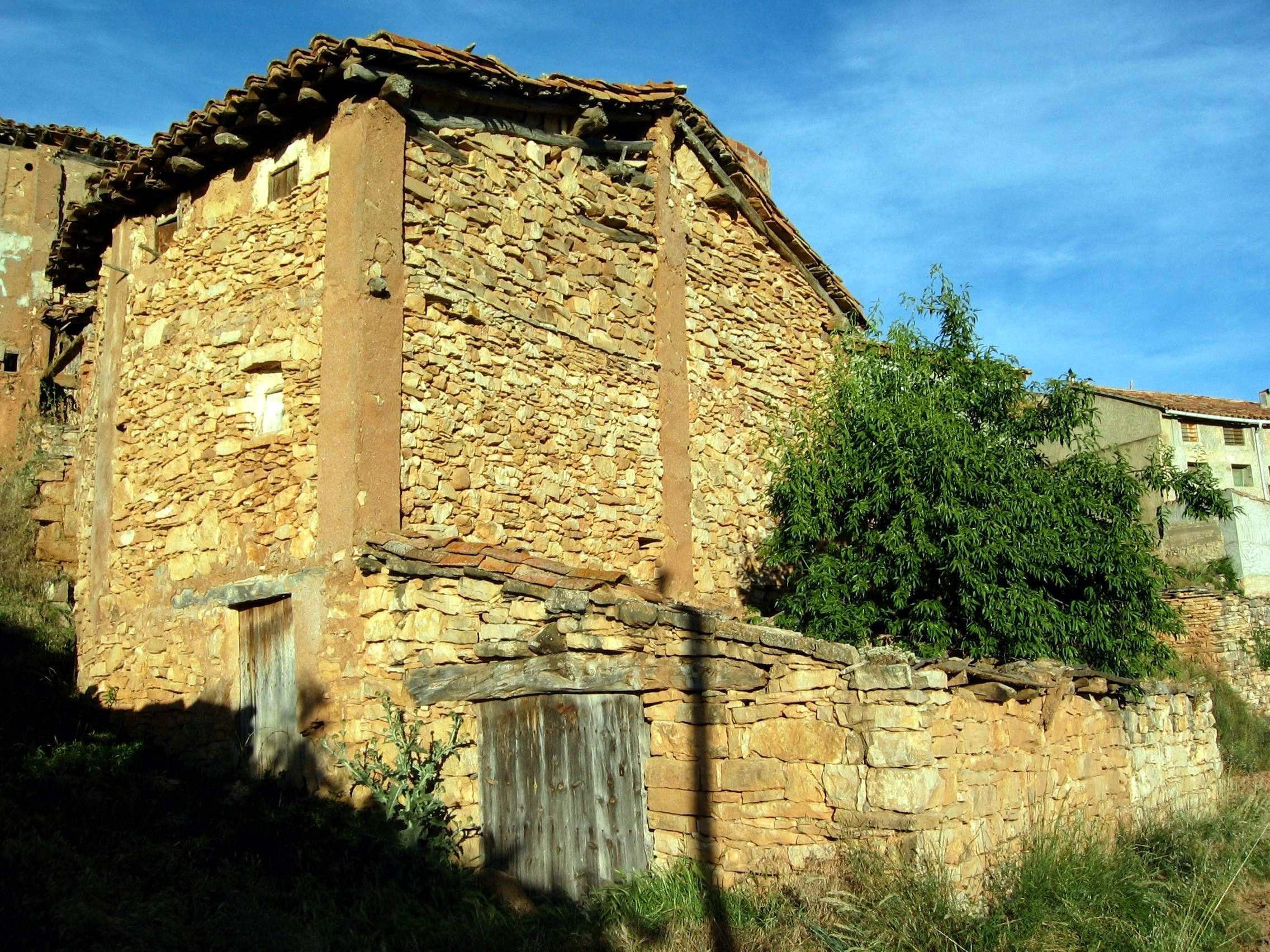
Vista de construcciones tradicionales (vernaculares) en Sesga, Ademuz (Valencia), con detalle de muros de mampostería en la totalidad de la fachada, año 2012.
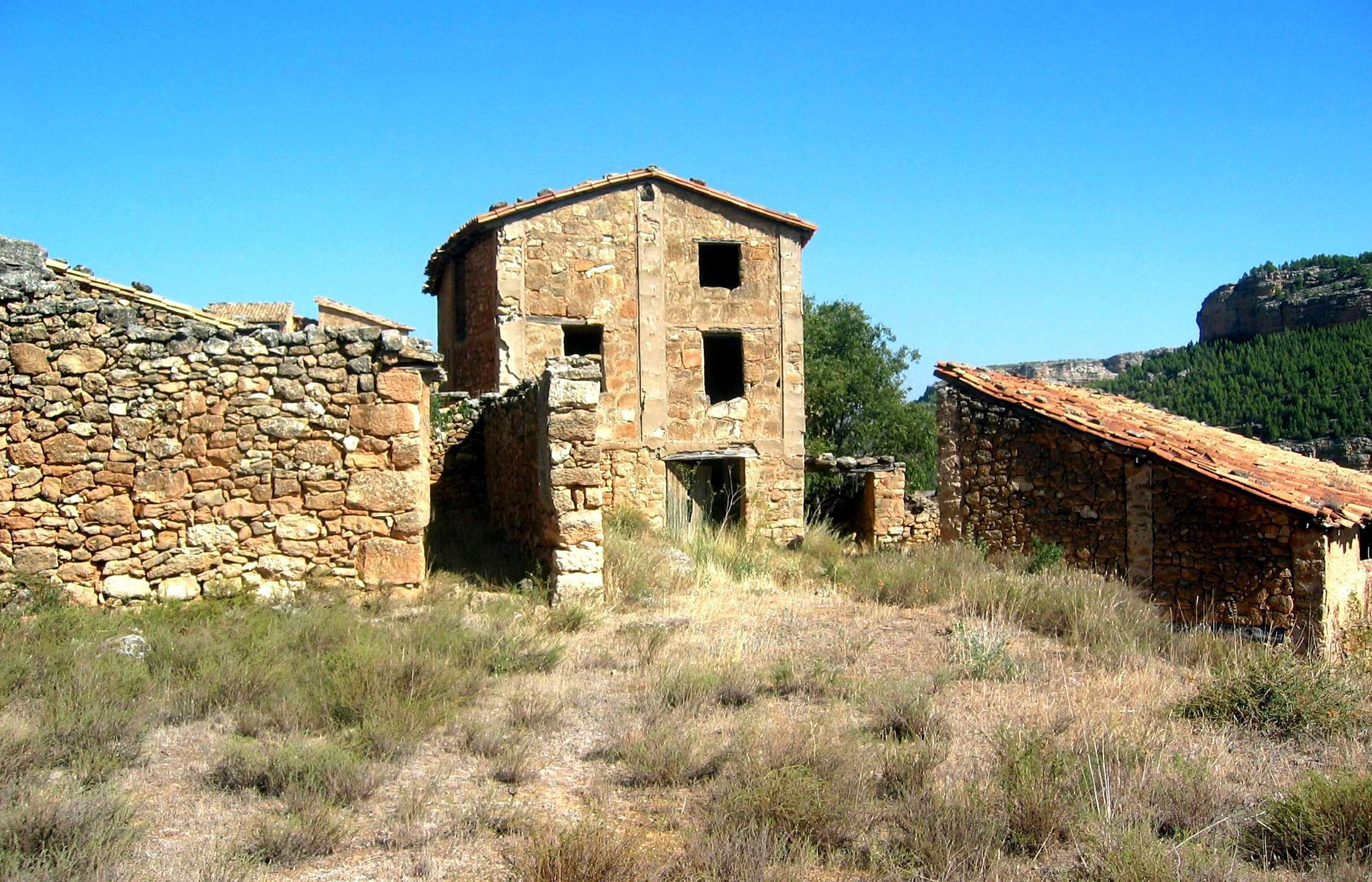
Vista parcial del caserío de las Casas de la Balsa (Ademuz) (Valencia), año 2008.
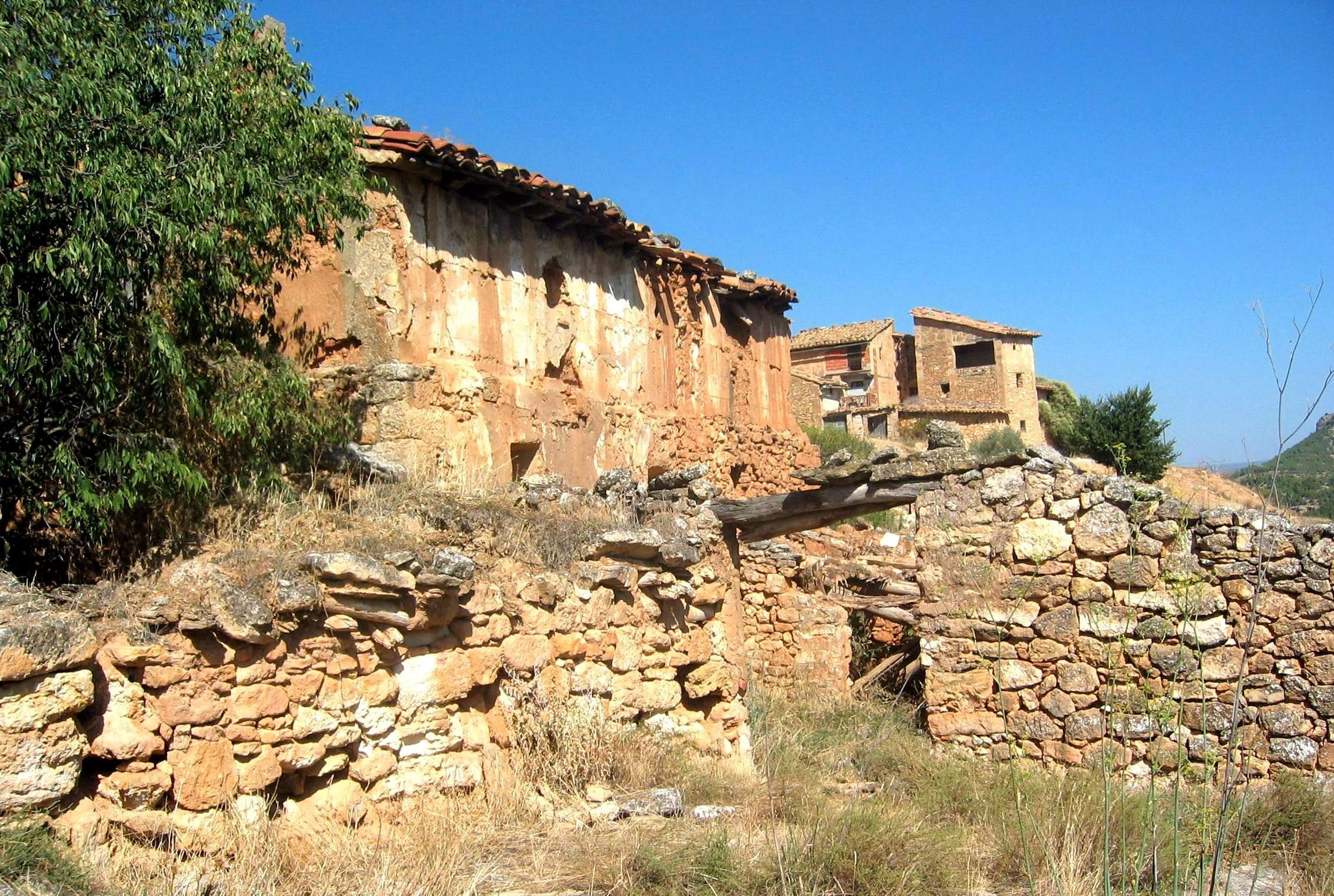
Detalle de construcción tradicional en las Casas de la Balsa (Ademuz) (Valencia), año 2008.
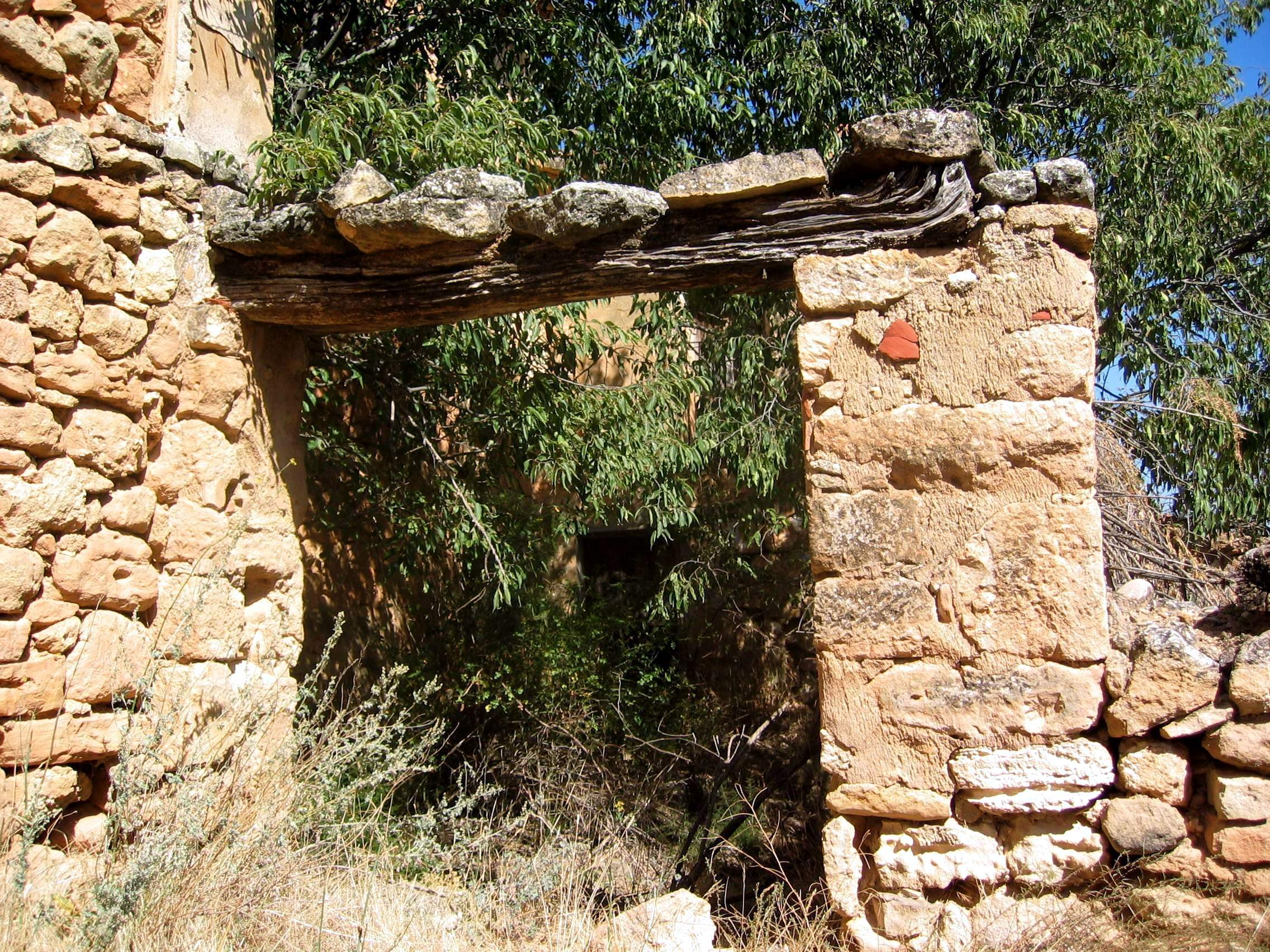
Detalle de construcción tradicional en las Casas de la Balsa (Ademuz) (Valencia), año 2008.
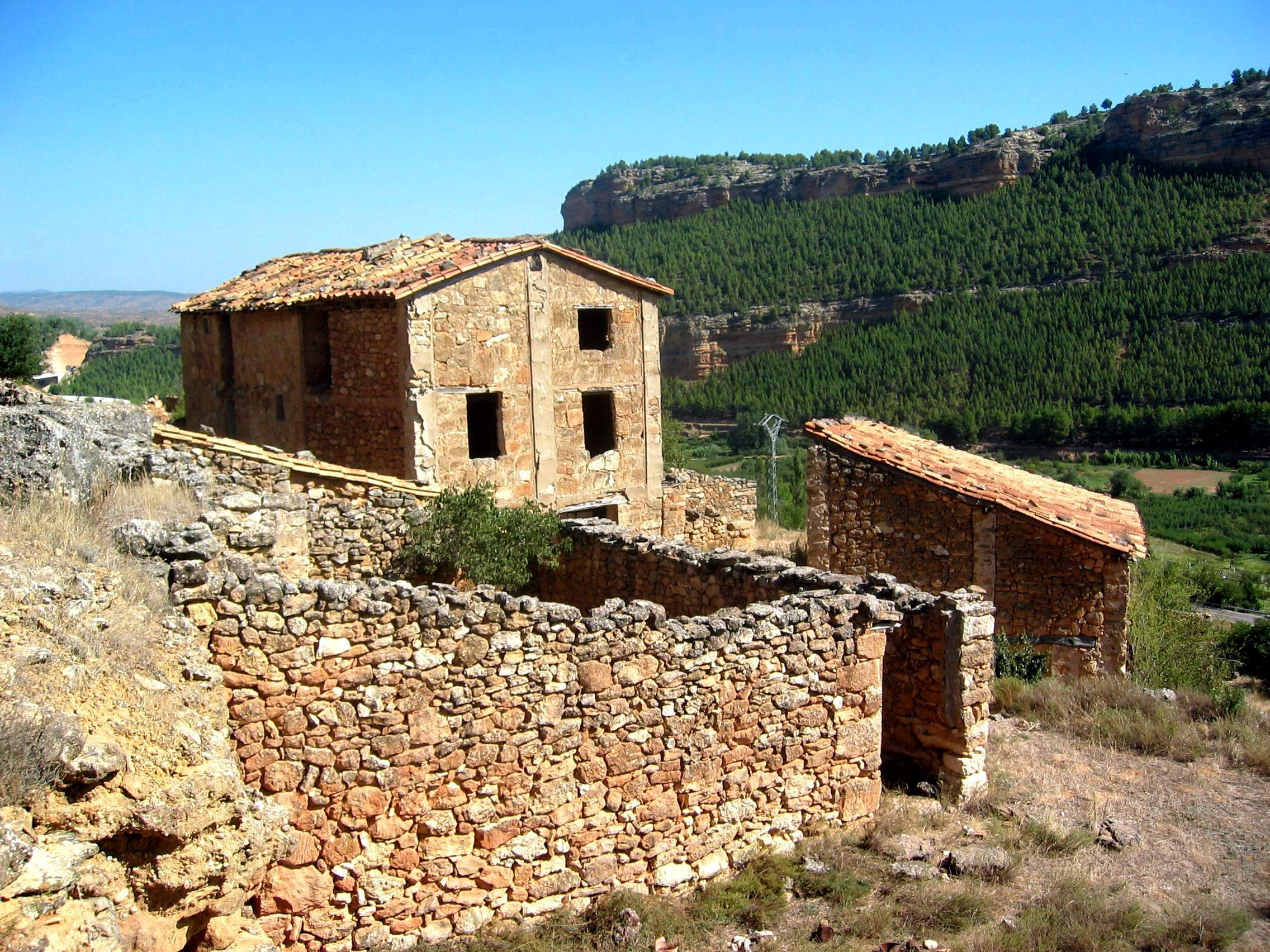
Vista parcial de las Casas de la Balsa (Ademuz) (Valencia), año 2008.
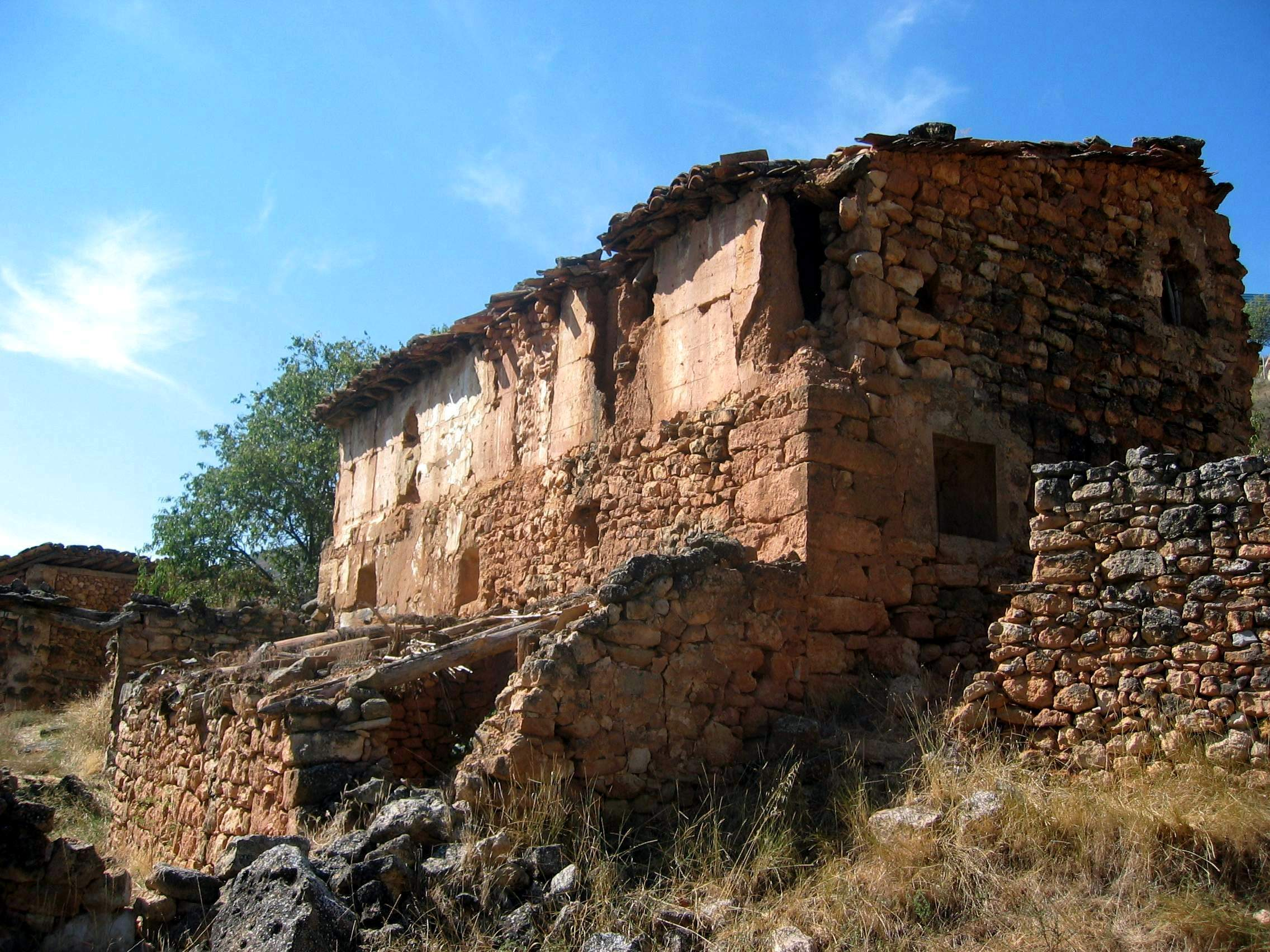
Detalle de construcción tradicional en las Casas de la Balsa (Ademuz) (Valencia), año 2008.
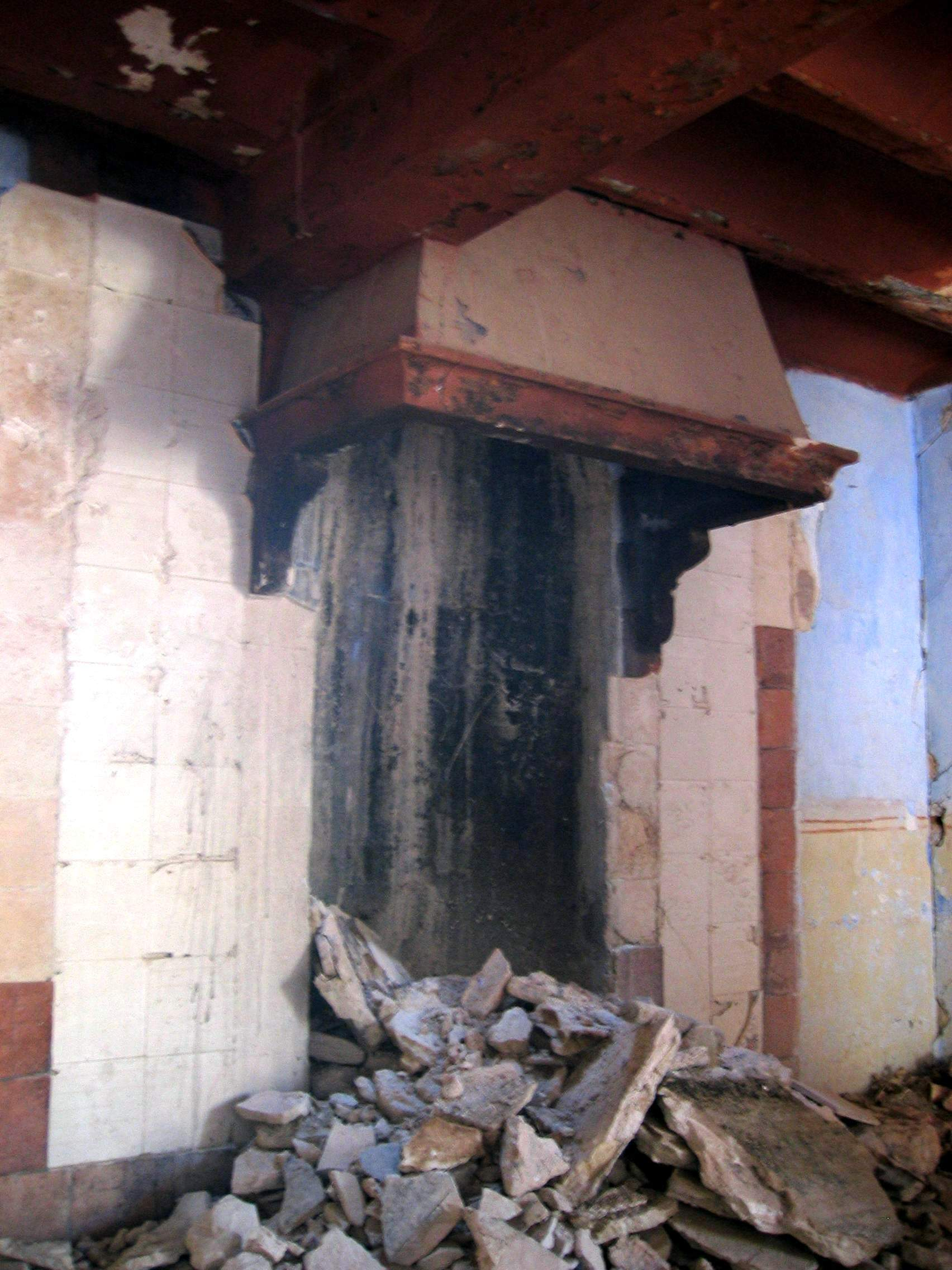
Detalle de chimena de fuego bajo arruinada en una vivienda de las Casas de la Balsa (Ademuz) (Valencia), año 2008.
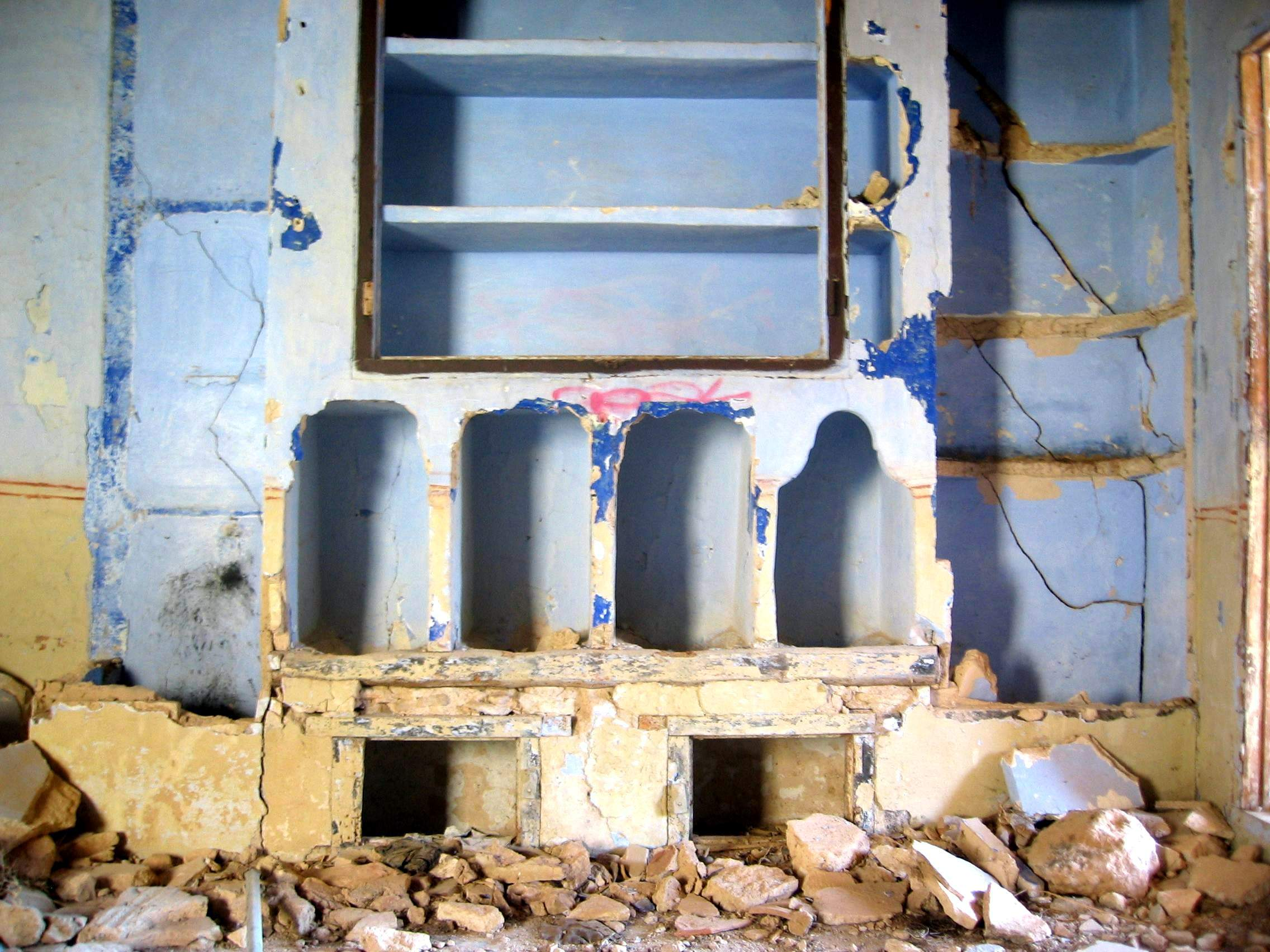
Detalle de alacena y cantarera arruinadas en una vivienda de las Casas de la Balsa (Ademuz) (Valencia), año 2008.

### Casas Altas

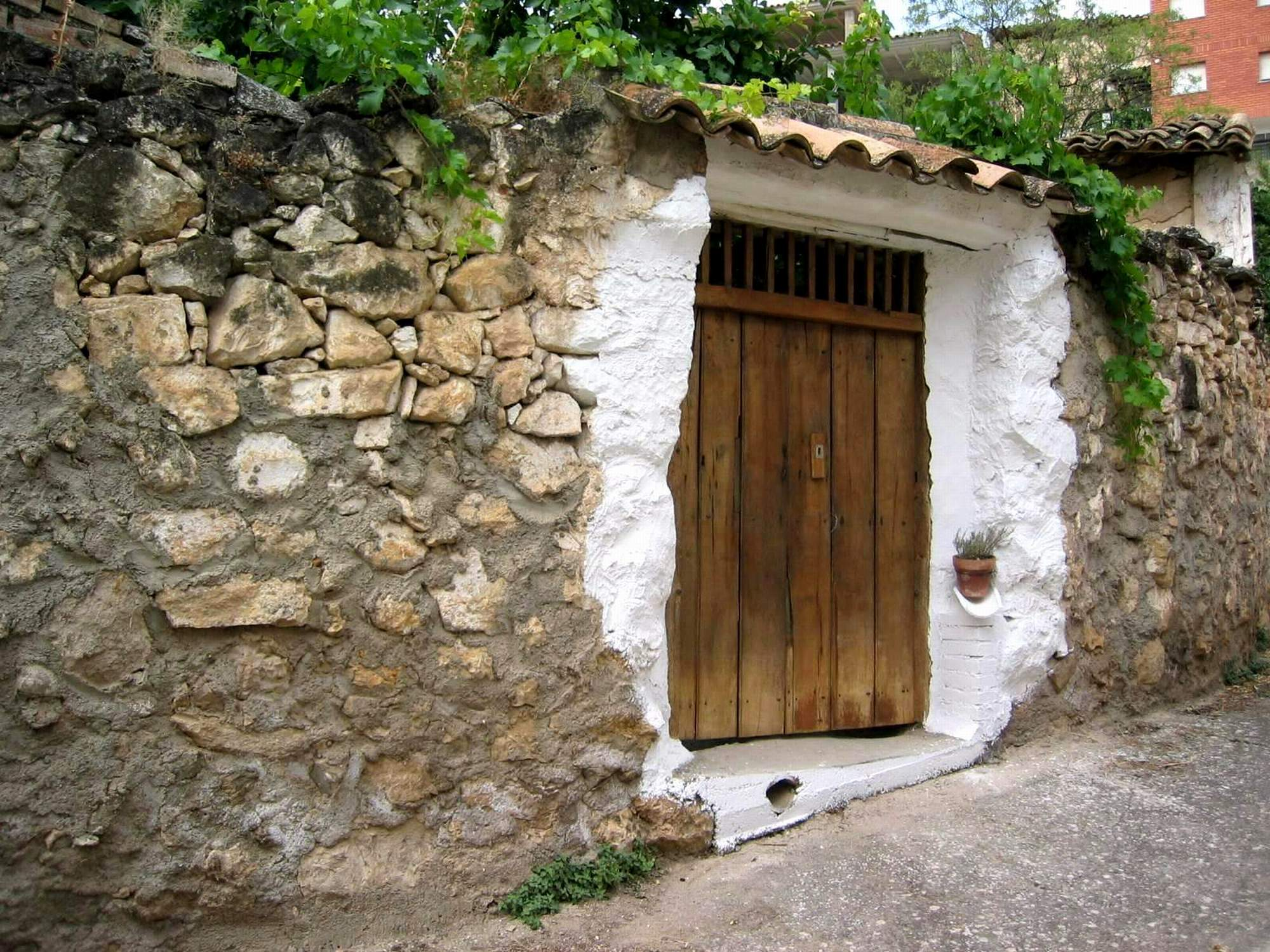
Detalle de arquitectura tradicional (vernacular) en Casasaltas (Valencia), año 2007.
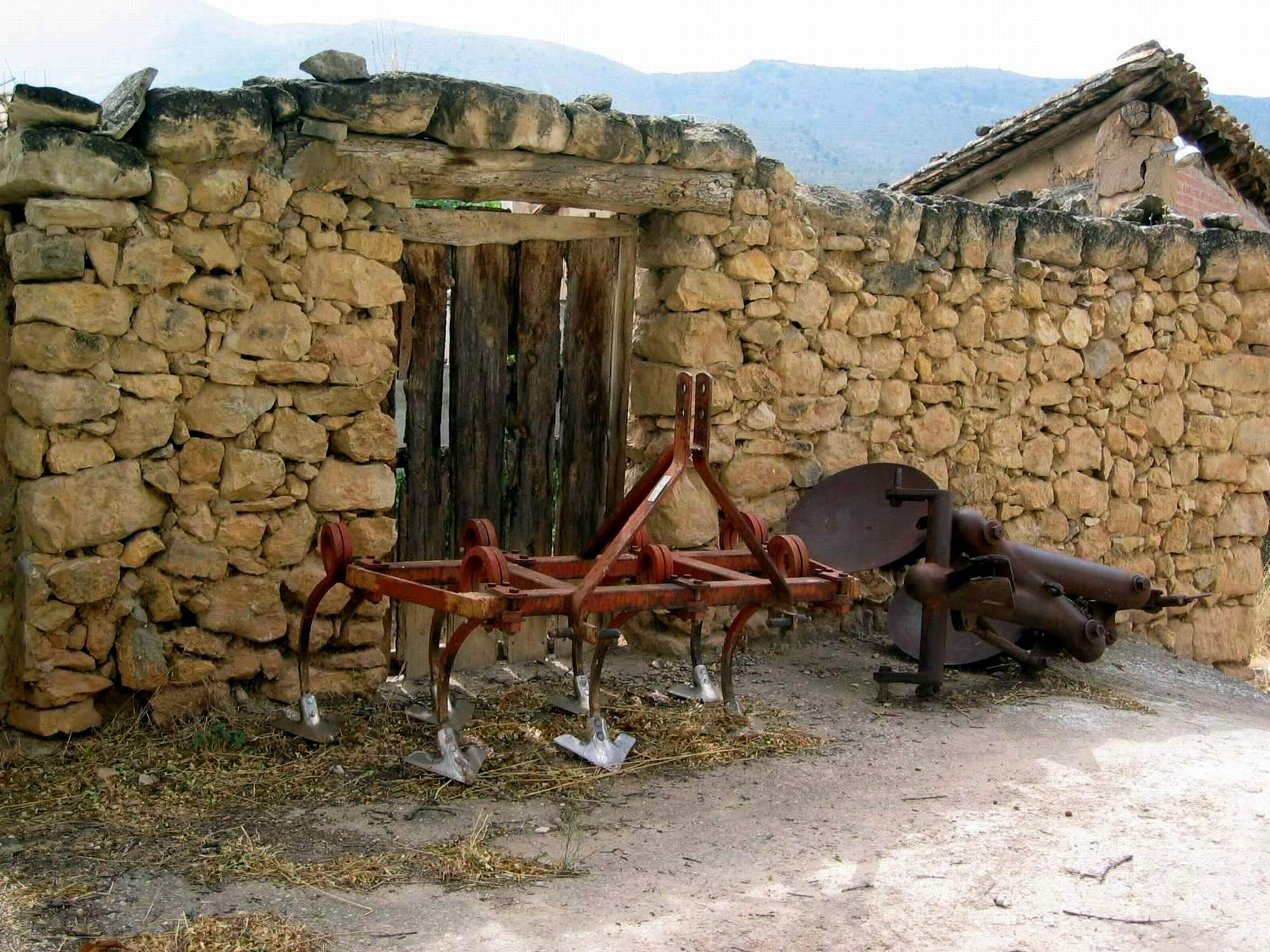
Detalle de arquitectura tradicional (vernacular) en Casasaltas (Valencia), año 2007.
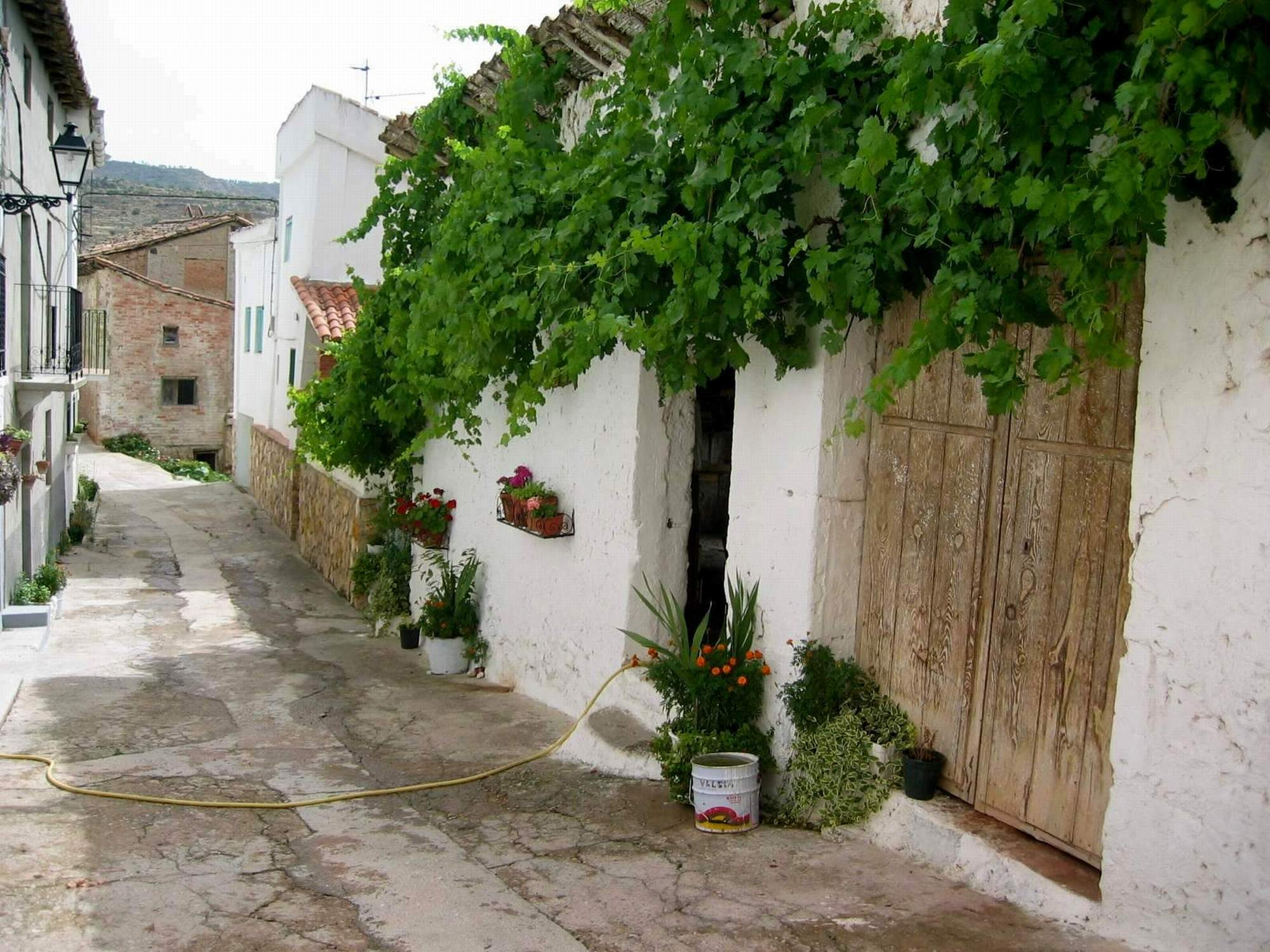
Detalle de arquitectura tradicional (vernacular) en Casasaltas (Valencia), año 2007.
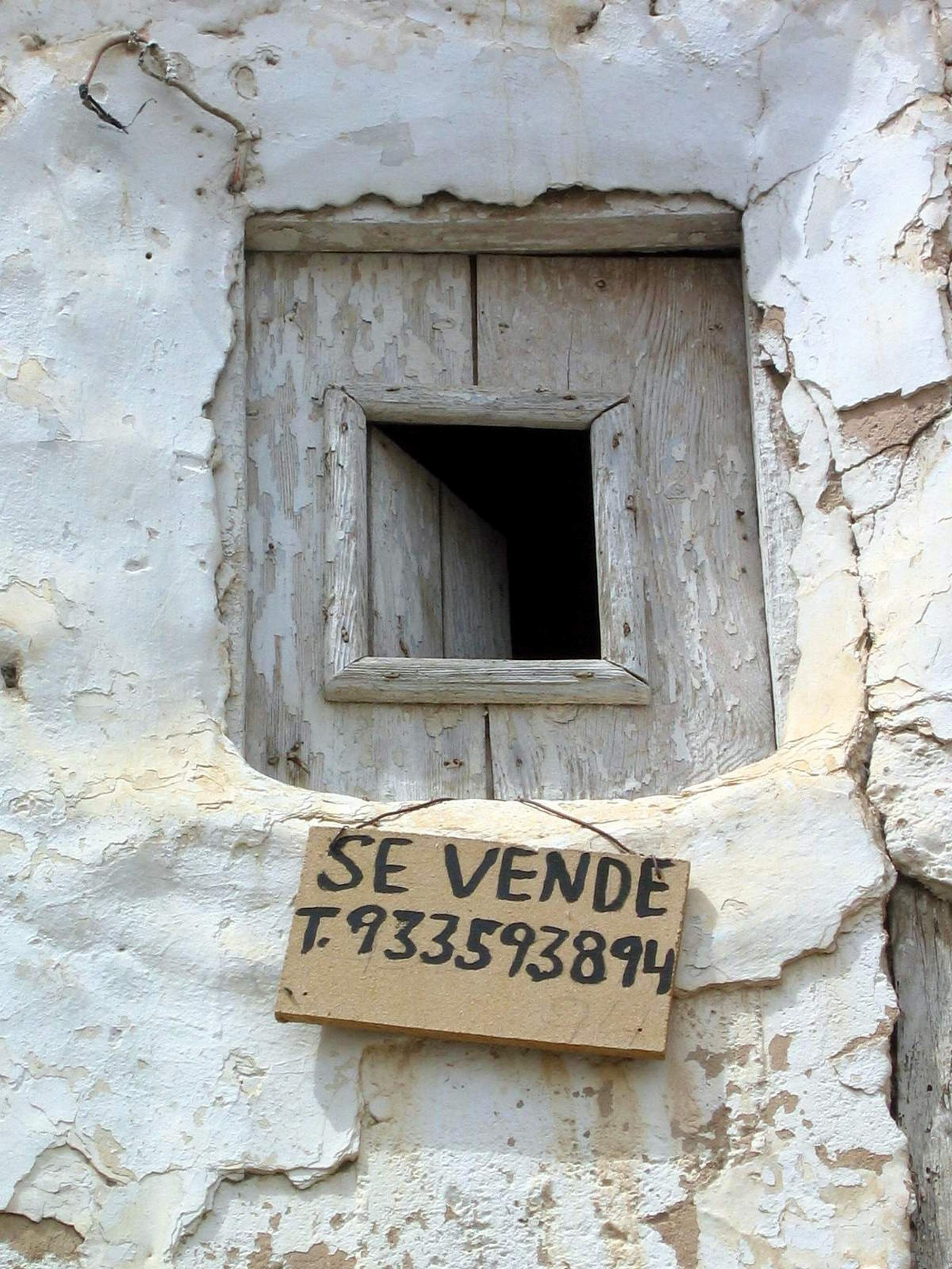
Detalle de arquitectura tradicional (vernacular) en Casasaltas (Valencia), año 2007.
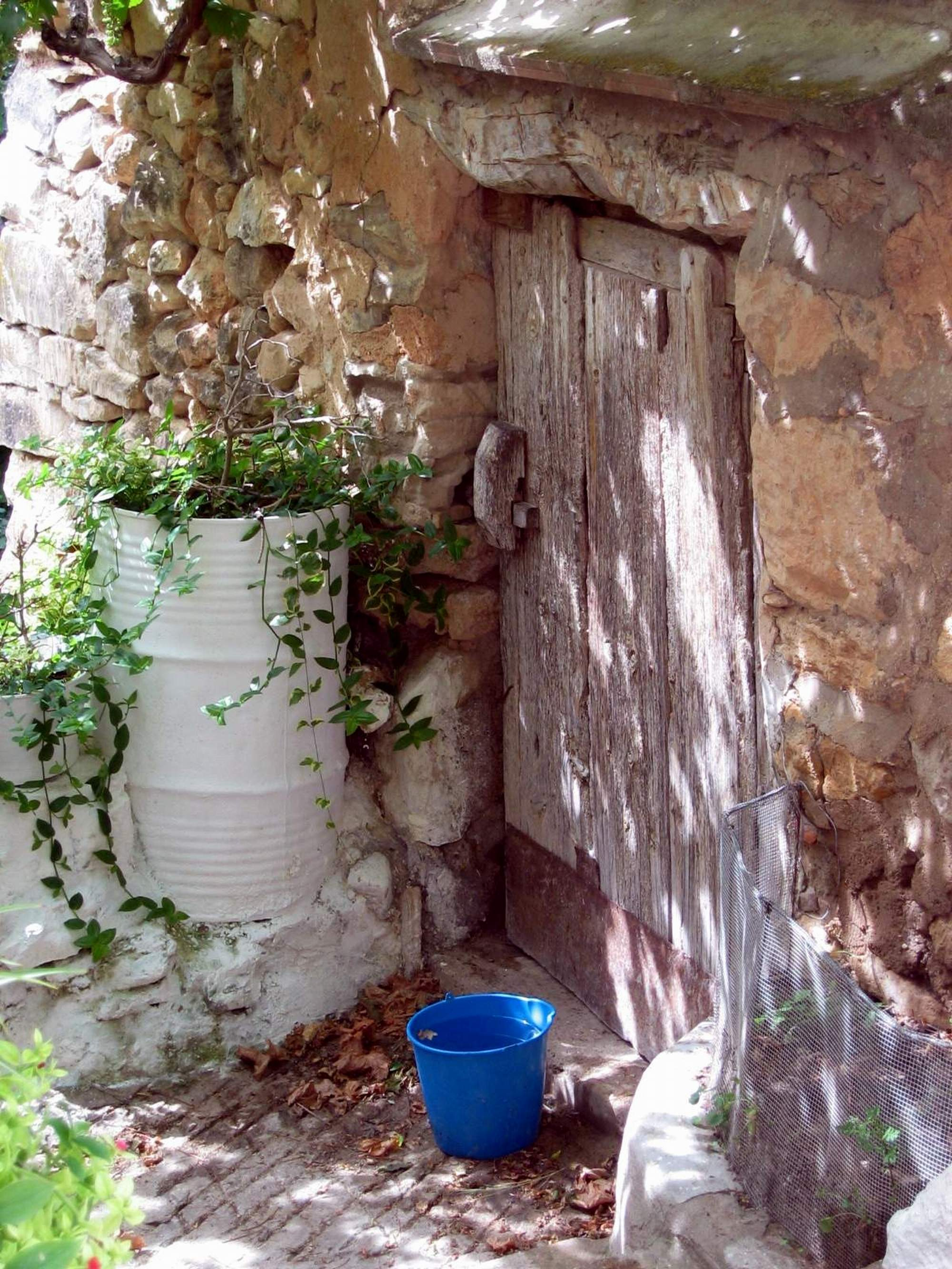
Detalle de arquitectura tradicional (vernacular) en Casasaltas (Valencia), año 2007.
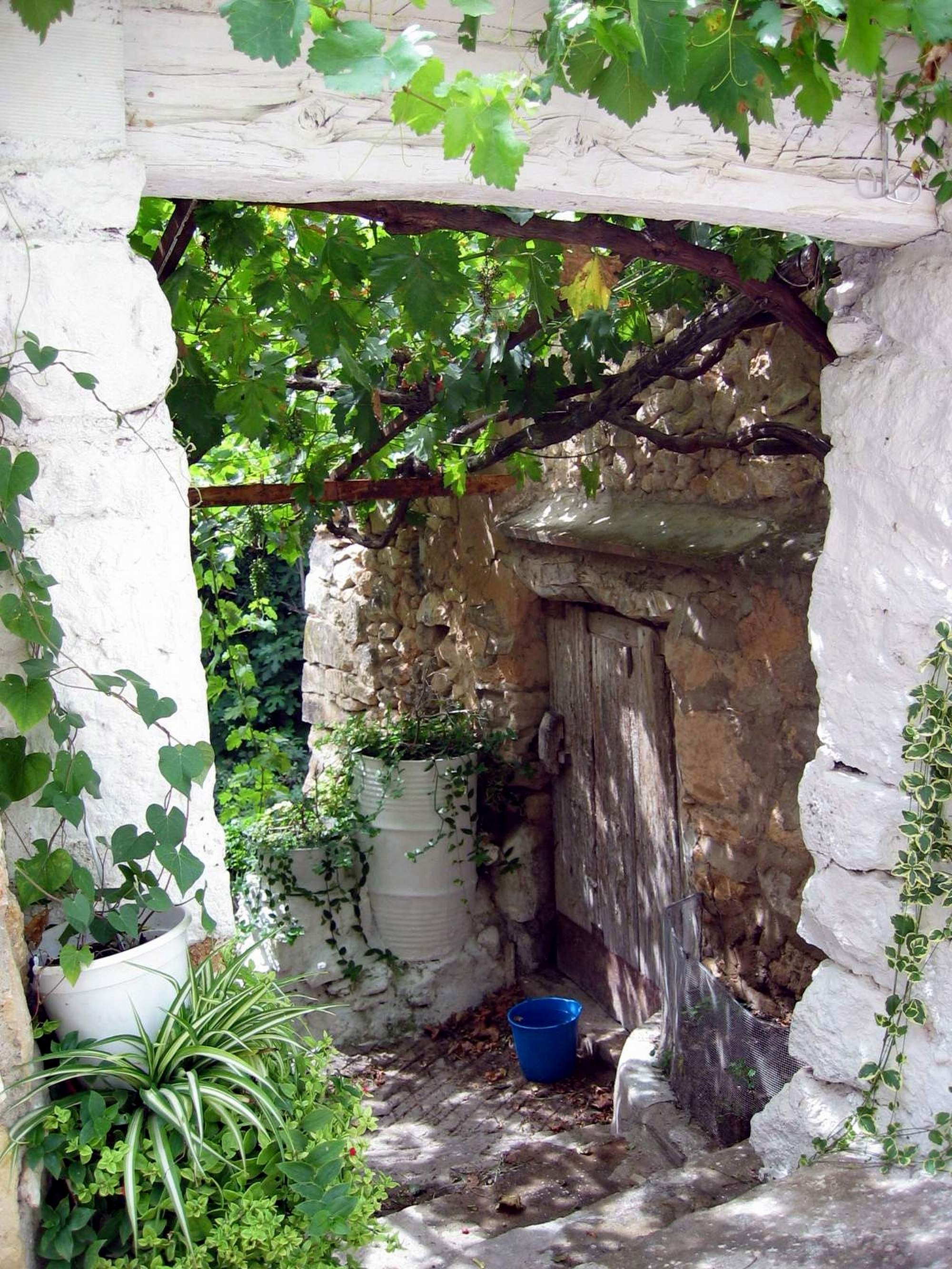
Detalle de arquitectura tradicional (vernacular) en Casasaltas (Valencia), año 2007.
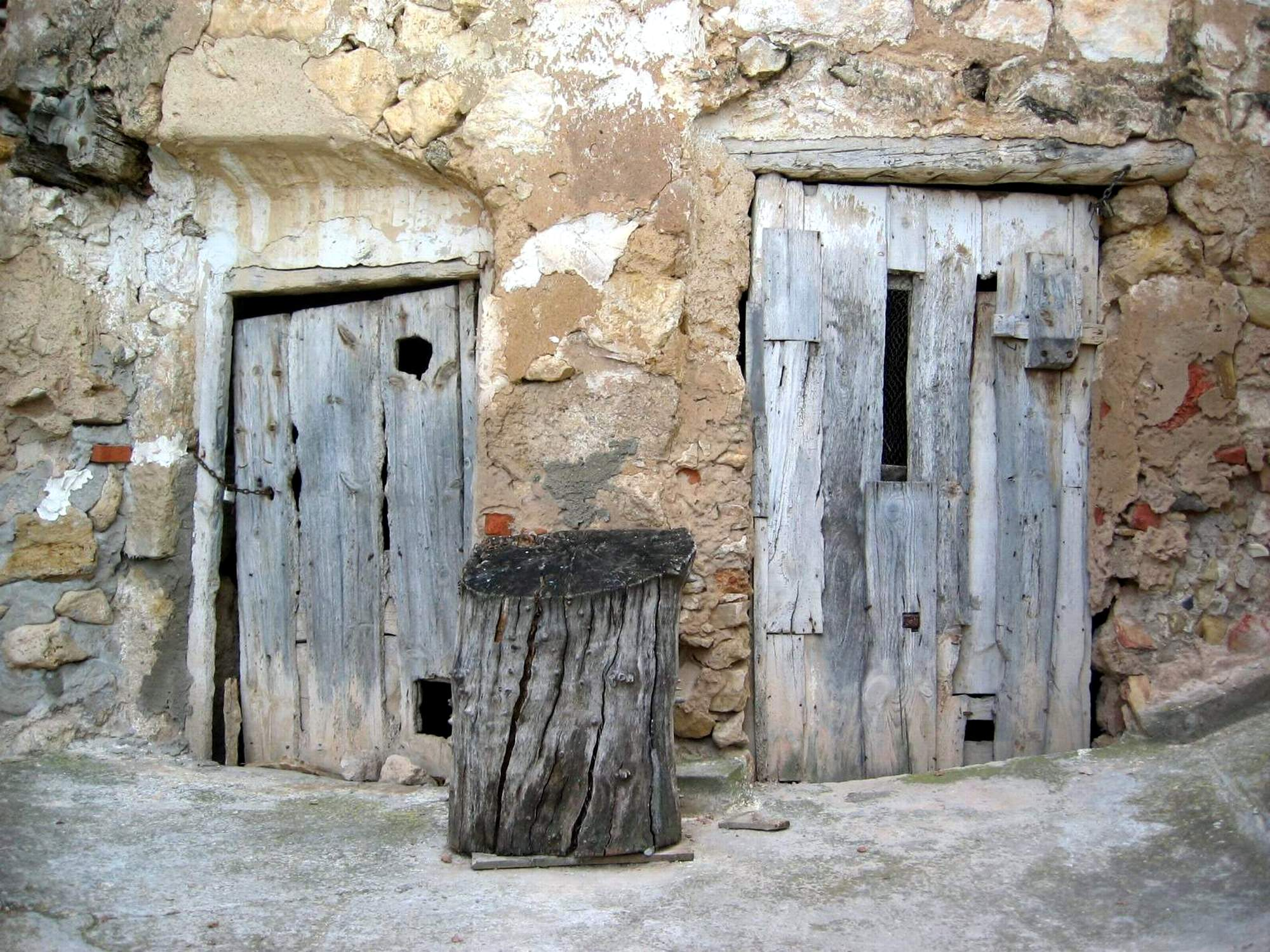
Detalle de arquitectura tradicional (vernacular) en Casasaltas (Valencia), año 2007.
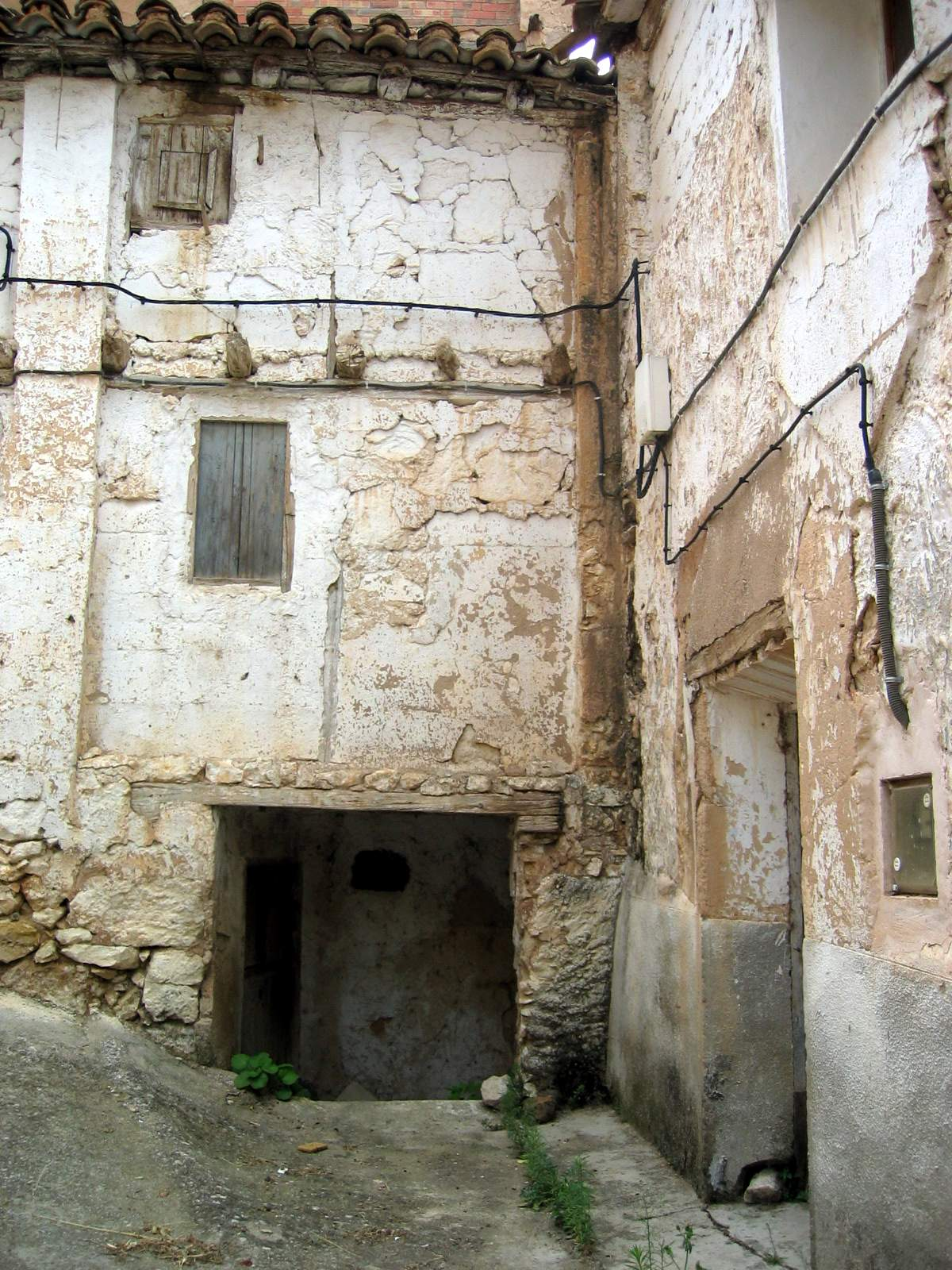
Detalle de arquitectura tradicional (vernacular) en Casasaltas (Valencia), año 2003.
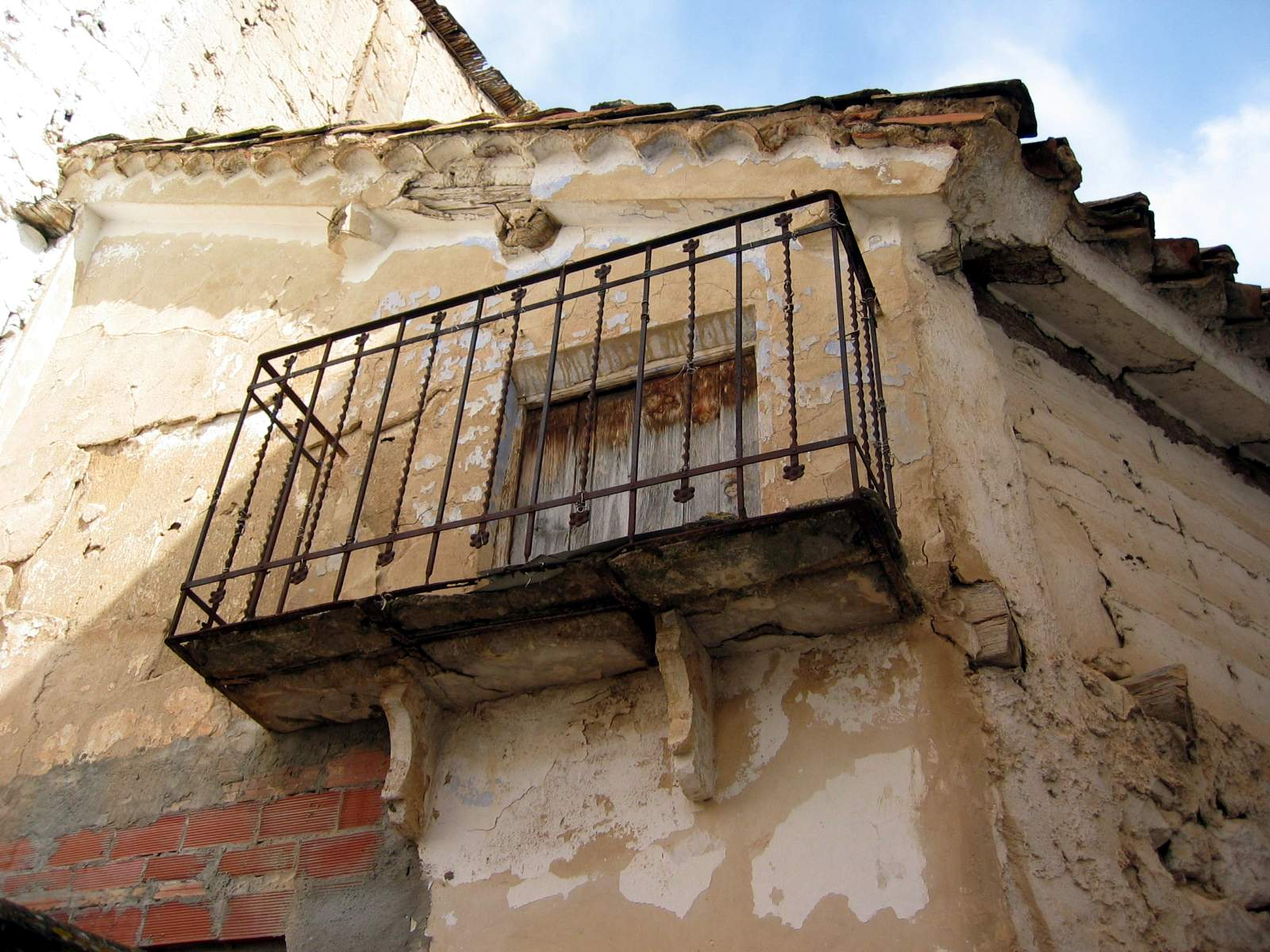
Detalle de arquitectura tradicional (vernacular) en Casasaltas (Valencia), año 2003.
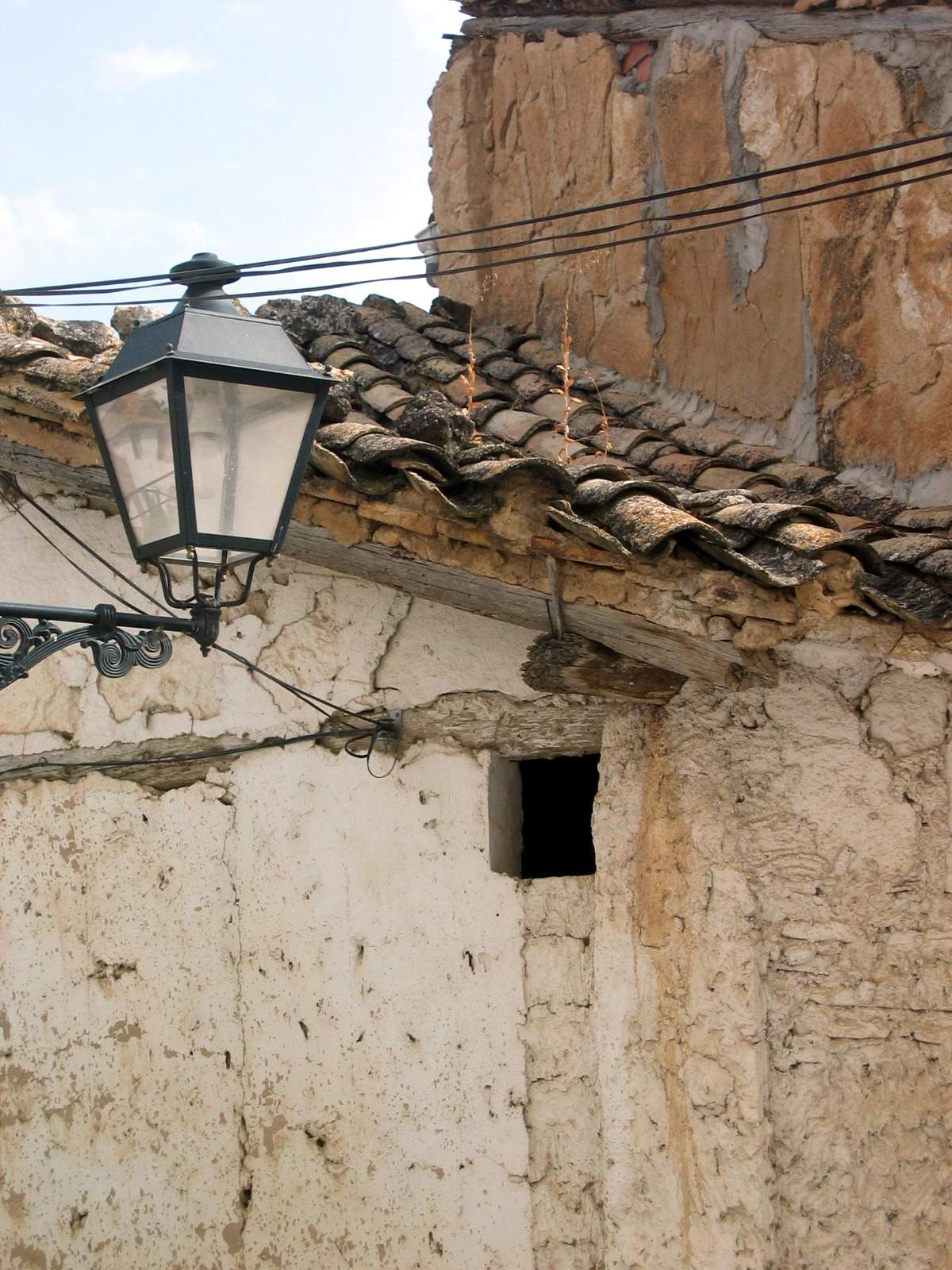
Detalle de arquitectura tradicional (vernacular) en Casasaltas (Valencia), año 2003.
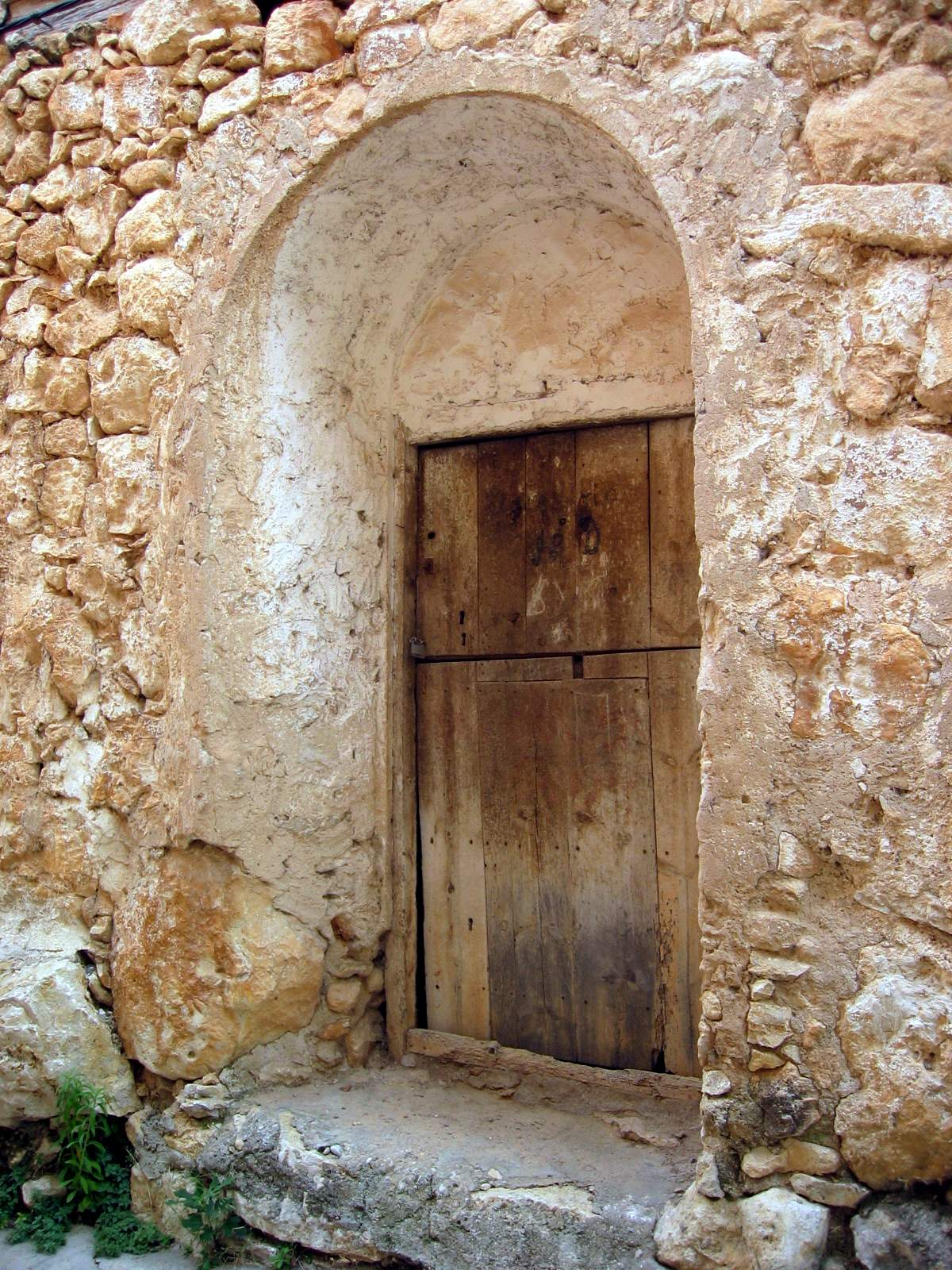
Detalle de arquitectura tradicional (vernacular) en Casasaltas (Valencia), año 2003.
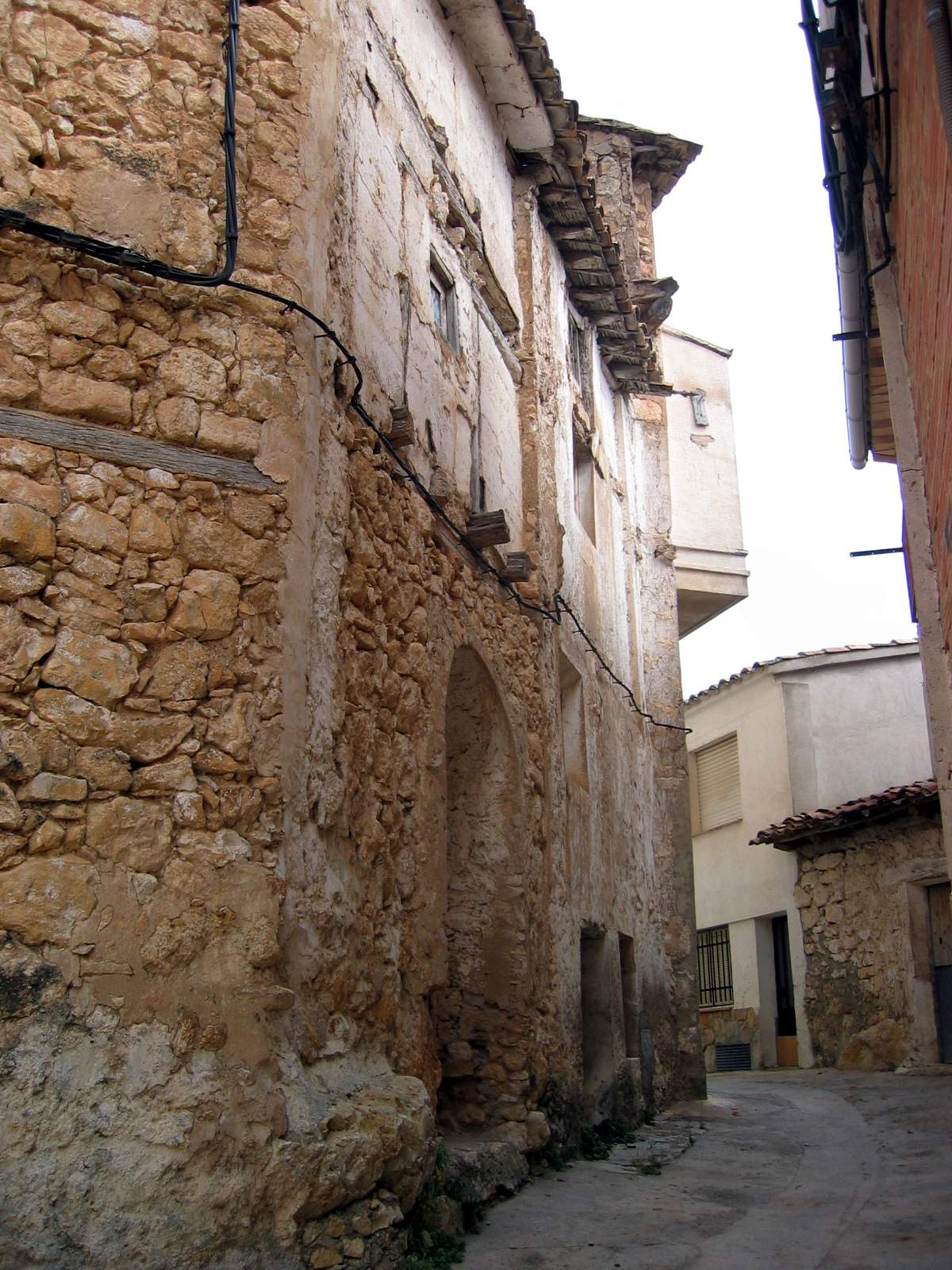
Detalle de arquitectura tradicional (vernacular) en Casasaltas (Valencia), año 2003.
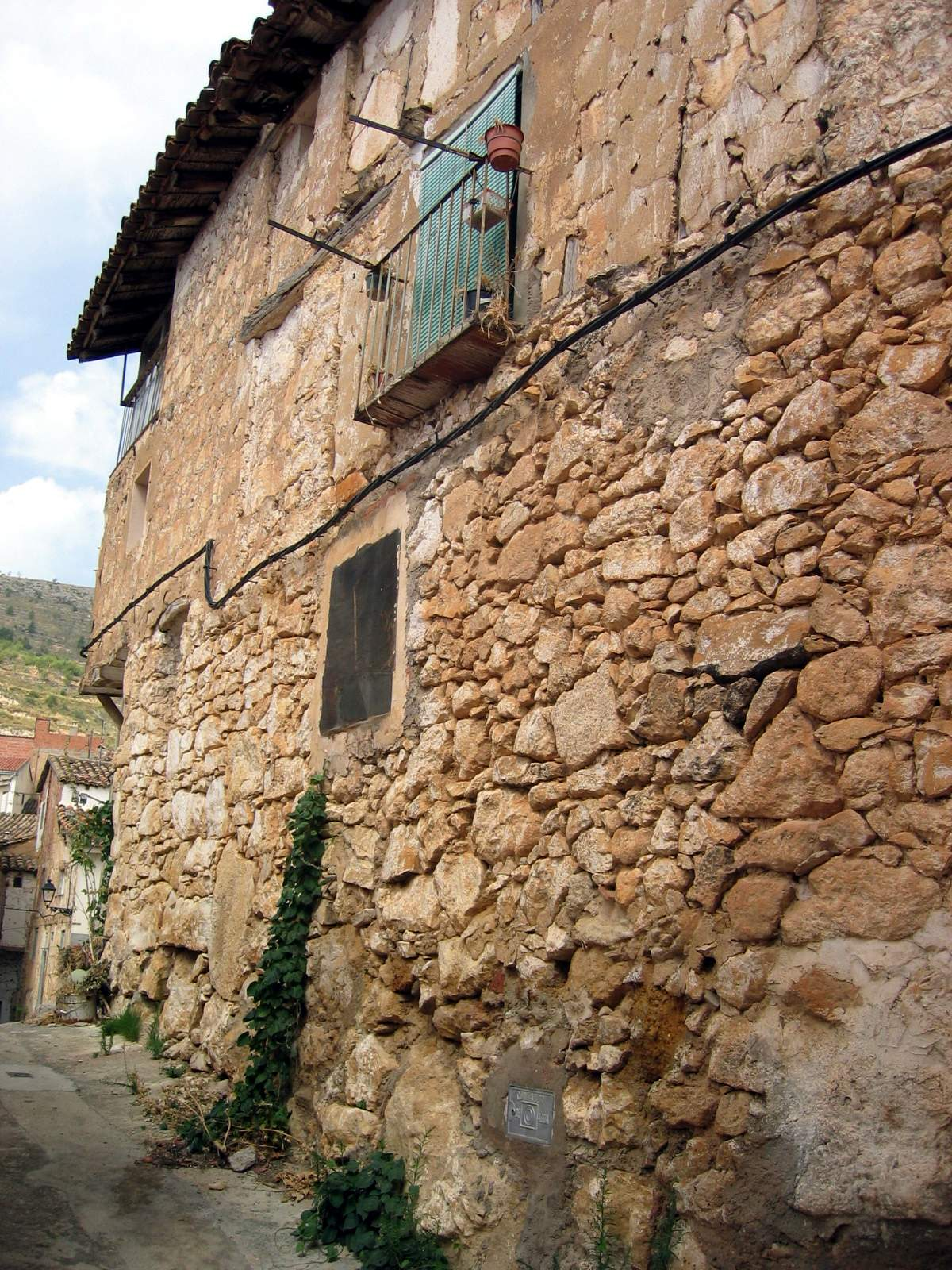
Detalle de arquitectura tradicional (vernacular) en Casasaltas (Valencia), año 2003.
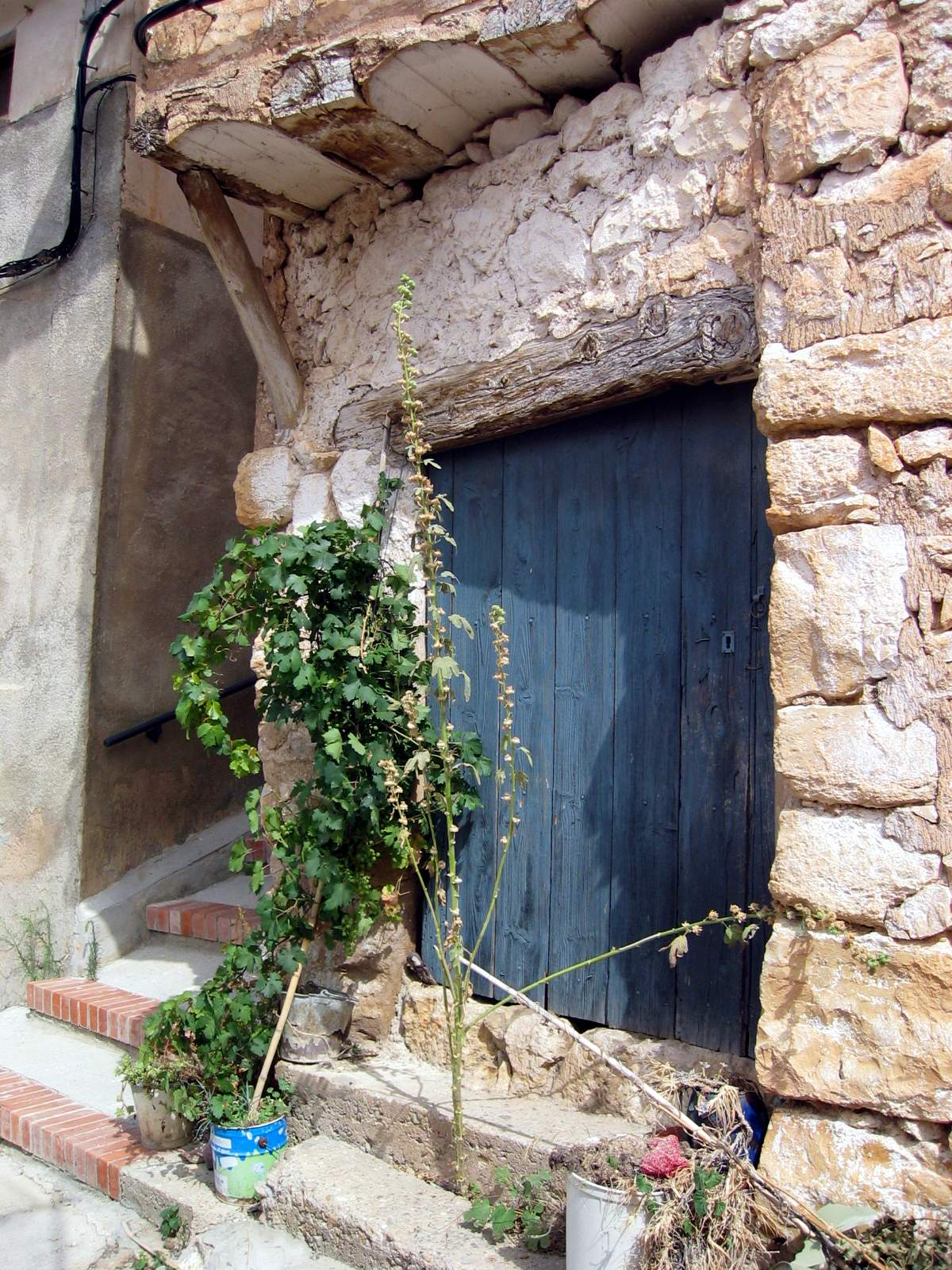
Detalle de arquitectura tradicional (vernacular) en Casasaltas (Valencia), año 2003.
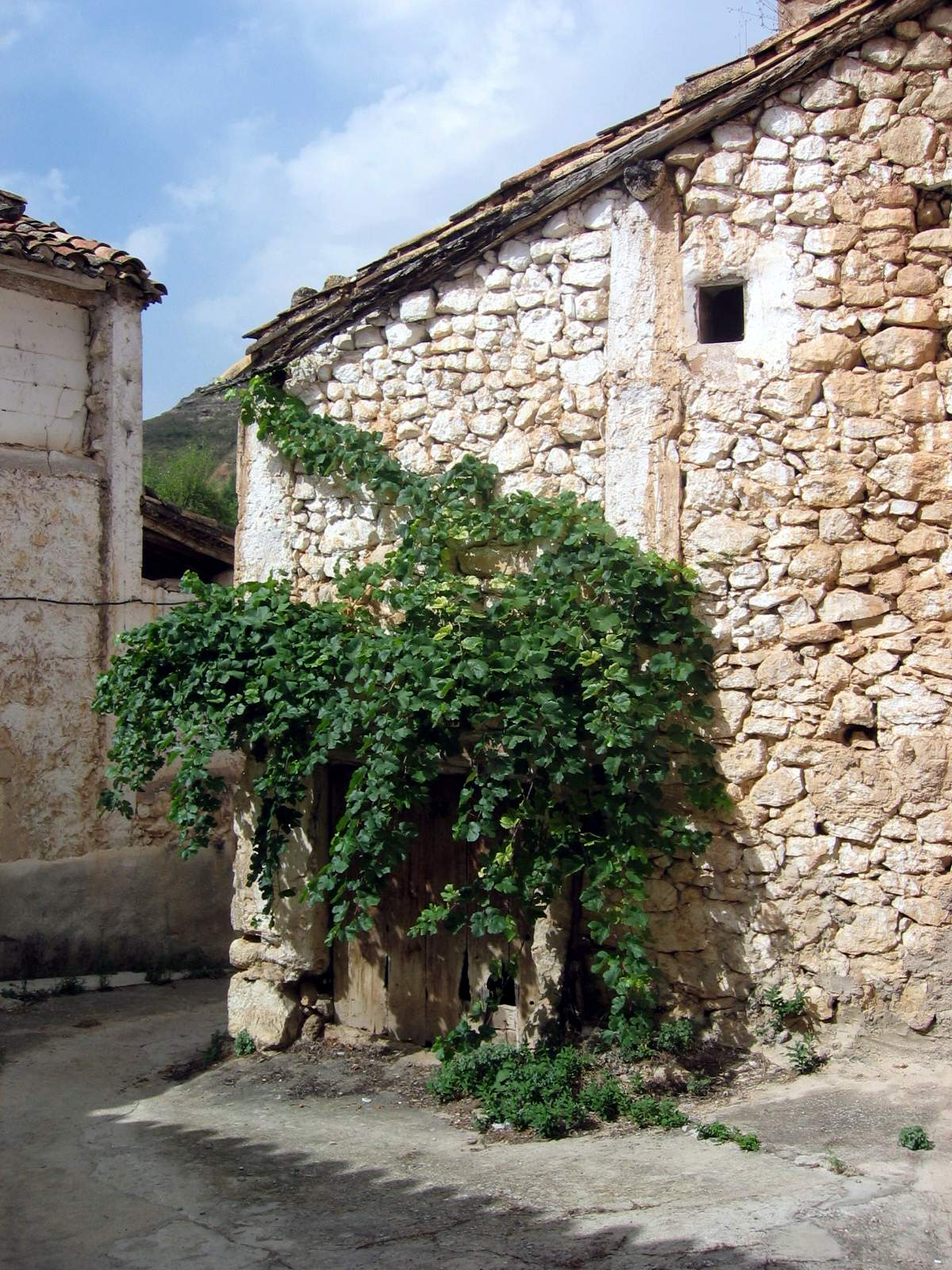
Detalle de arquitectura tradicional (vernacular) en Casasaltas (Valencia), año 2003.
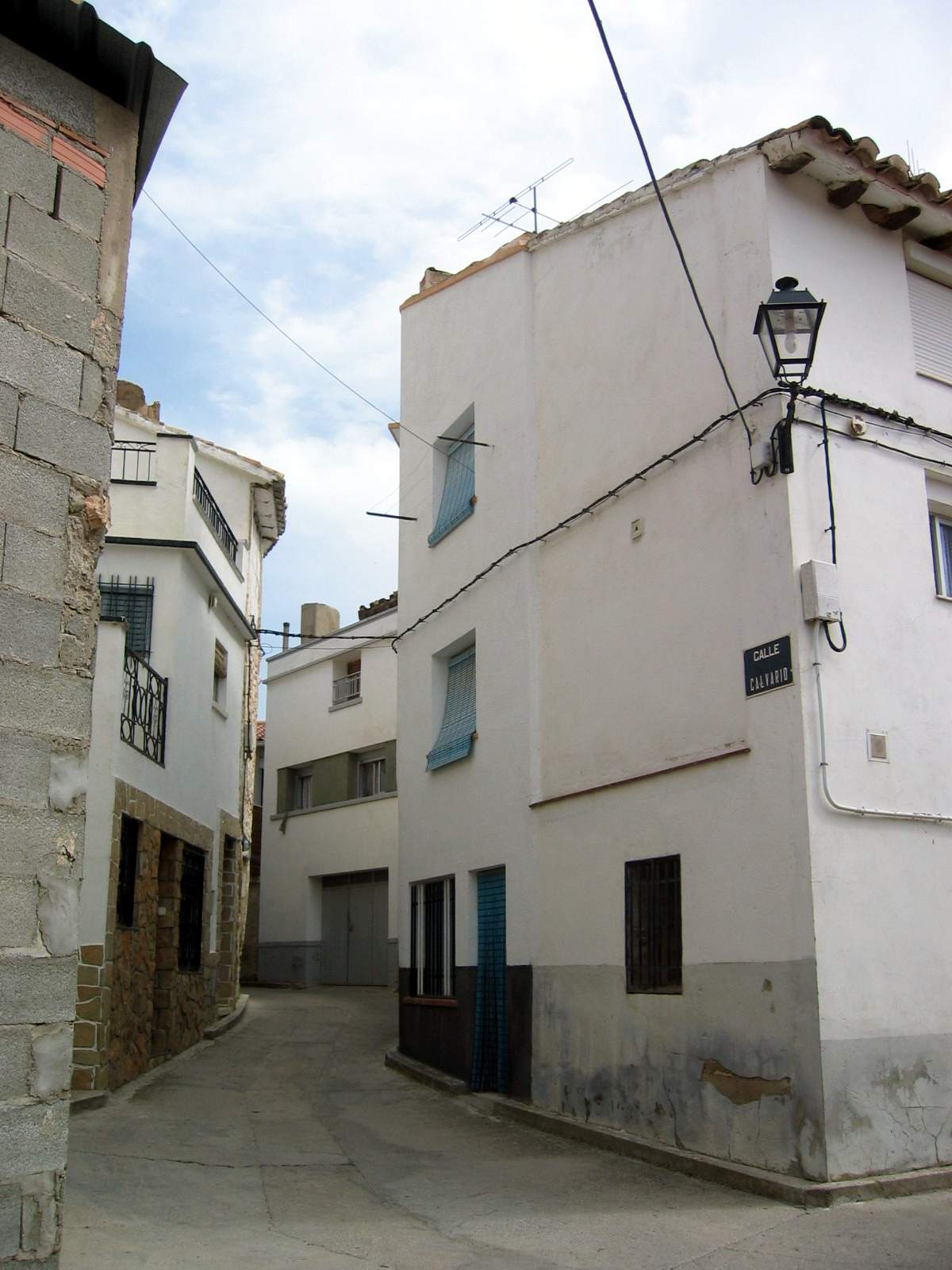
Detalle de arquitectura tradicional (vernacular) en Casasaltas (Valencia), año 2003.
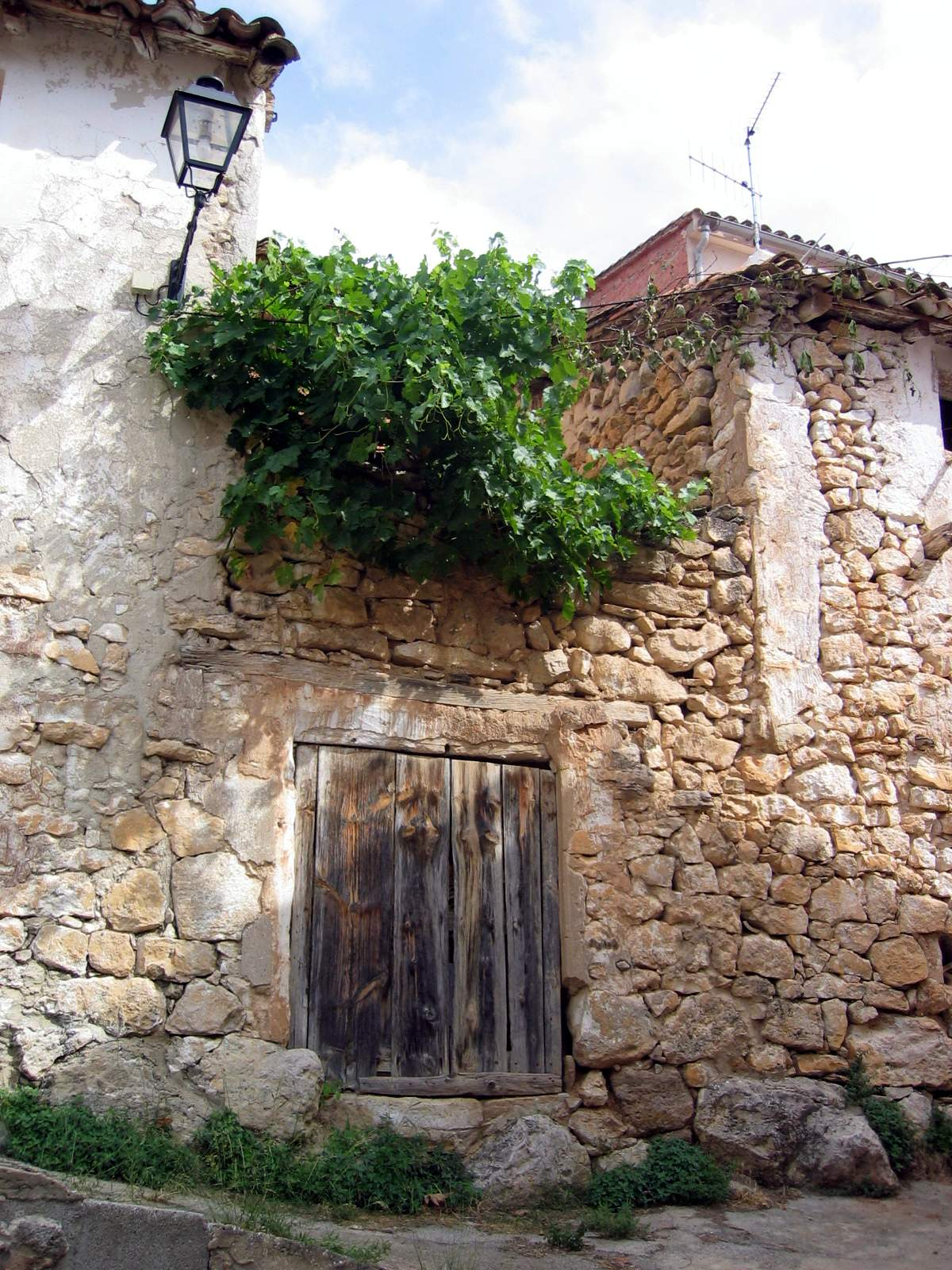
Detalle de arquitectura tradicional (vernacular) en Casasaltas (Valencia), año 2003.
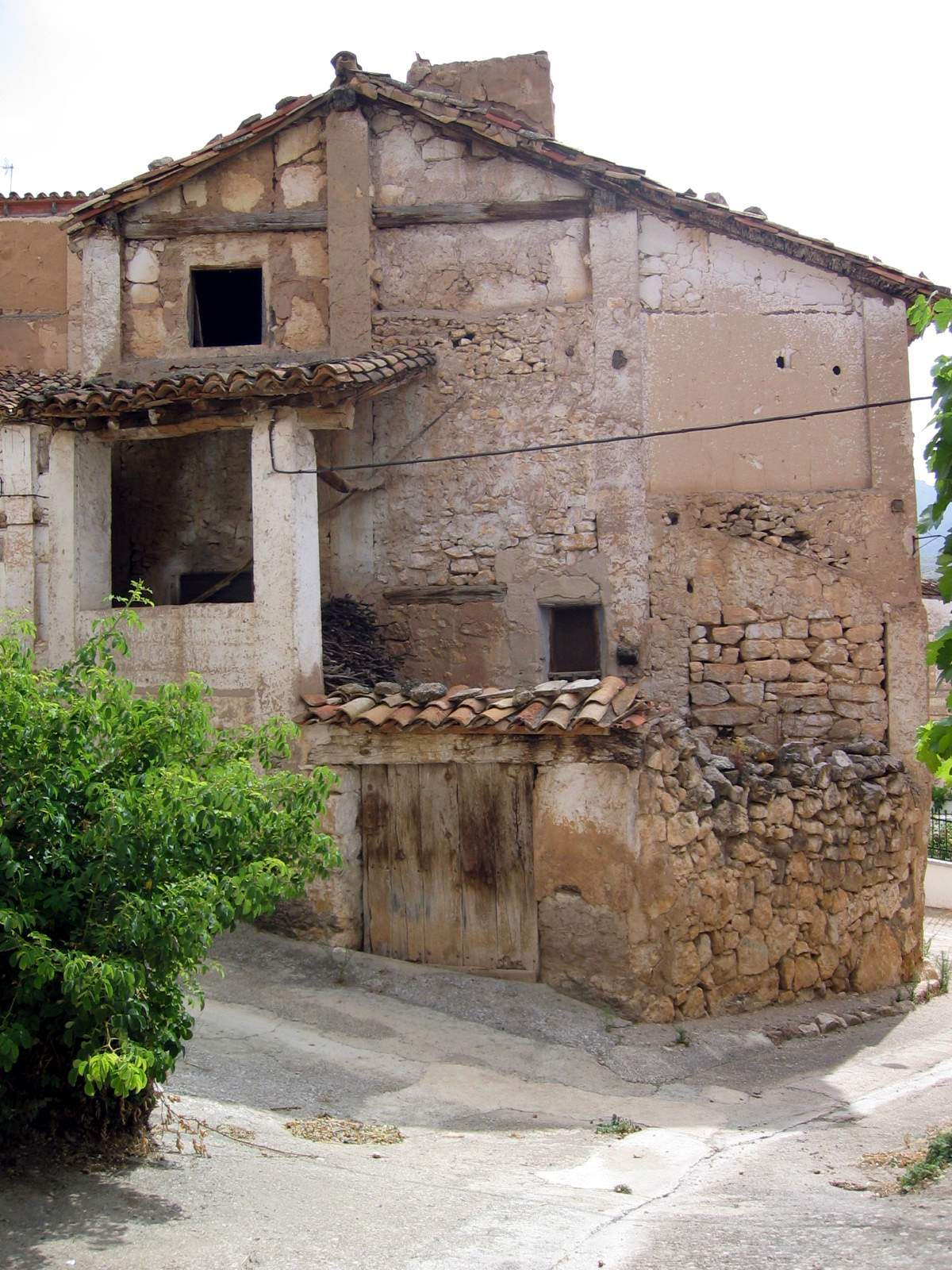
Detalle de arquitectura tradicional (vernacular) en Casasaltas (Valencia), año 2003.
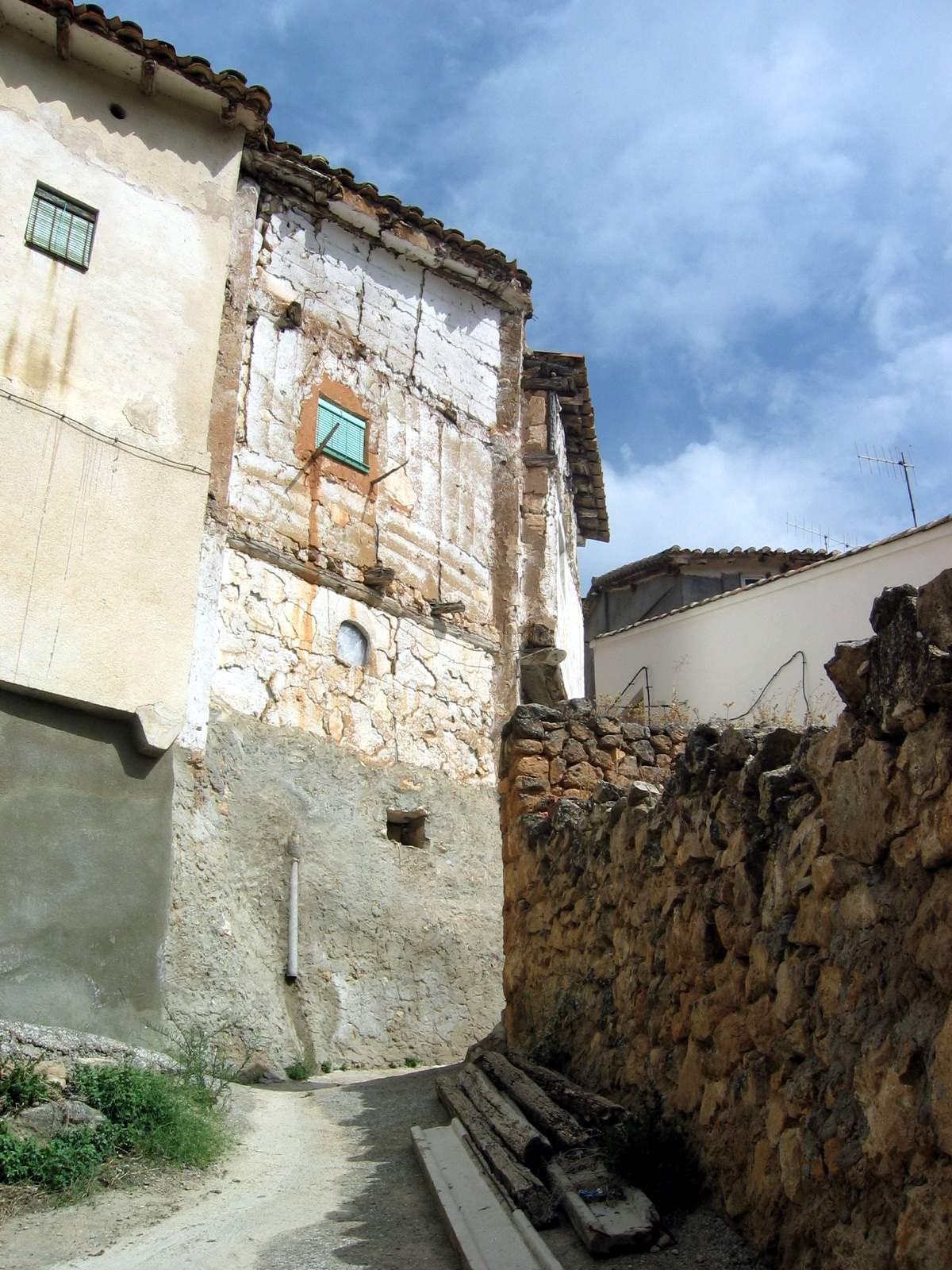
Detalle de arquitectura tradicional (vernacular) en Casasaltas (Valencia), año 2003.
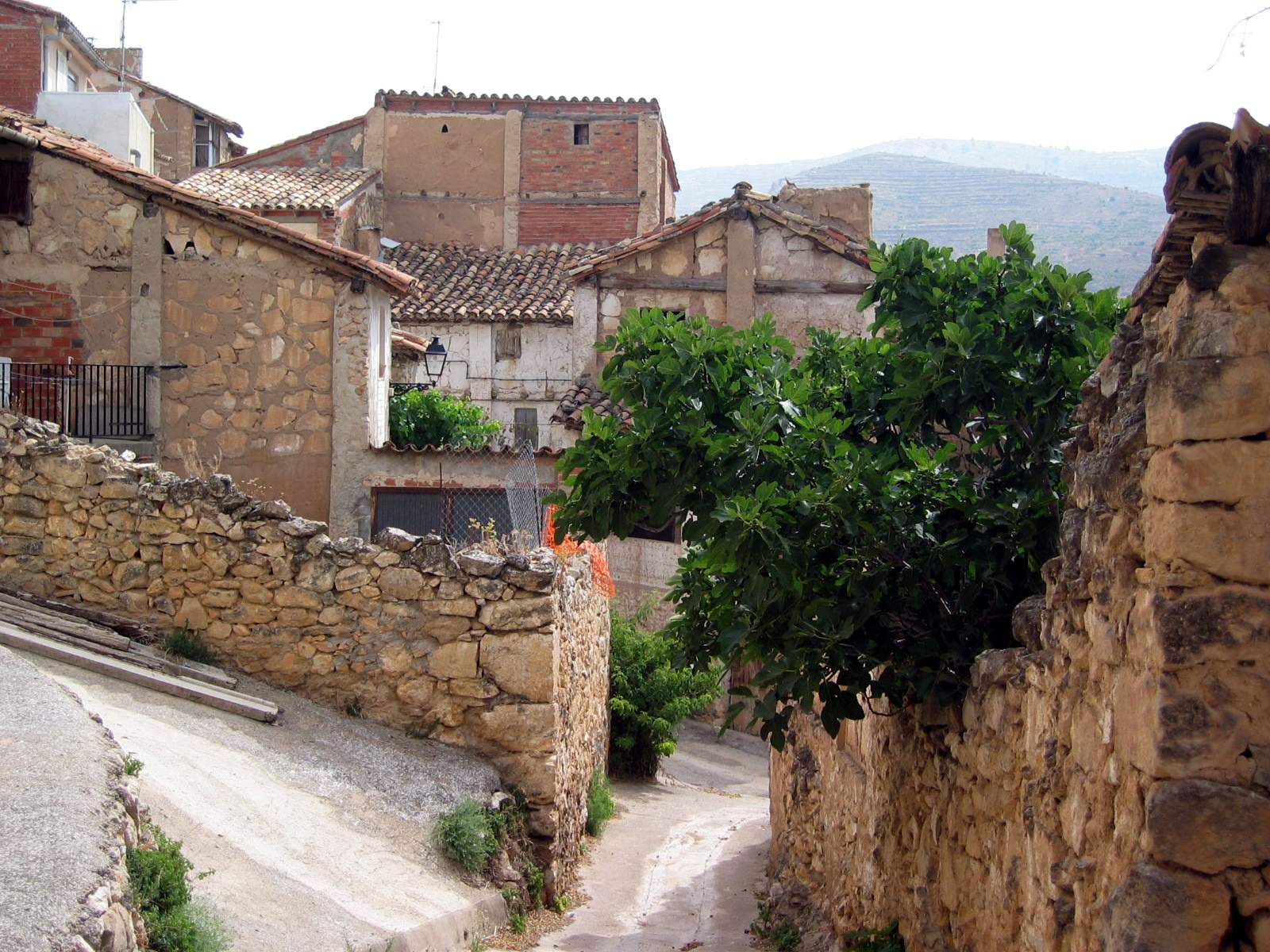
Detalle de arquitectura tradicional (vernacular) en Casasaltas (Valencia), año 2003.
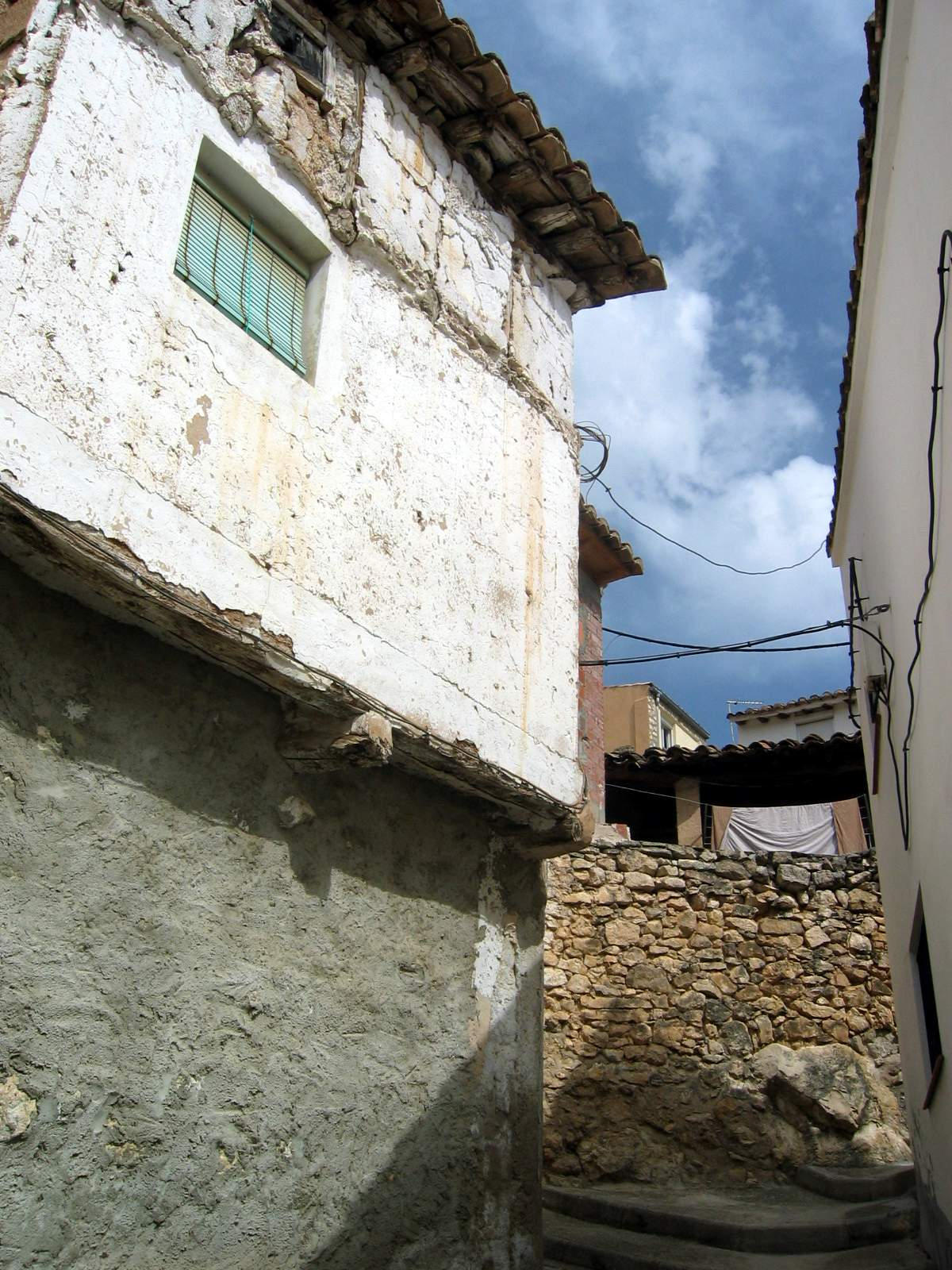
Detalle de arquitectura tradicional (vernacular) en Casasaltas (Valencia), año 2003.
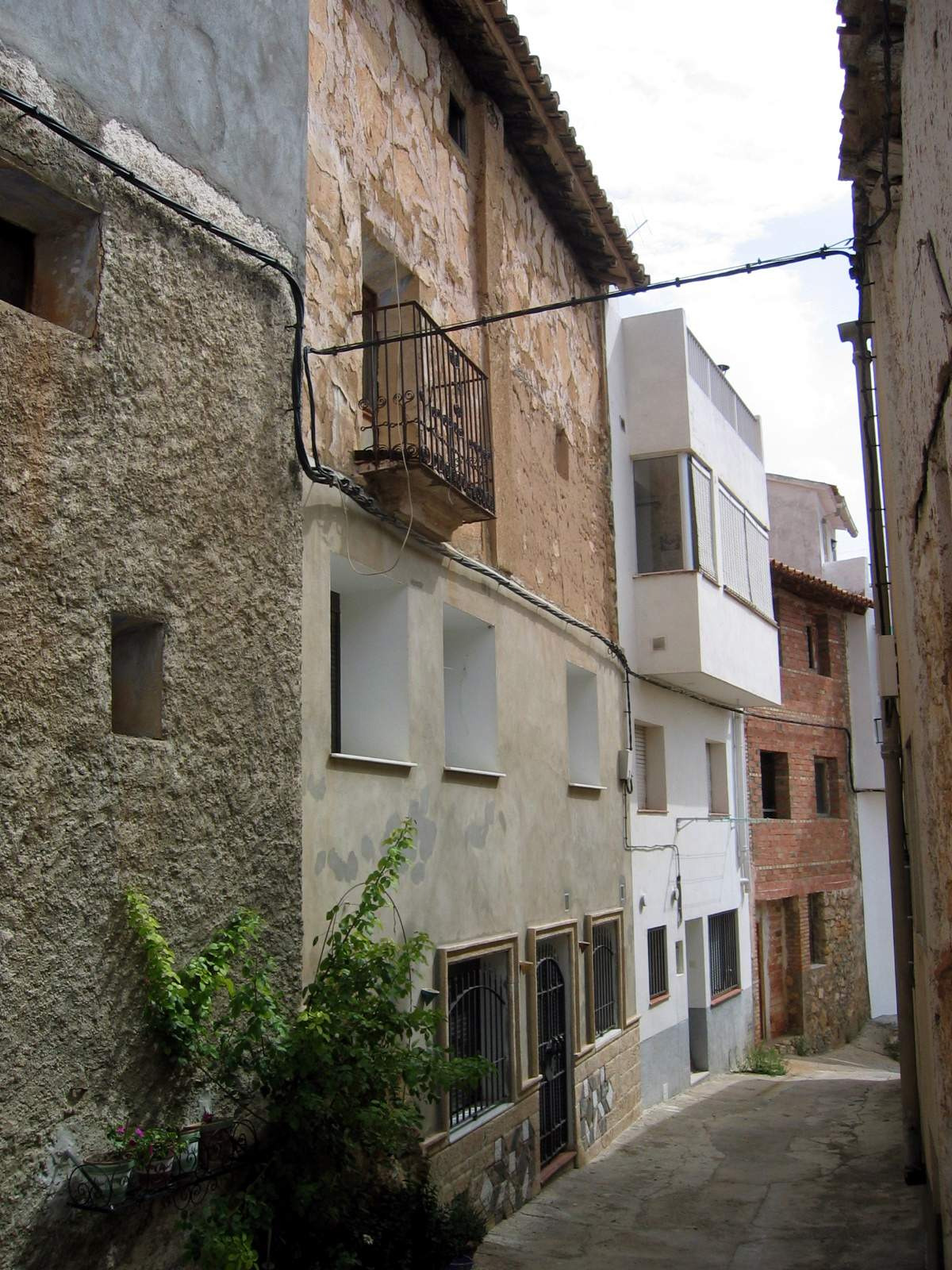
Detalle de arquitectura tradicional (vernacular) en Casasaltas (Valencia), año 2003.
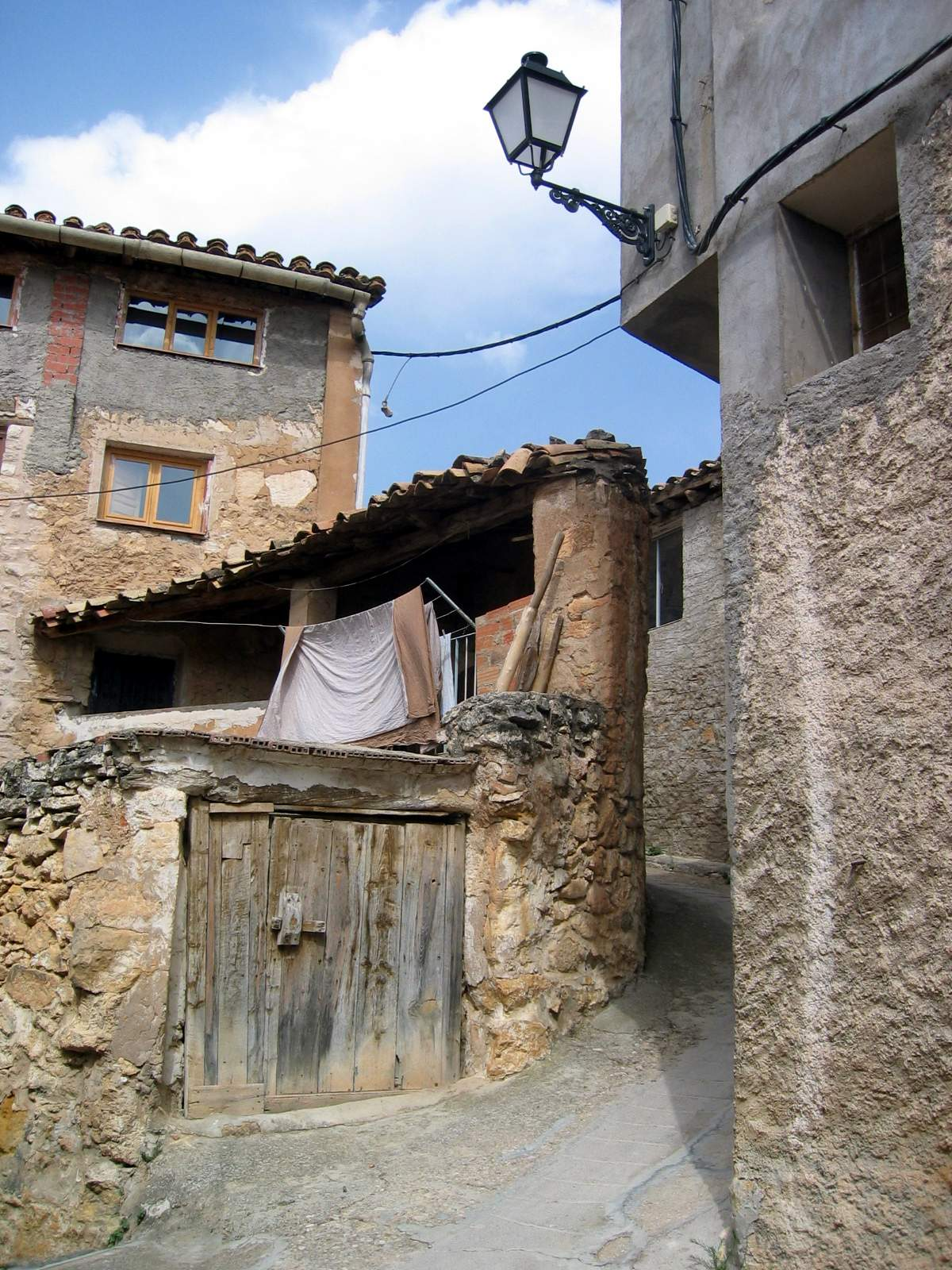
Detalle de arquitectura tradicional (vernacular) en Casasaltas (Valencia), año 2003.
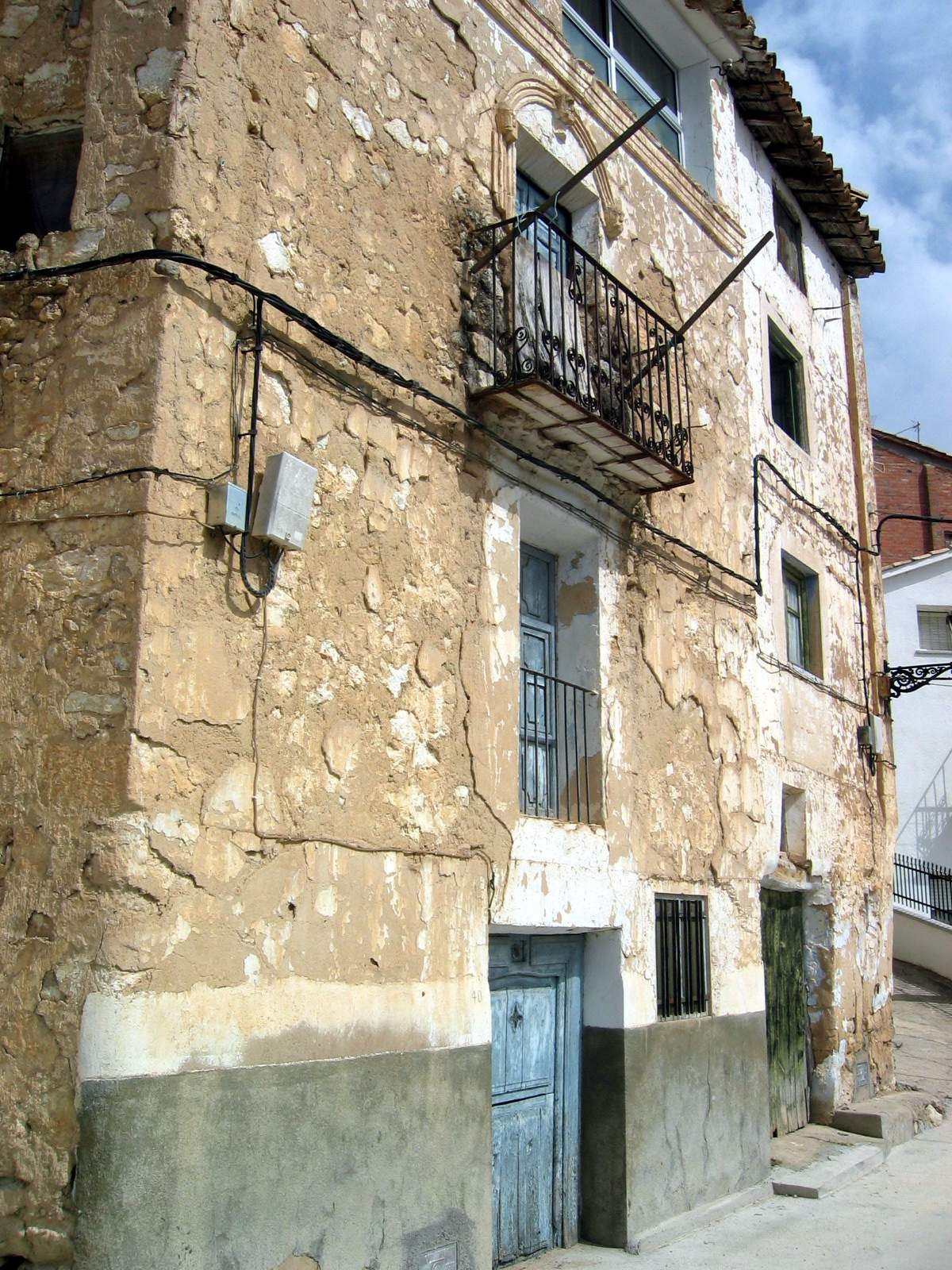
Detalle de arquitectura tradicional (vernacular) en Casasaltas (Valencia), año 2003.
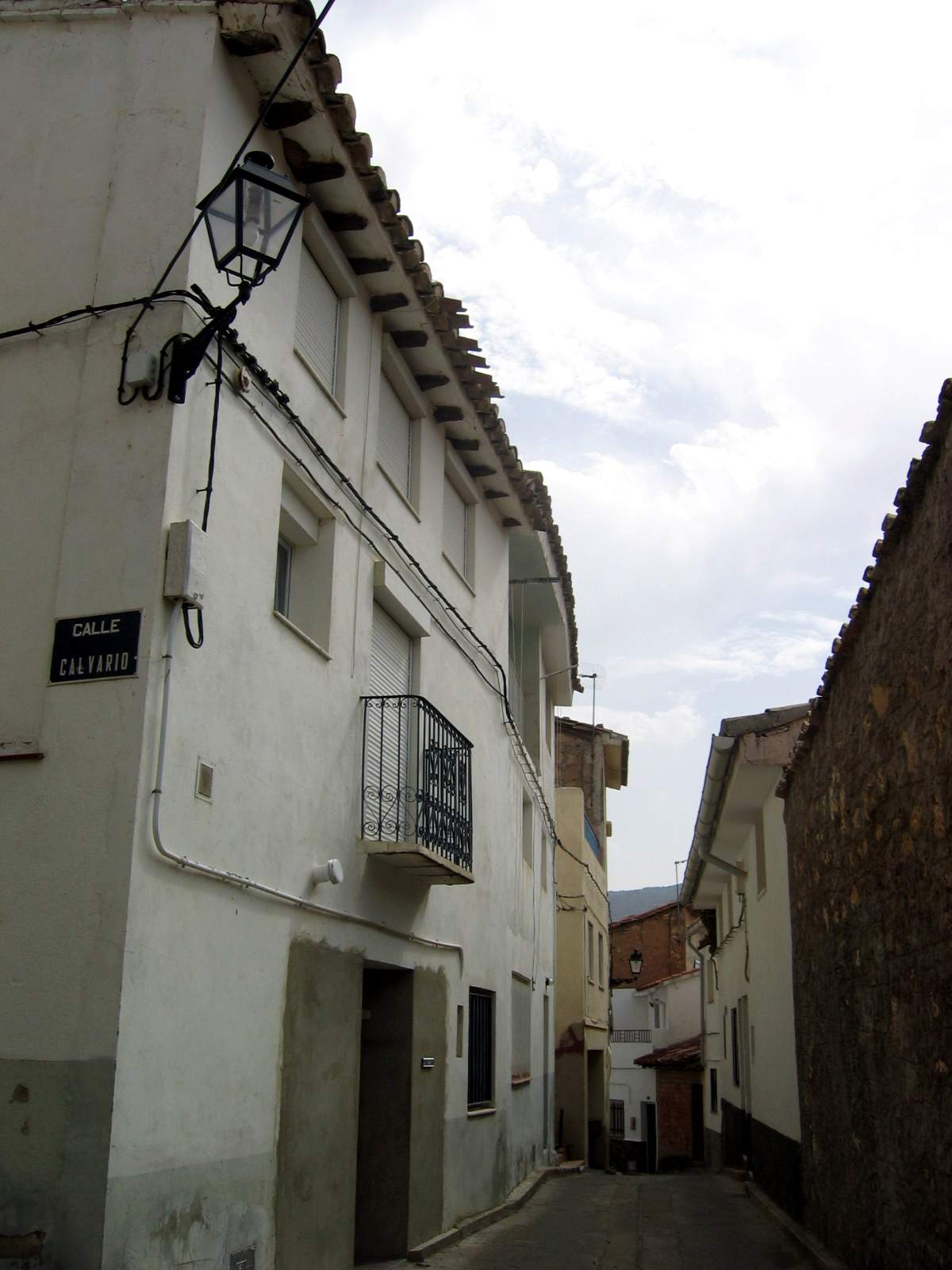
Detalle de arquitectura tradicional (vernacular) en Casasaltas (Valencia), año 2003.
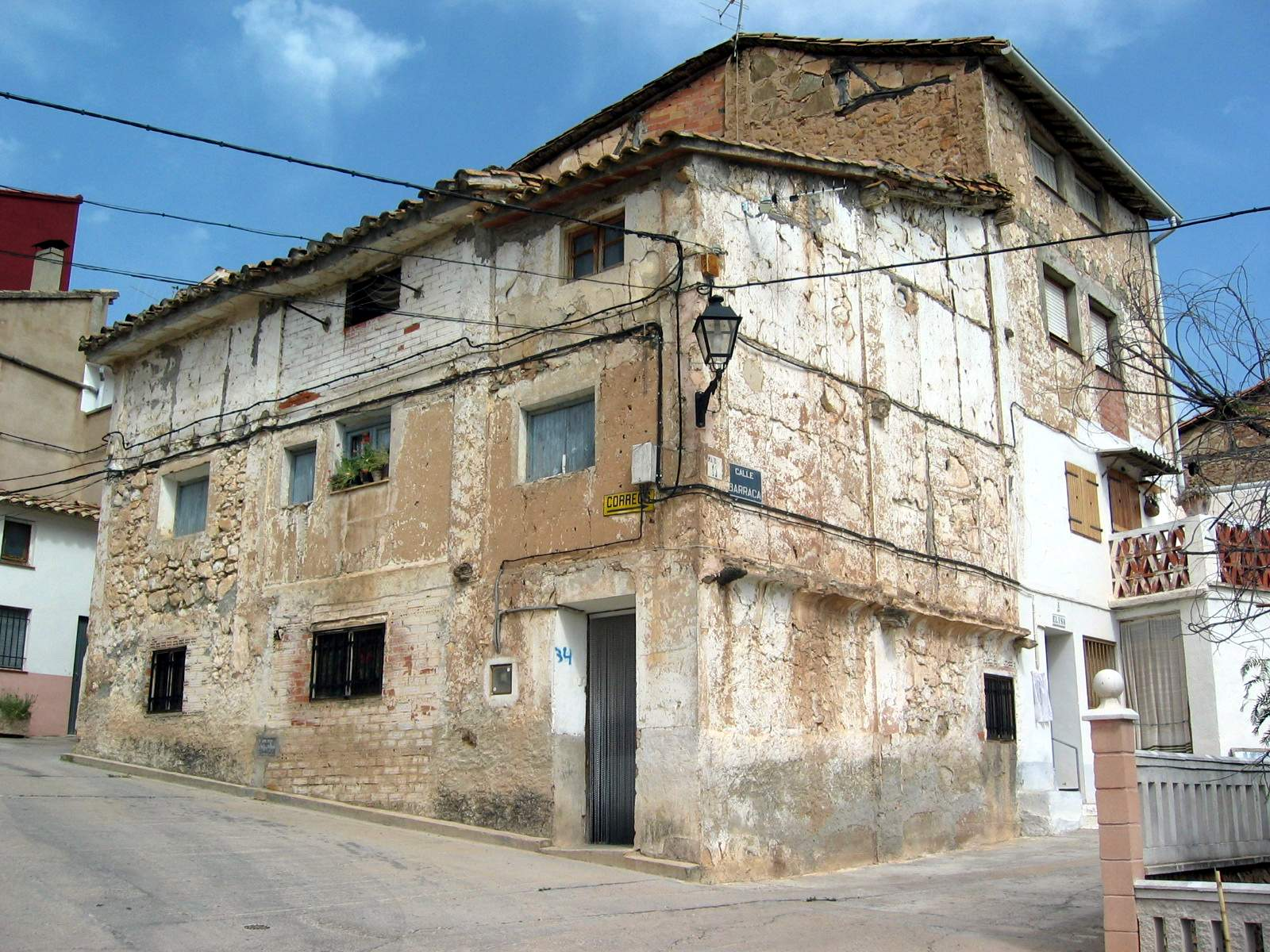
Detalle de arquitectura tradicional (vernacular) en Casasaltas (Valencia), año 2003.
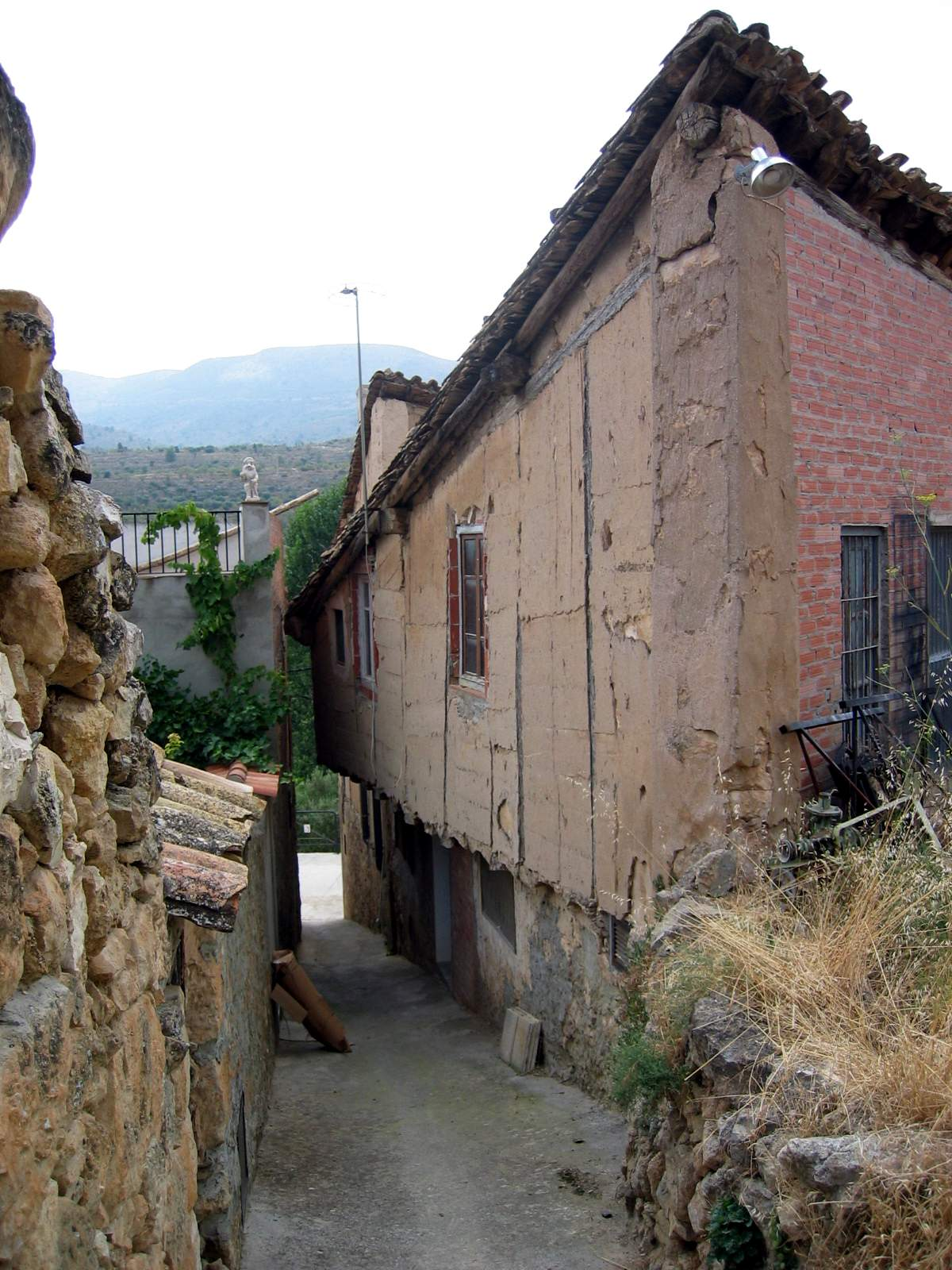
Detalle de arquitectura tradicional (vernacular) en Casasaltas (Valencia), año 2003.
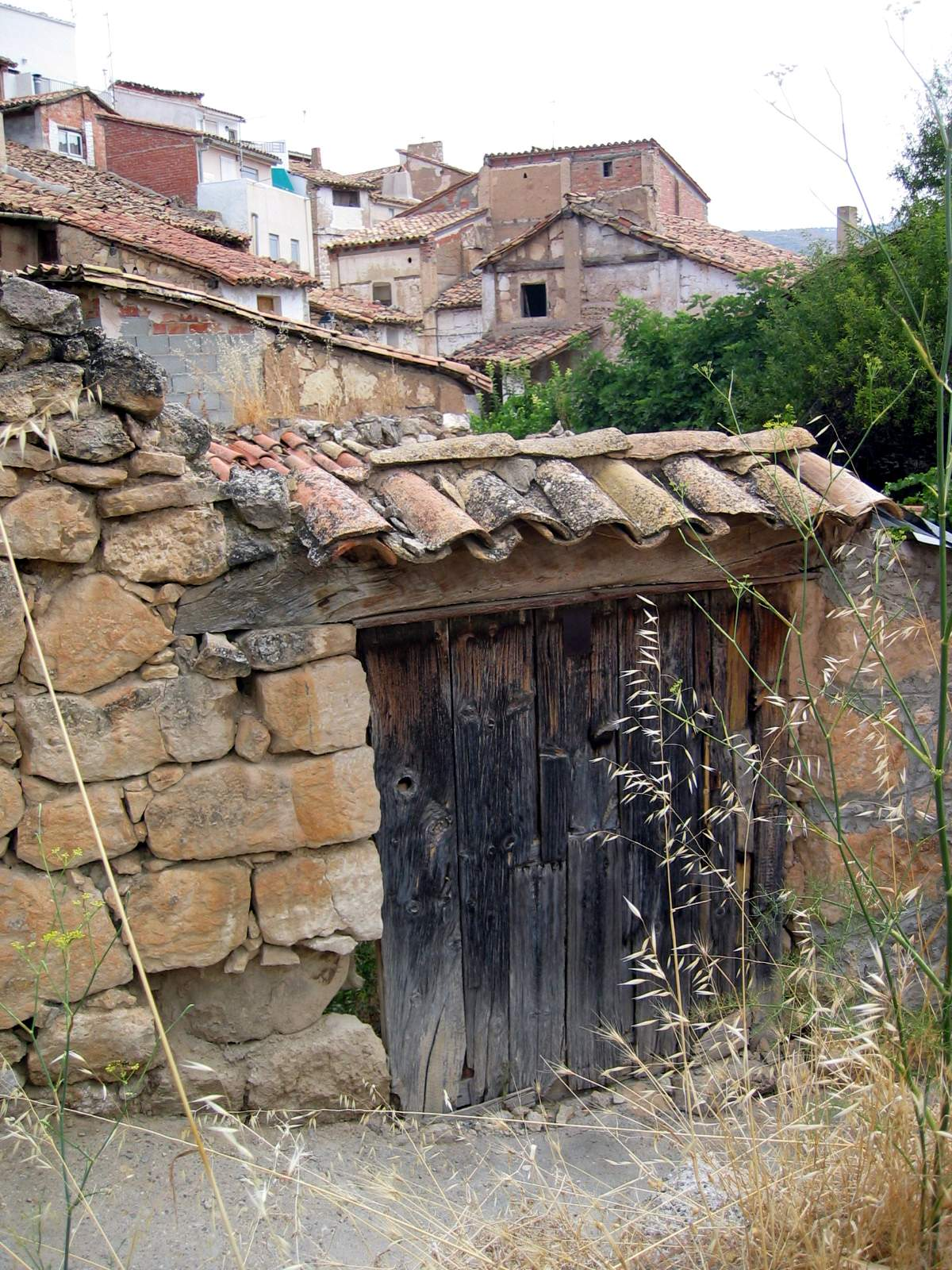
Detalle de arquitectura tradicional (vernacular) en Casasaltas (Valencia), año 2003.
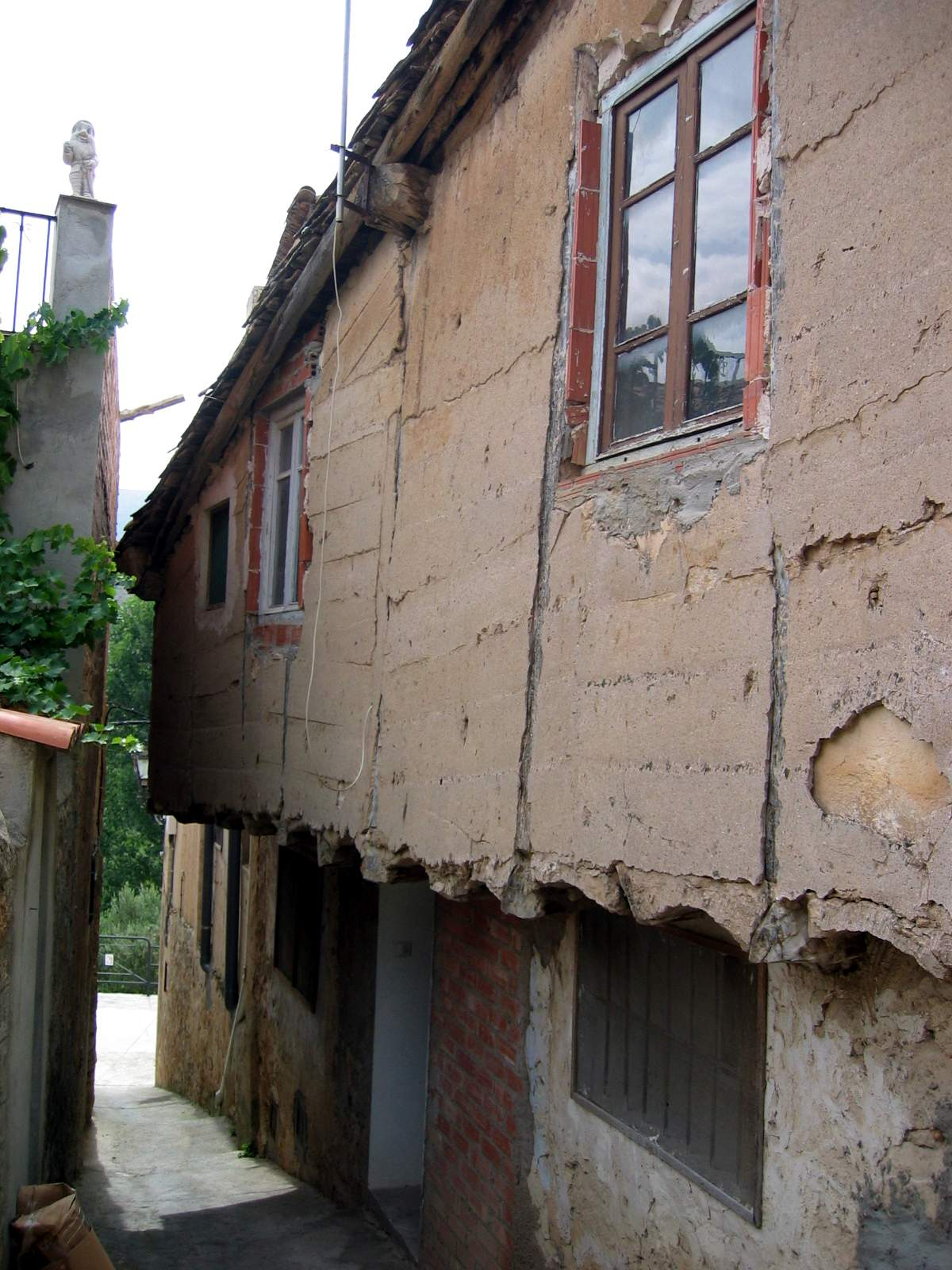
Detalle de arquitectura tradicional (vernacular) en Casasaltas (Valencia), año 2003.
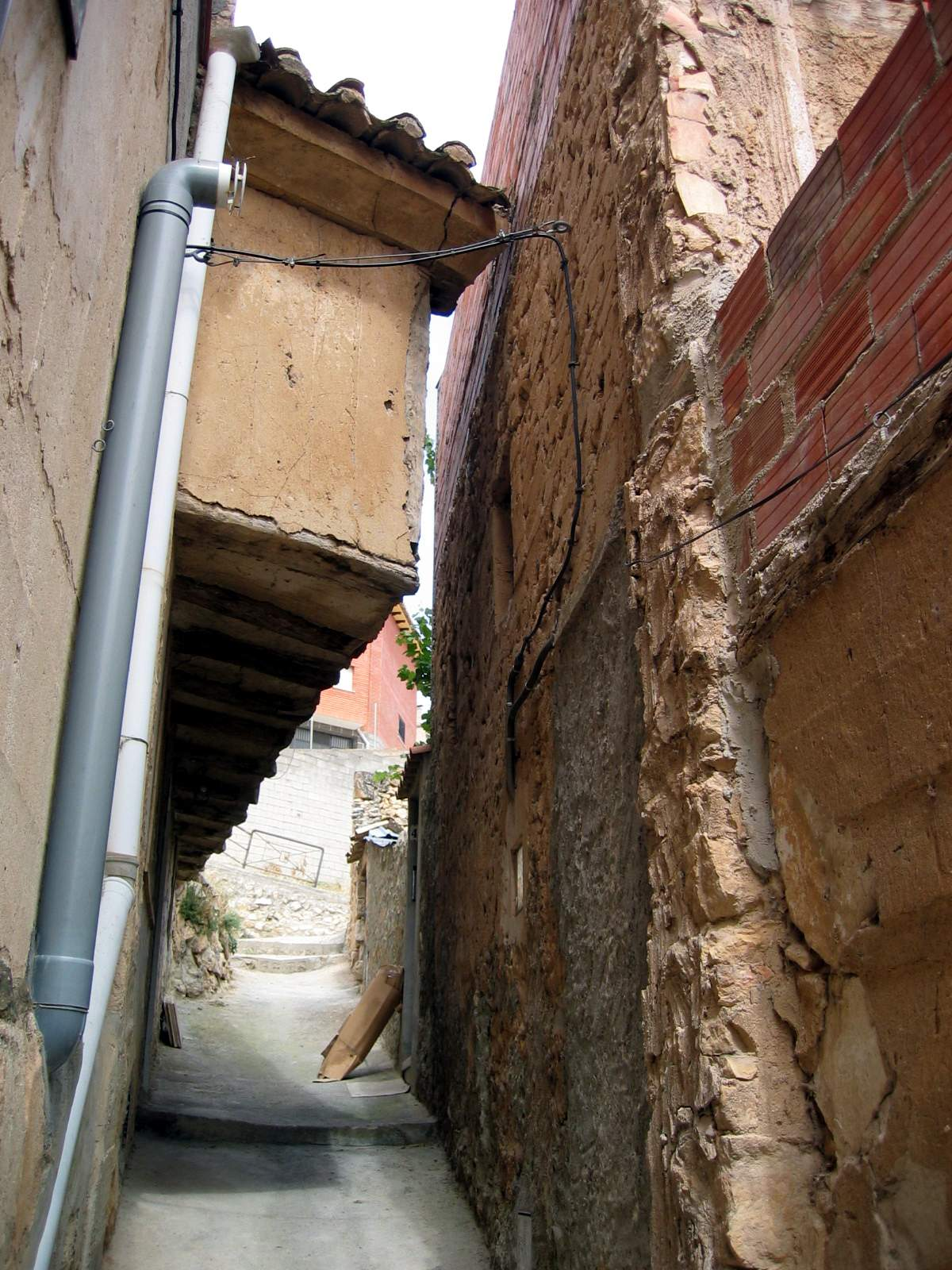
Detalle de arquitectura tradicional (vernacular) en Casasaltas (Valencia), año 2003.
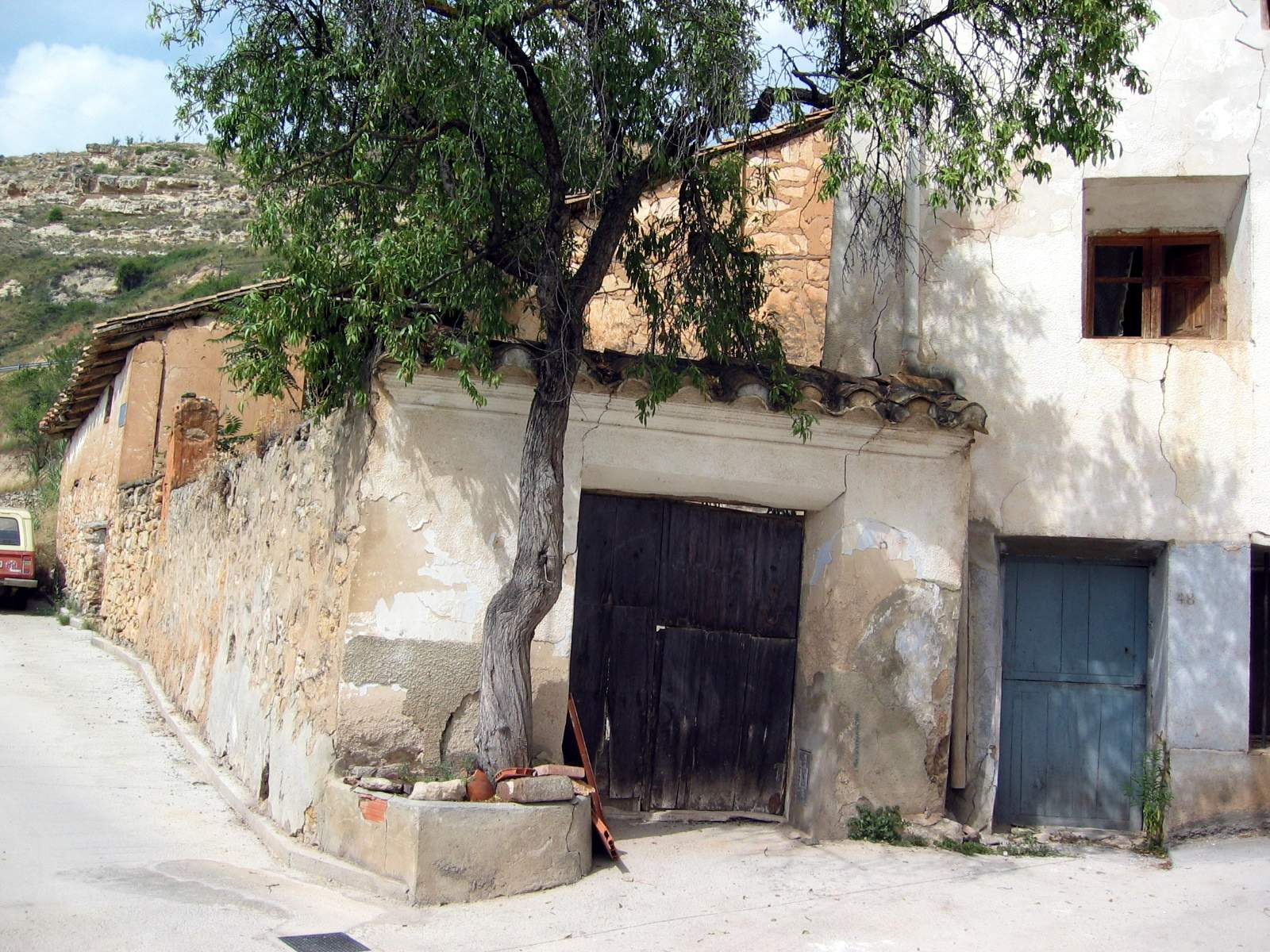
Detalle de arquitectura tradicional (vernacular) en Casasaltas (Valencia), año 2003.
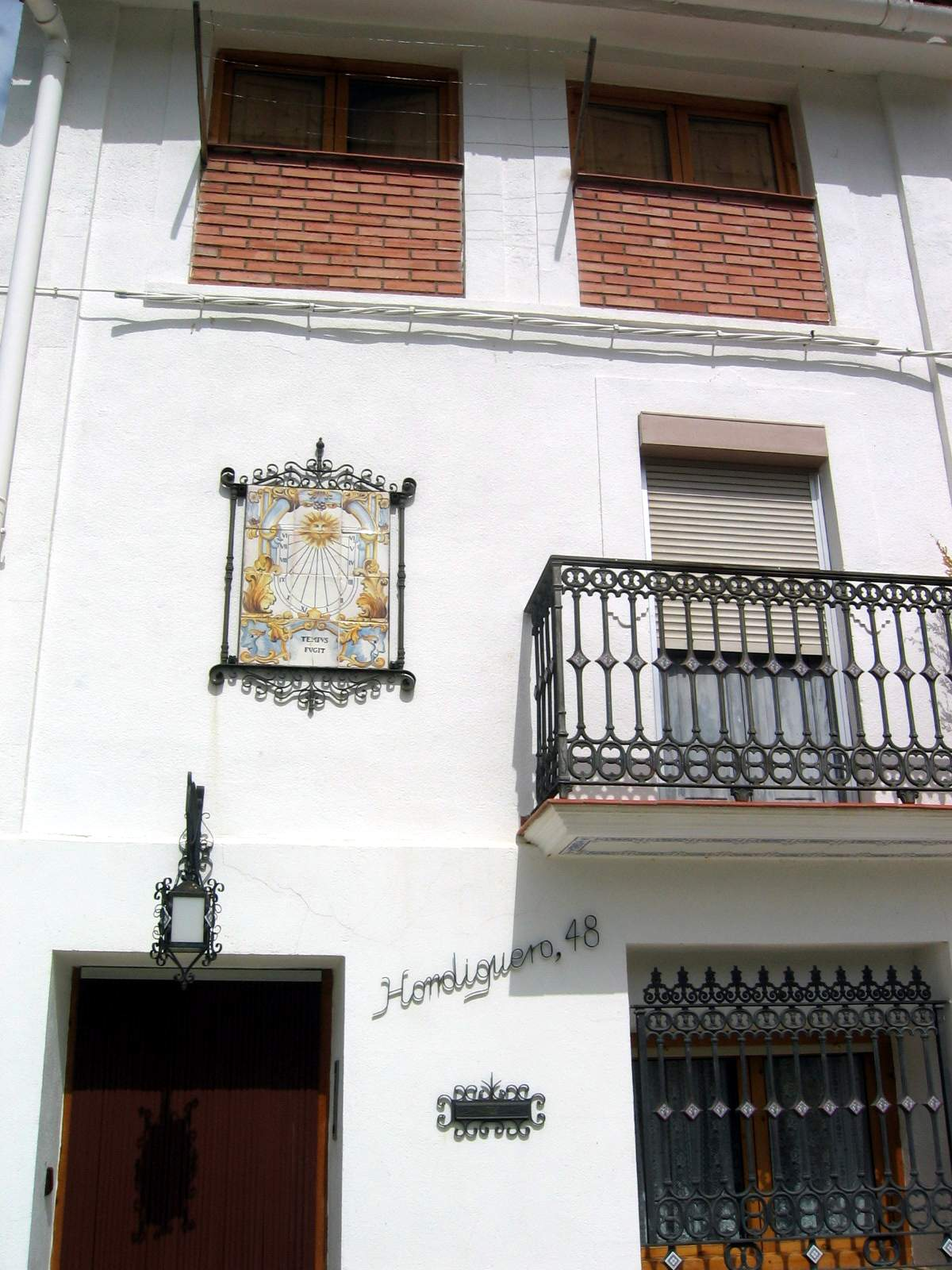
Detalle de arquitectura tradicional (vernacular) en Casasaltas (Valencia), año 2003.

### Puebla de San Miguel

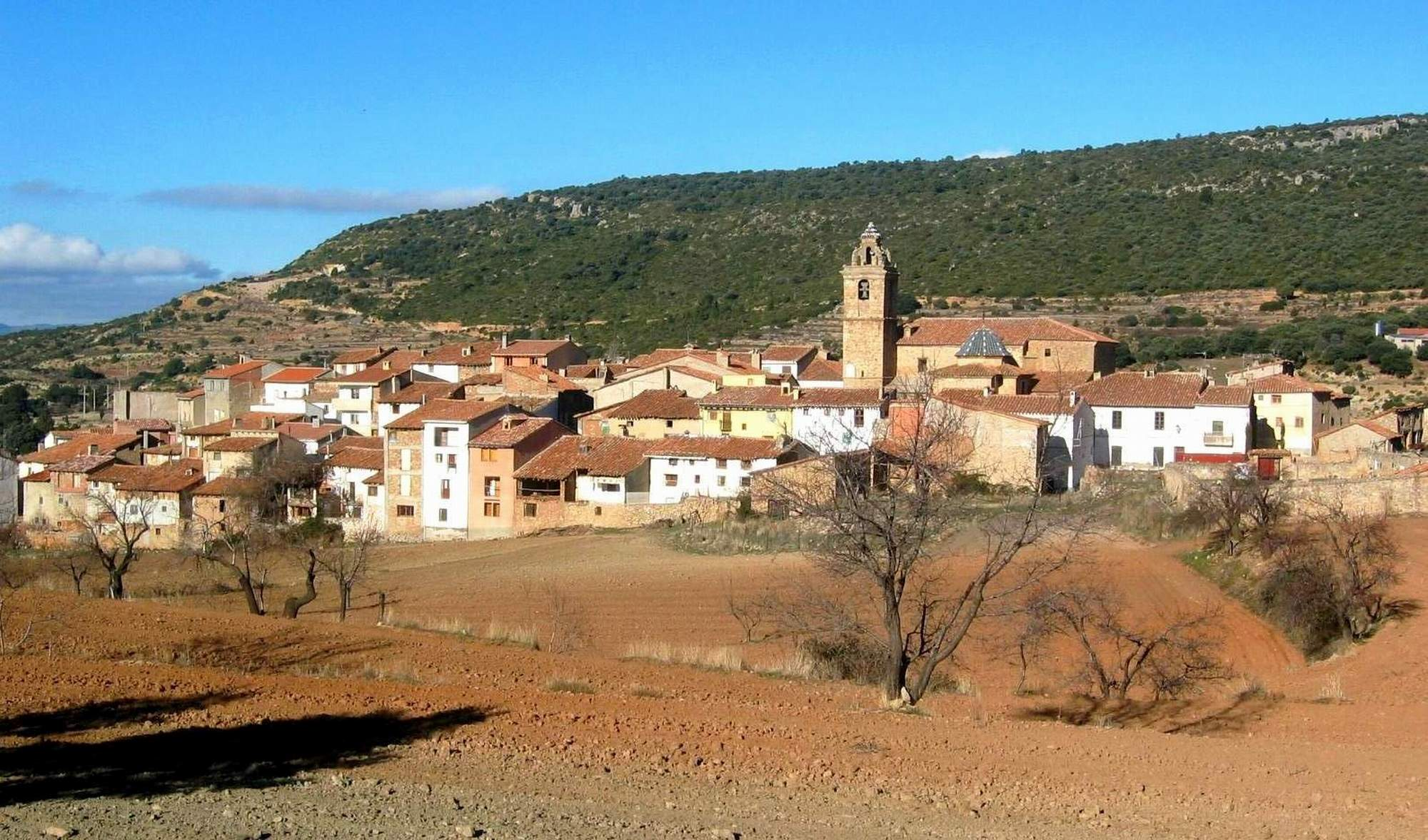
Vista parcial de Puebla de San Miguel (Valencia), desde la ermita de la «Inmaculada Concepción», año 2006.
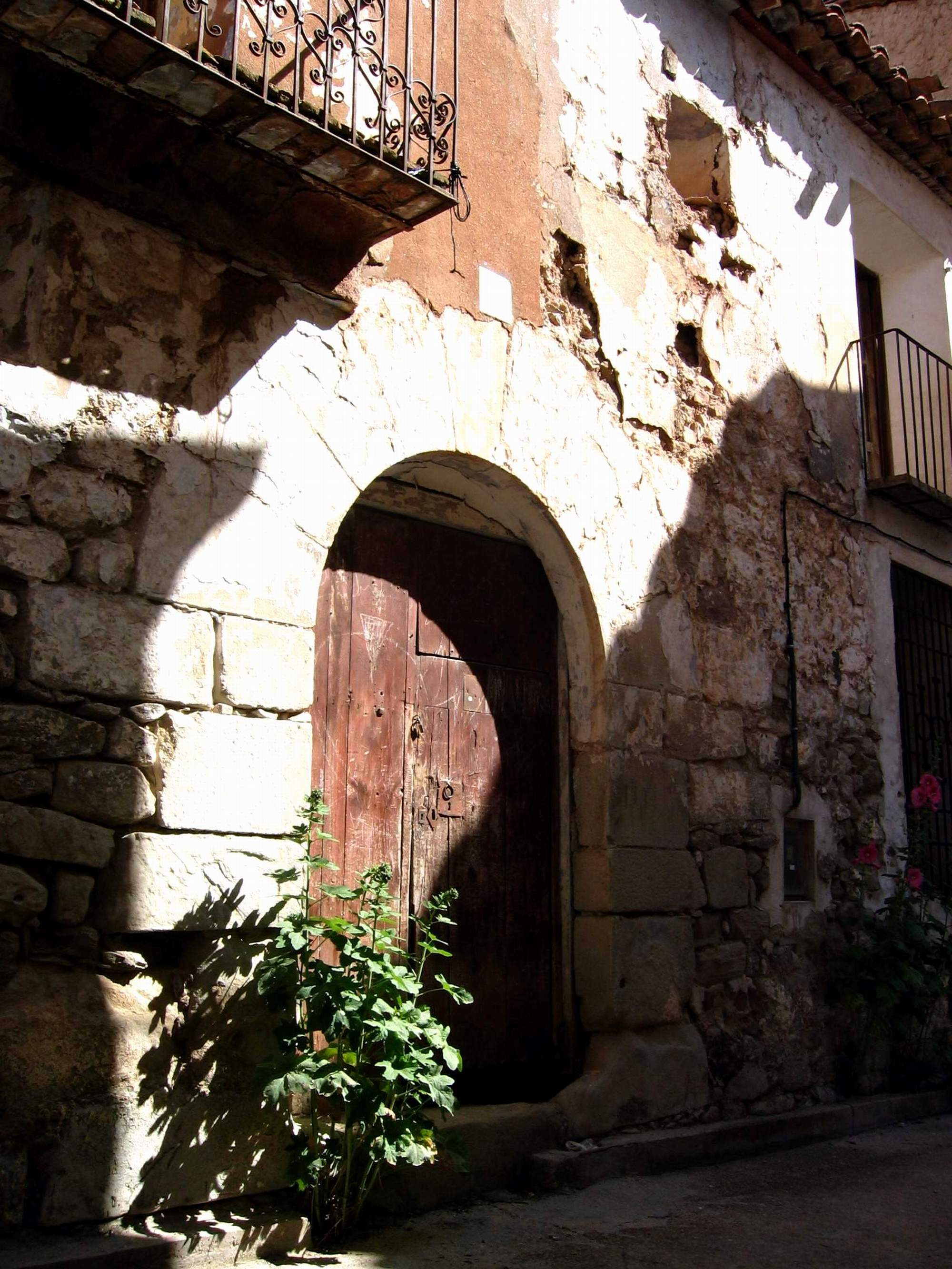
Detalle de arquitectura tradicional (venacular) en Puebla de San Miguel (Valencia), correspondiente a la «Casa Abadía», año 2003.
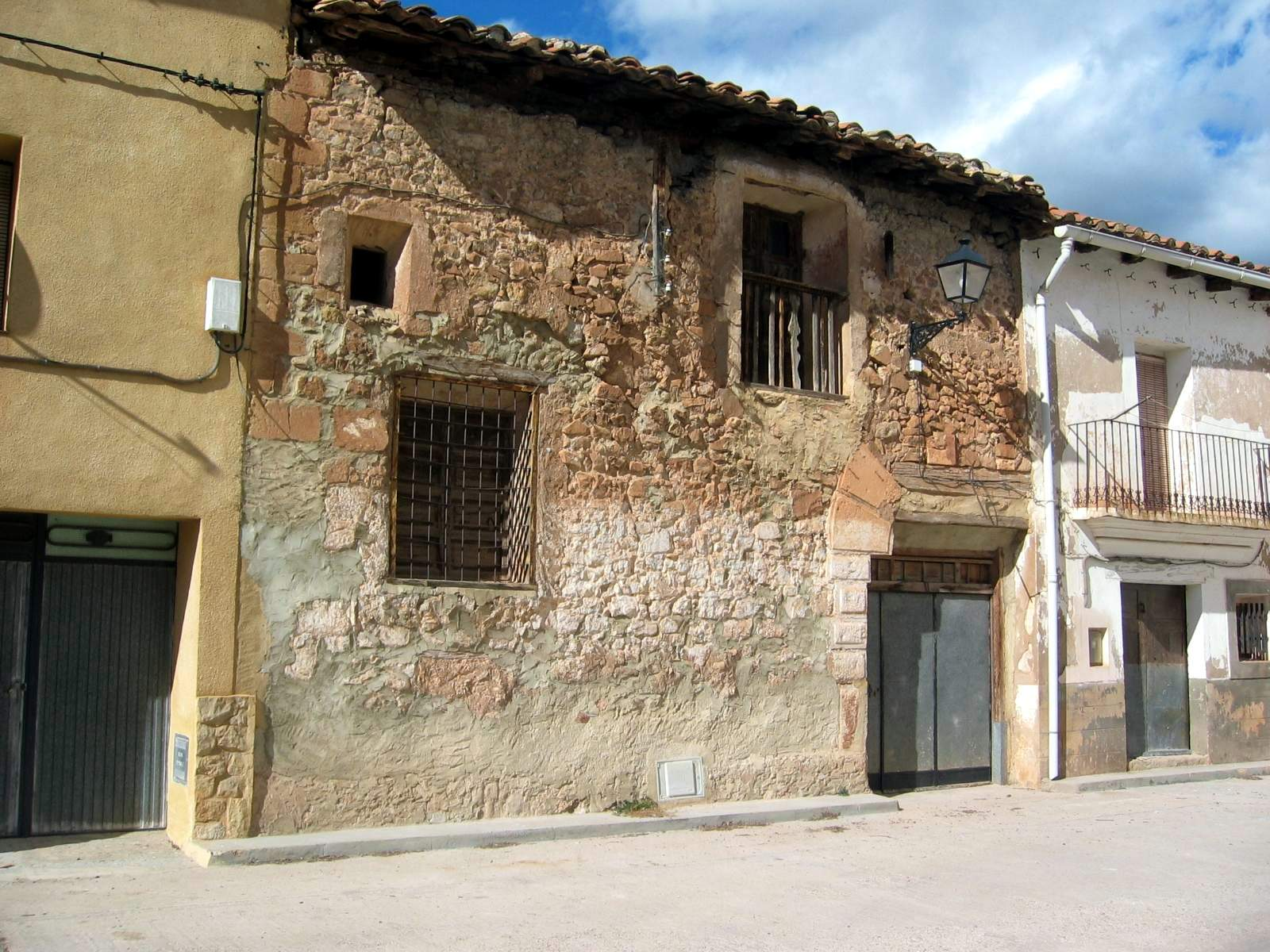
Detalle de arquitectura tradicional (venacular) en Puebla de San Miguel (Valencia), año 2003.
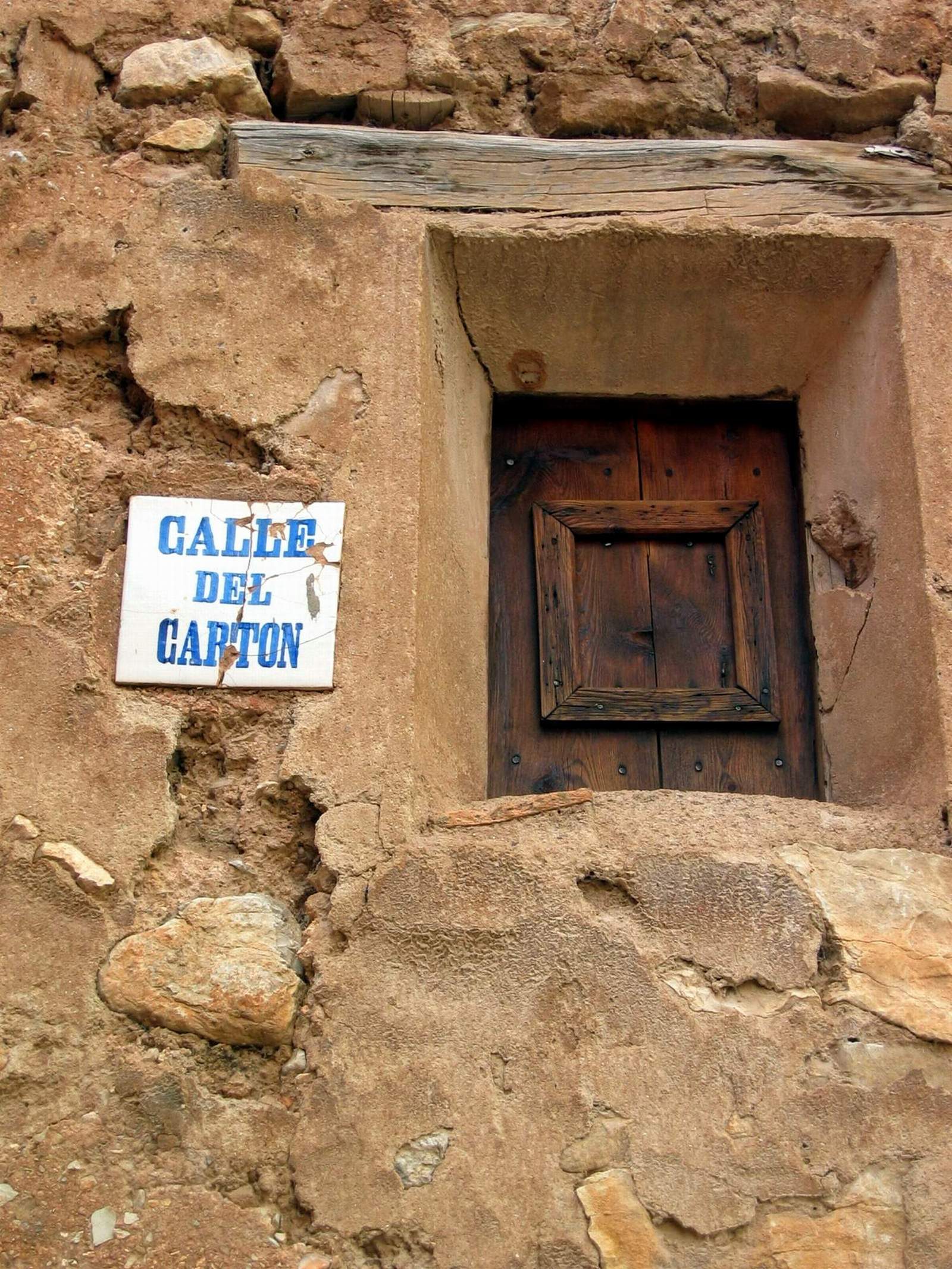
Detalle de arquitectura tradicional (venacular) en Puebla de San Miguel (Valencia), con ladrillo cerámico, año 2003.
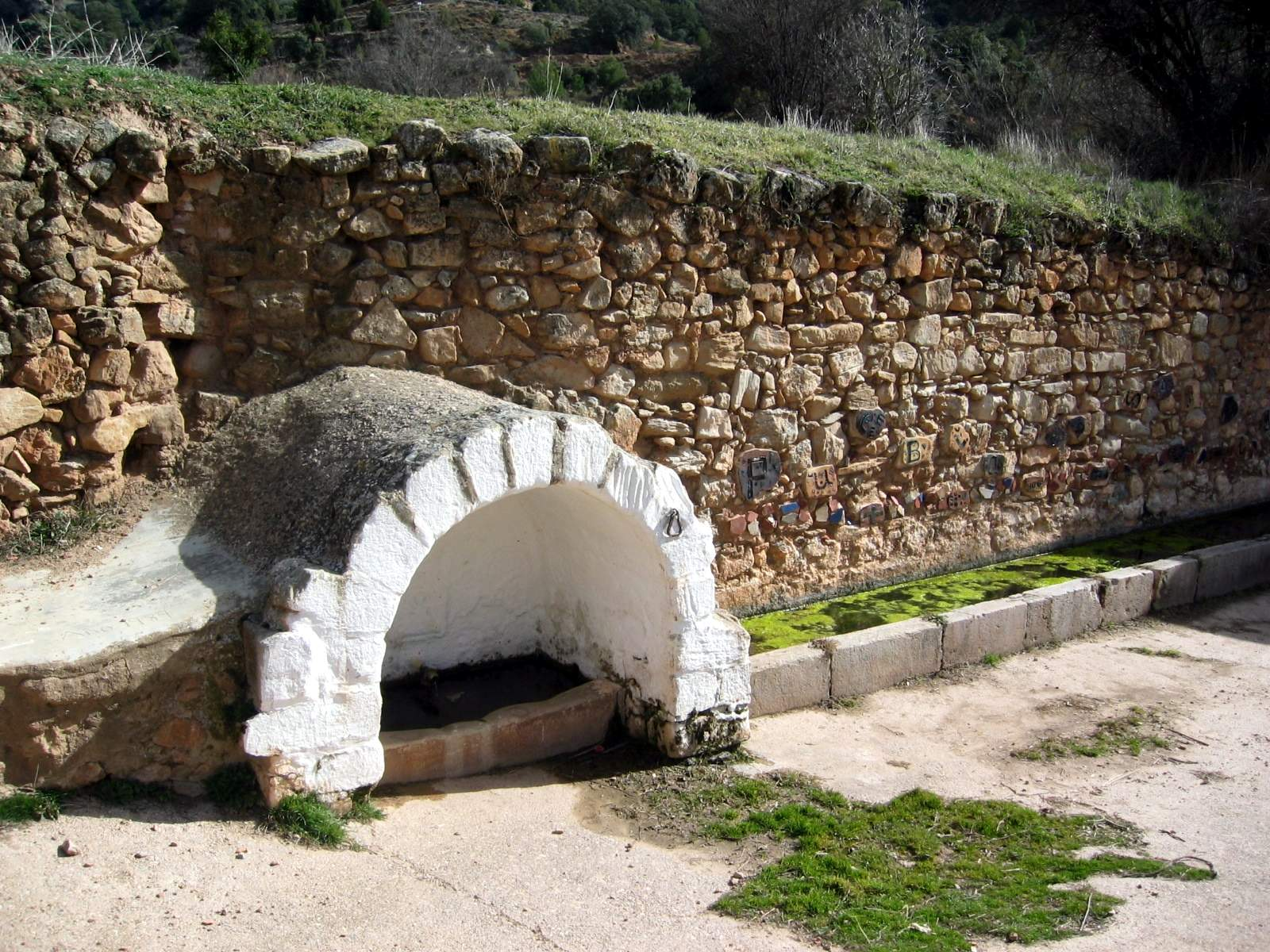
Detalle de arquitectura tradicional (venacular) en Puebla de San Miguel (Valencia), correspondiente a la fuente de Abajo, año 2003.
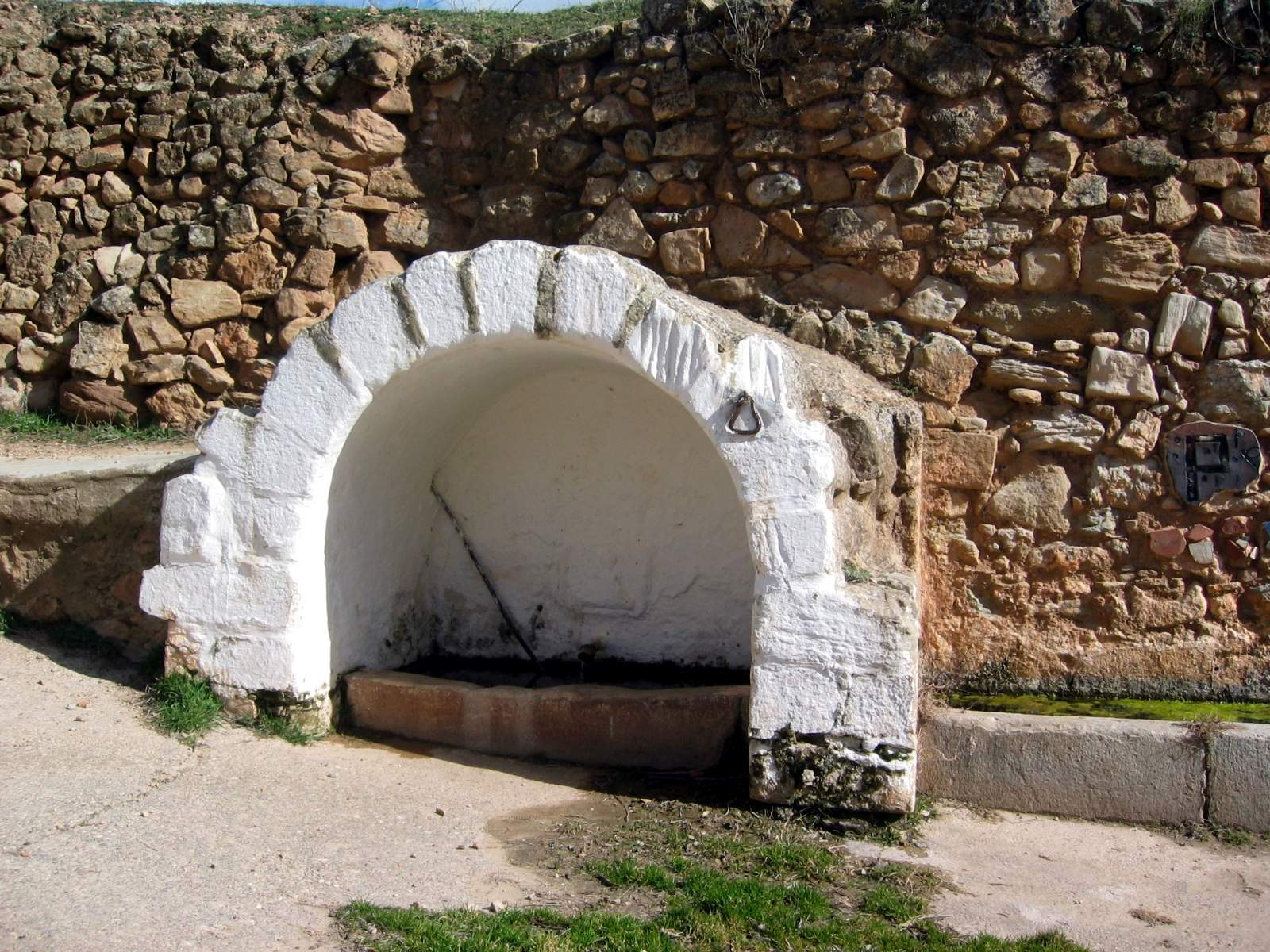
Detalle de arquitectura tradicional (venacular) en Puebla de San Miguel (Valencia), correspondiente a la fuente de Abajo, año 2003.
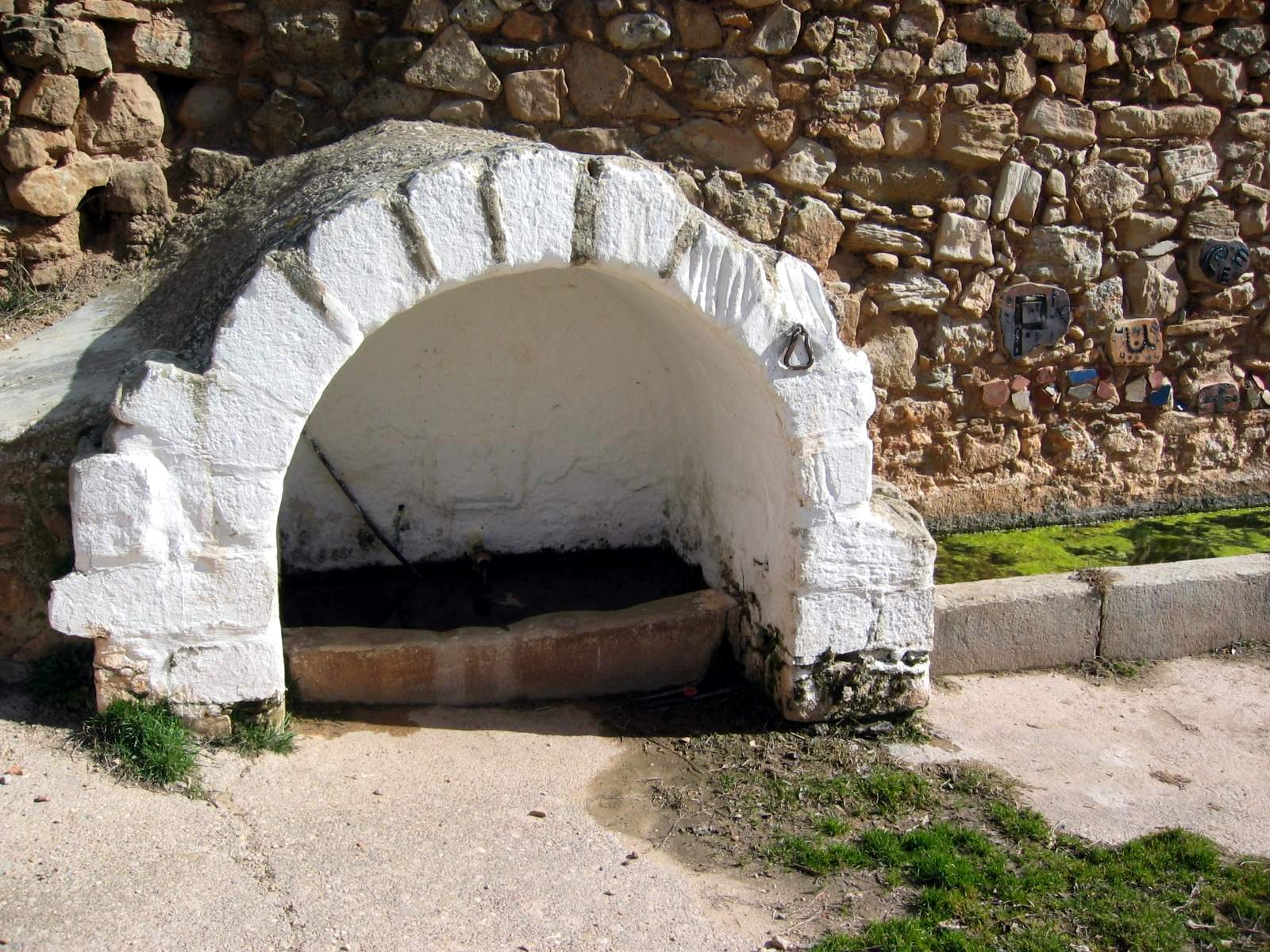
Detalle de arquitectura tradicional (venacular) en Puebla de San Miguel (Valencia), correspondiente a la fuente de Abajo, año 2003.
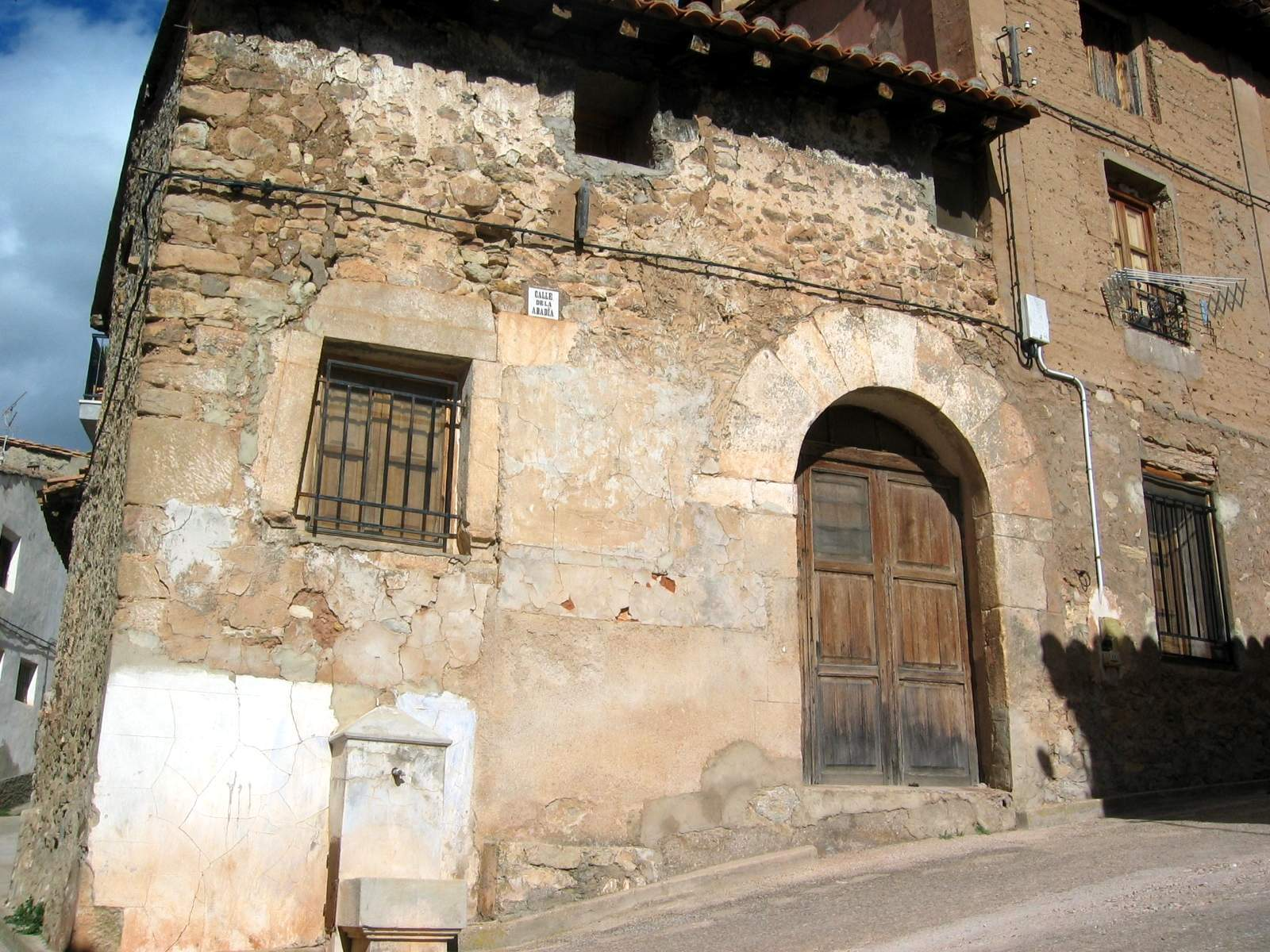
Detalle de arquitectura tradicional (vernacular) en Puebla de San Miguel (Valencia), año 2003.
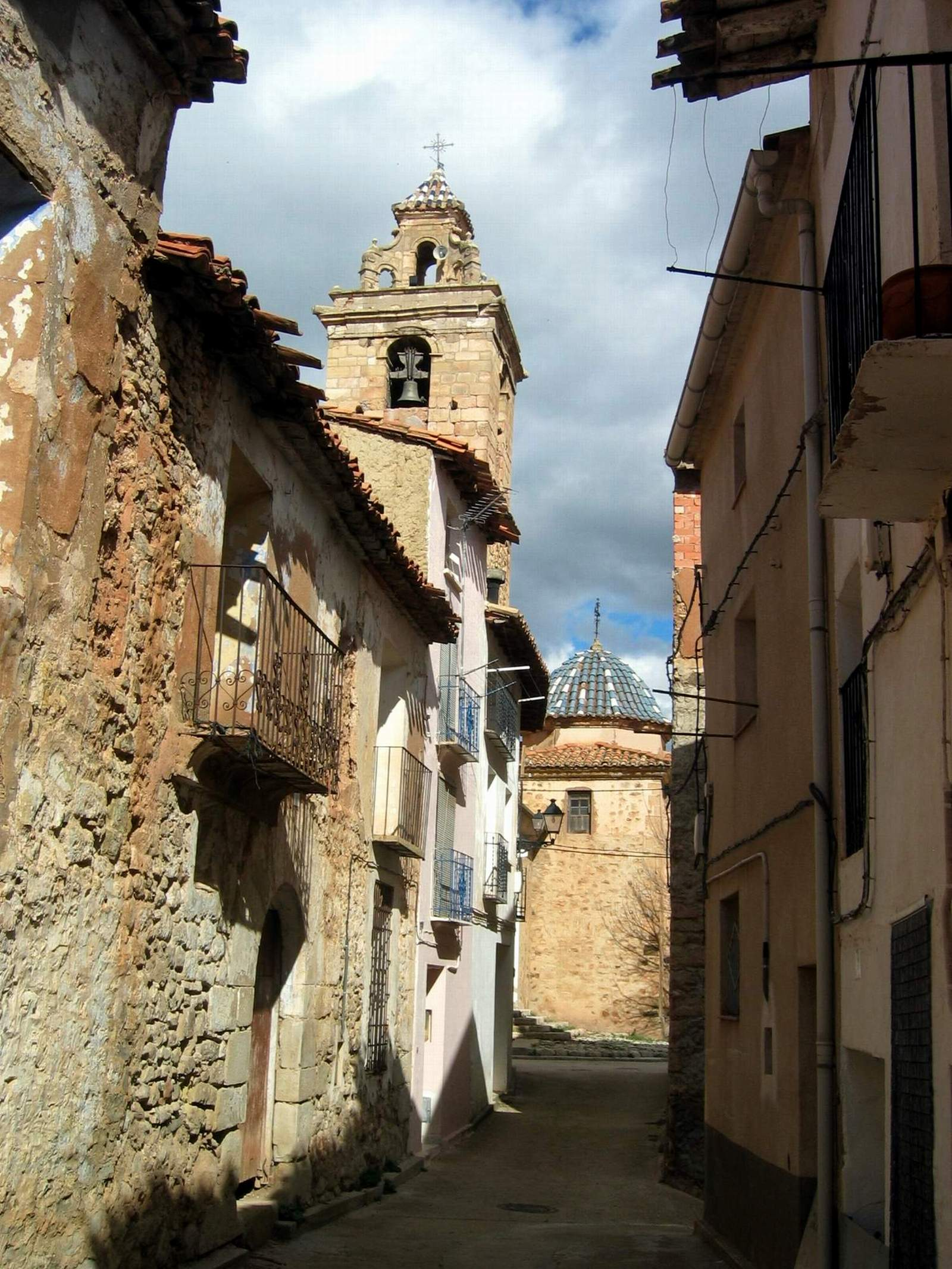
Detalle de arquitectura tradicional (vernacular) en Puebla de San Miguel (Valencia), con el campanario de la parroquial al fondo, año 2003.
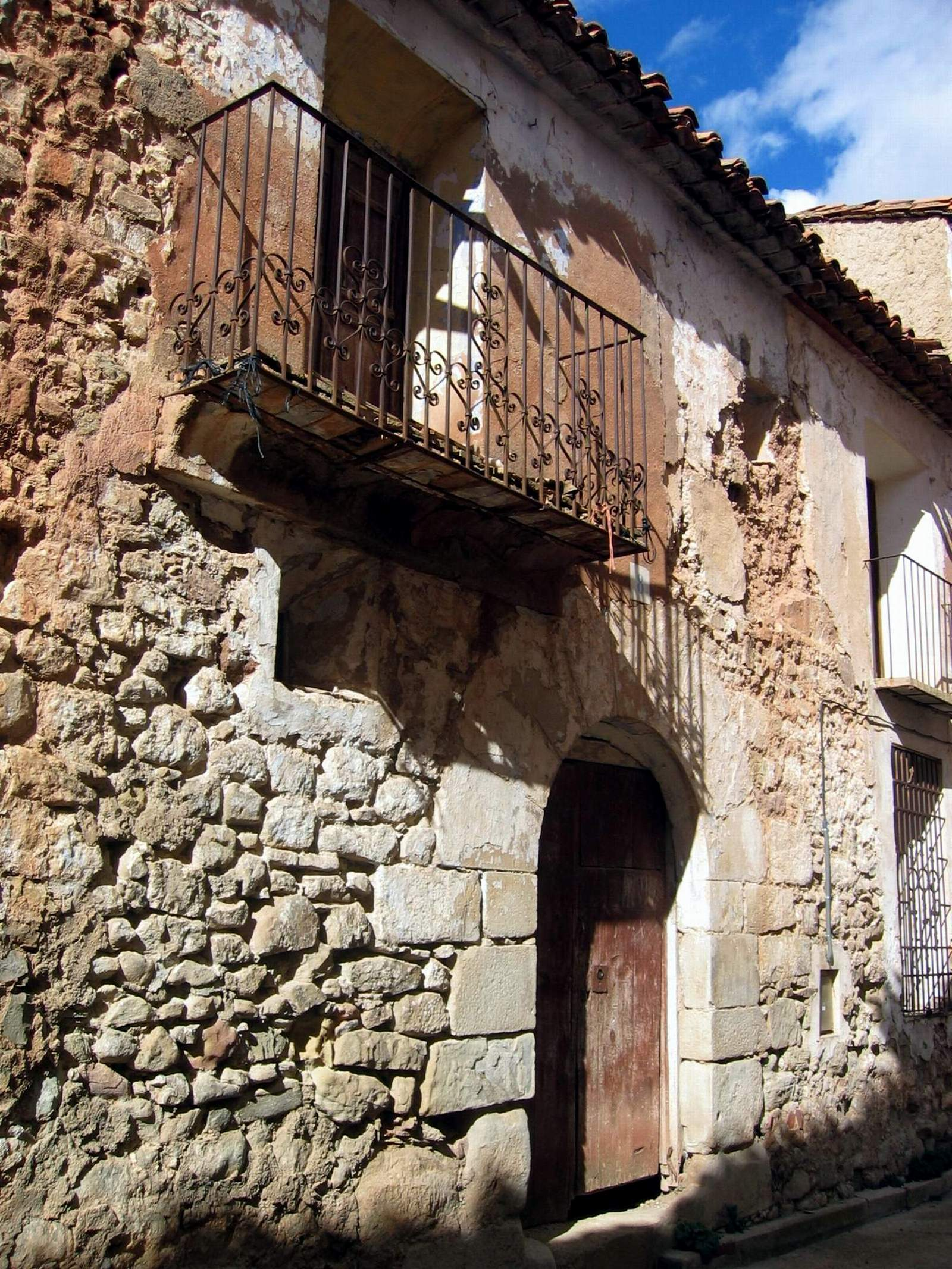
Detalle de arquitectura tradicional (vernacular) en Puebla de San Miguel (Valencia), año 2003.
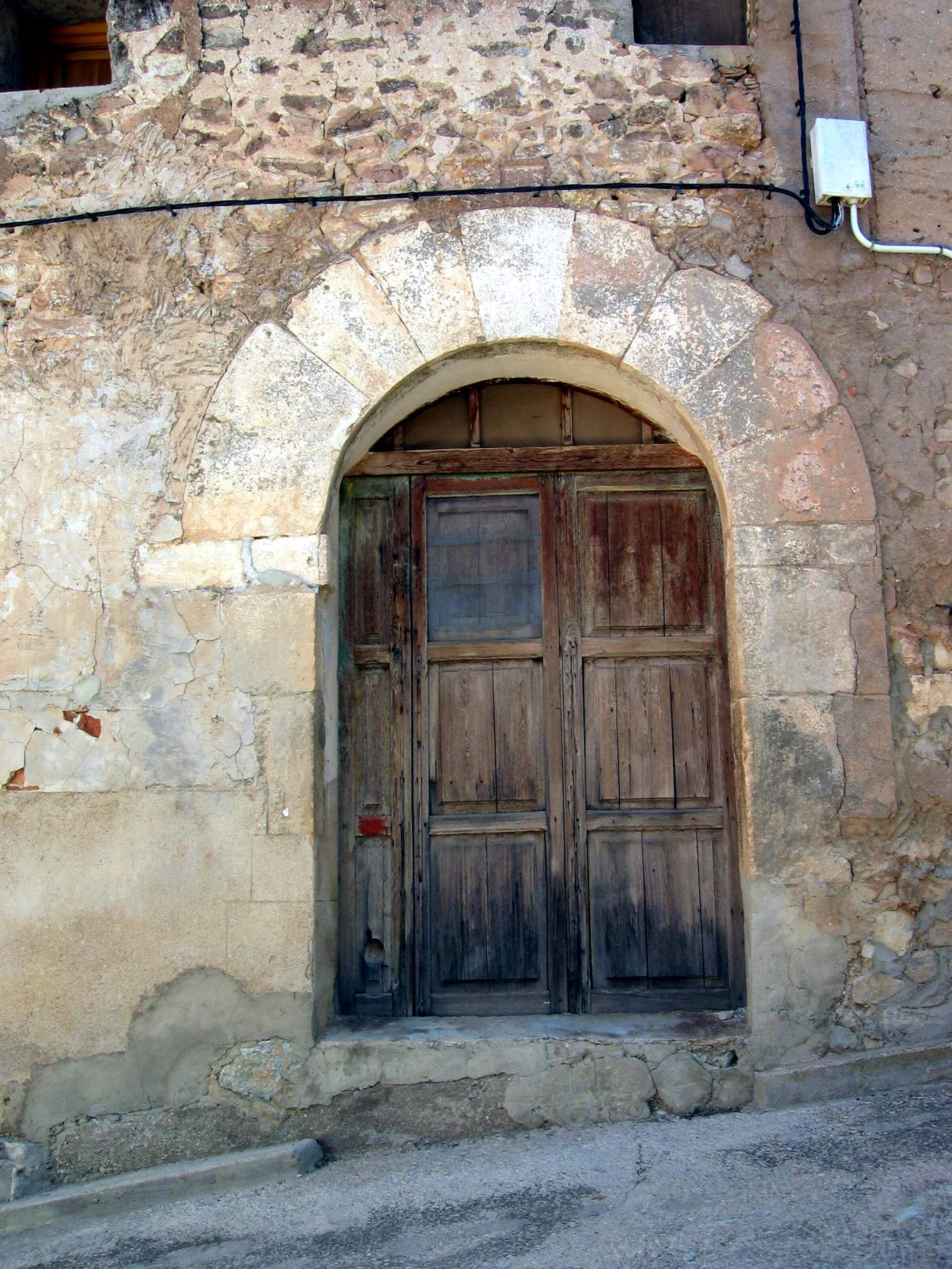
Detalle de arquitectura tradicional (vernacular) en Puebla de San Miguel (Valencia), año 2009.
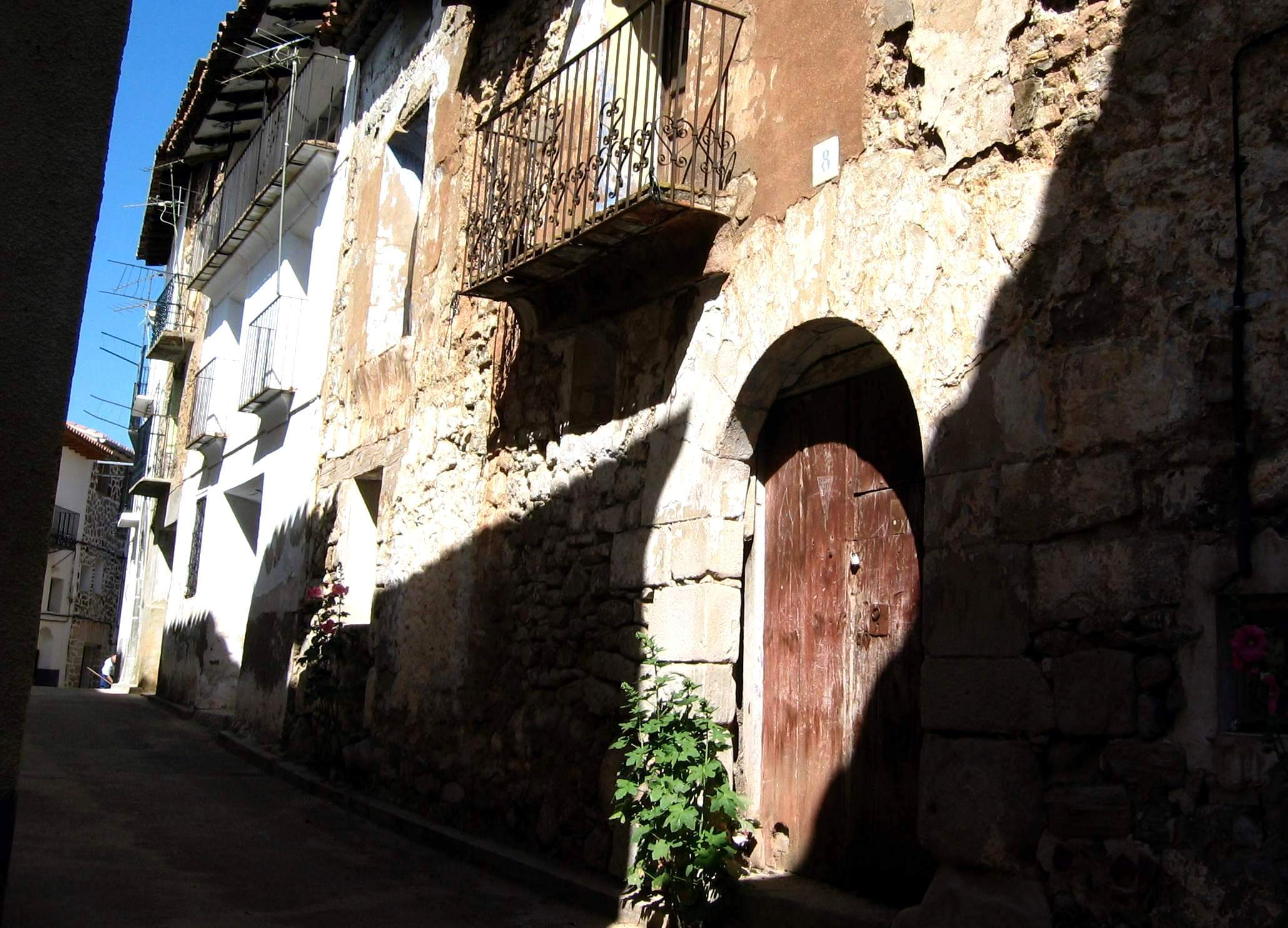
Detalle de arquitectura tradicional (vernacular) en Puebla de San Miguel (Valencia), año 2009.
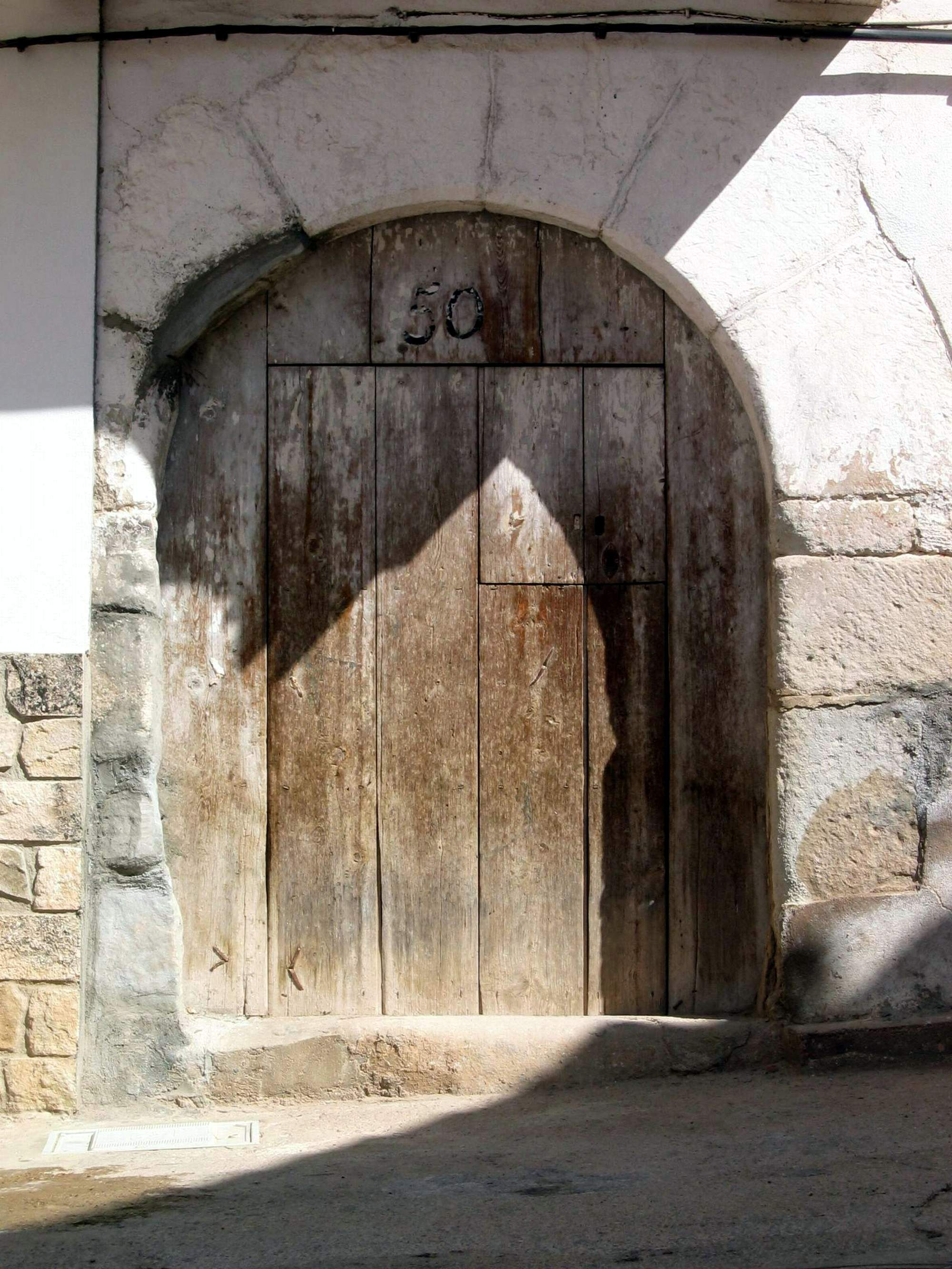
Detalle de arquitectura tradicional (vernacular) en Puebla de San Miguel (Valencia), año 2009.
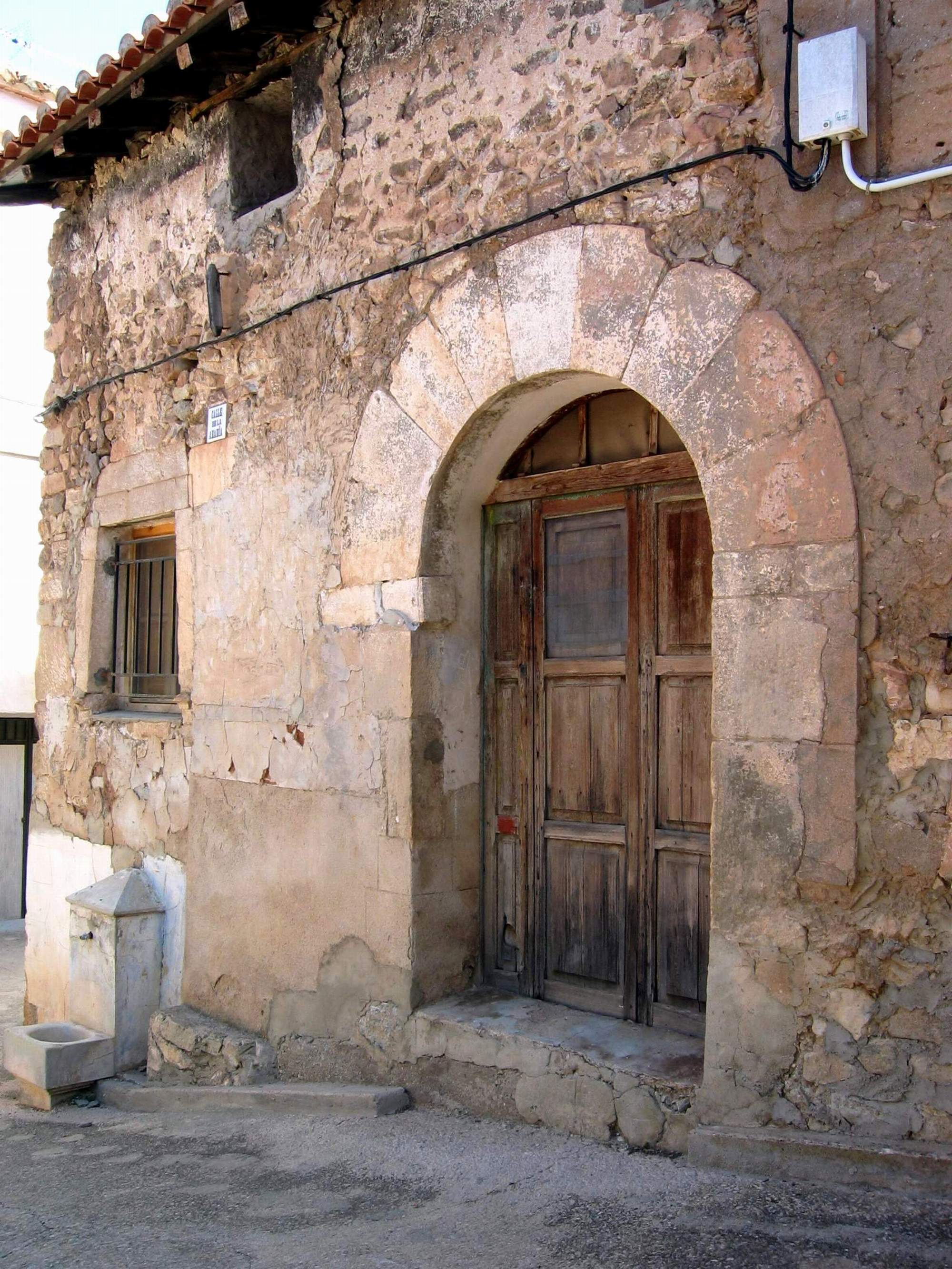
Detalle de arquitectura tradicional (vernacular) en Puebla de San Miguel (Valencia), año 2009.
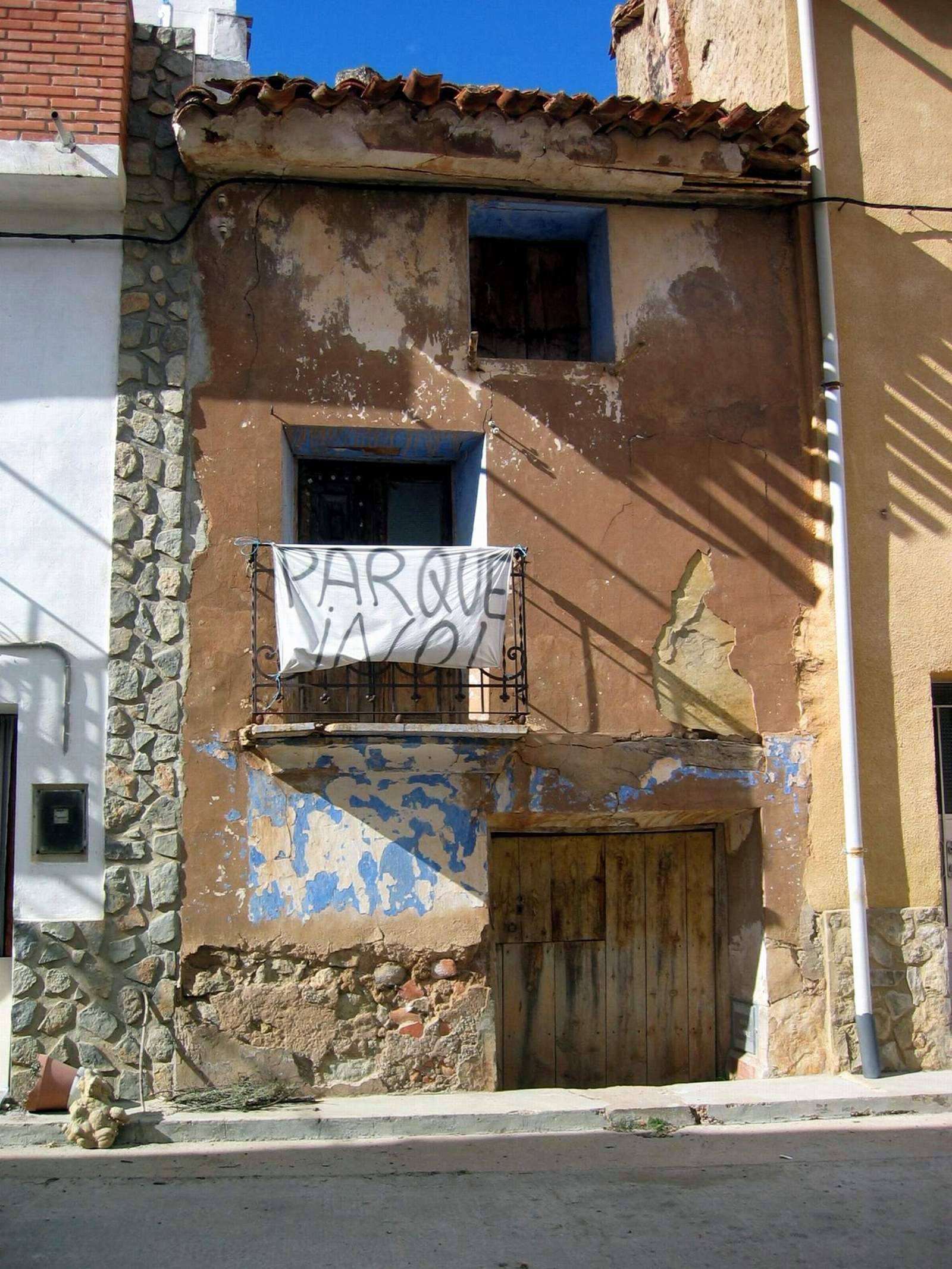
Detalle de arquitectura tradicional (vernacular) en Puebla de San Miguel (Valencia), con pancarta de oposición al Parque Natural, año 2009.
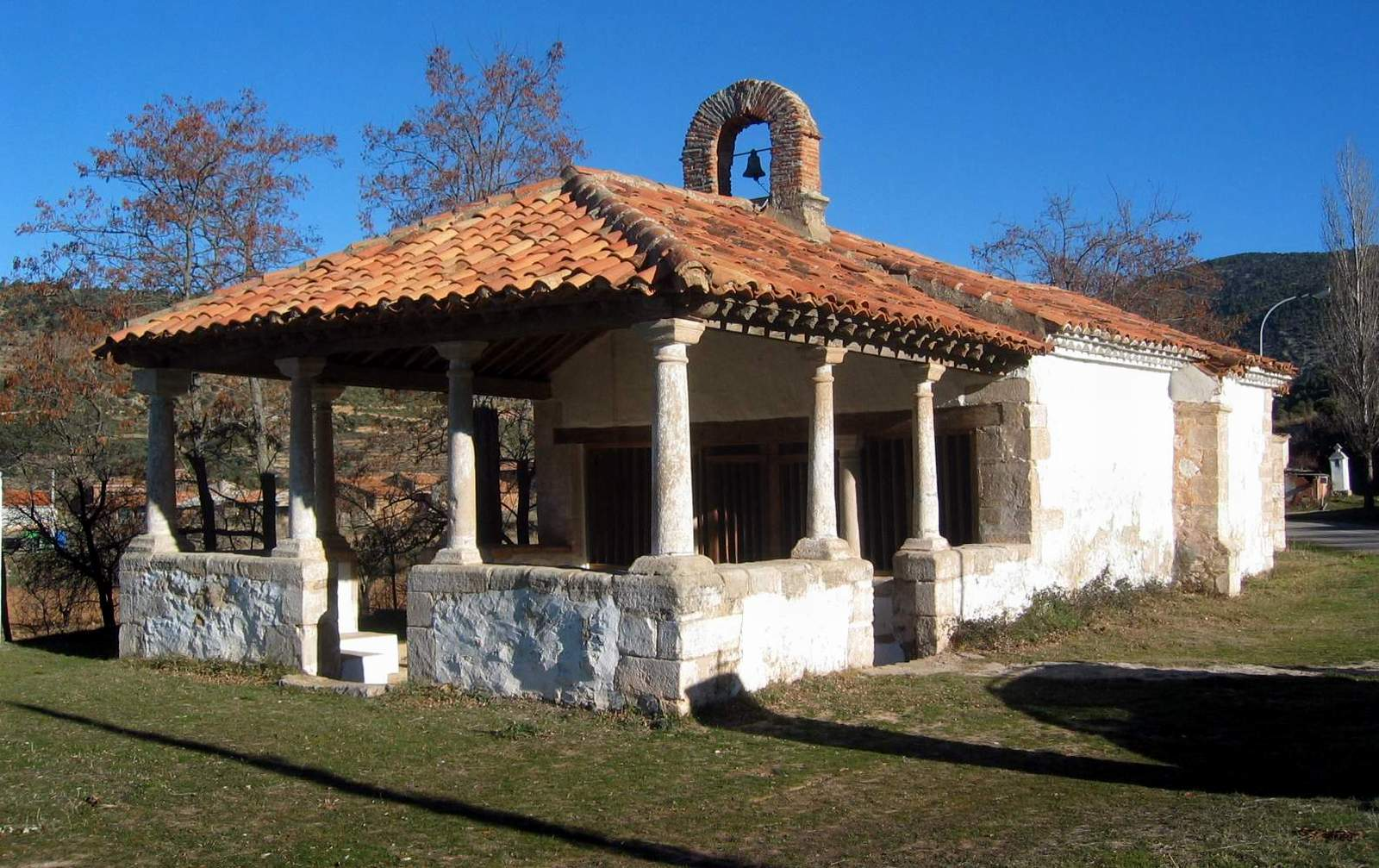
Vista fronto-lateral derecha de la ermita de la «Inmaculada Concepción» en Puebla de San Miguel (Valencia), año 2006.
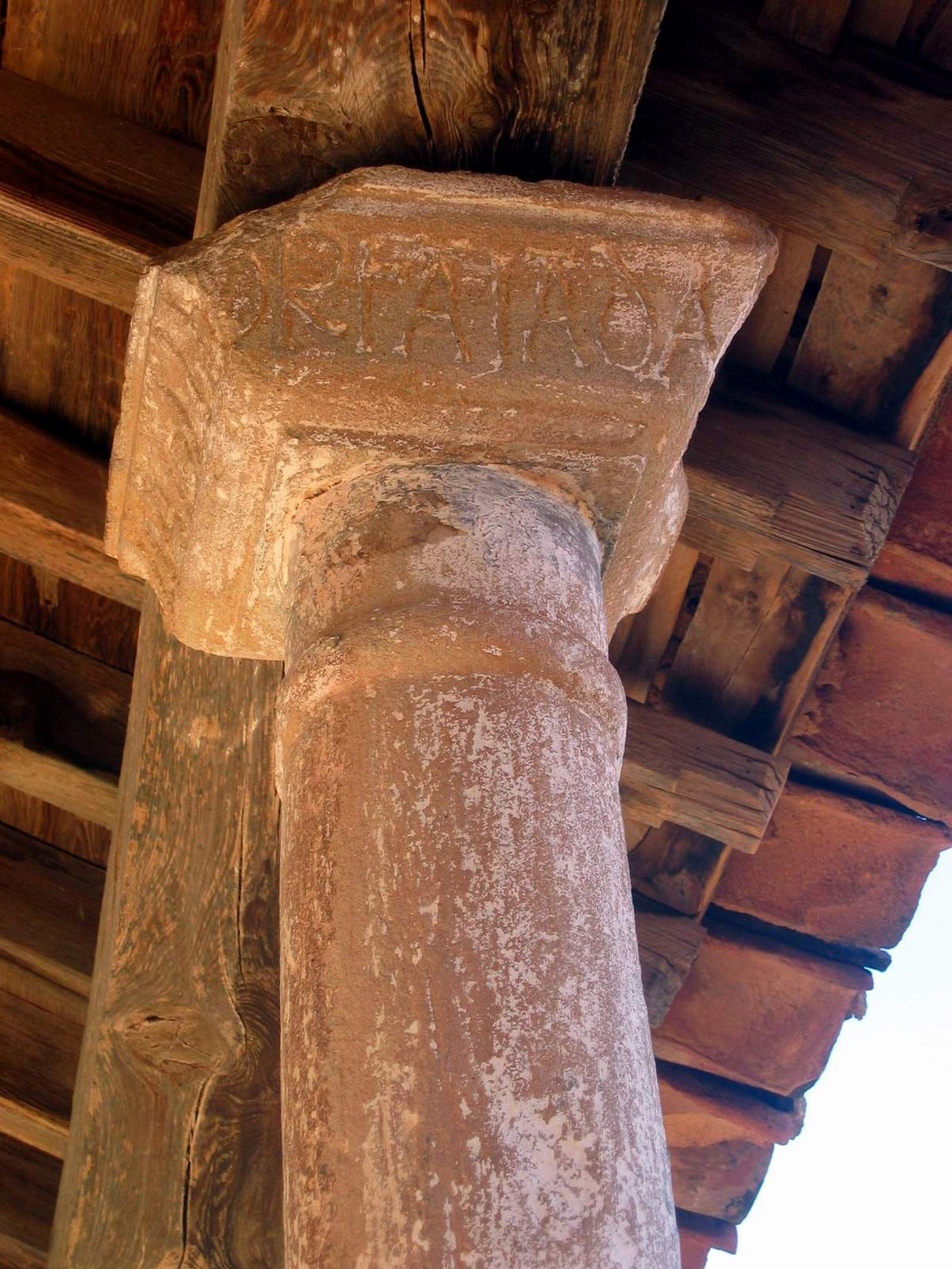
Detalle arquitectónico en la ermita de la «Inmaculada Concepción» en Puebla de San Miguel (Valencia), año 2006.
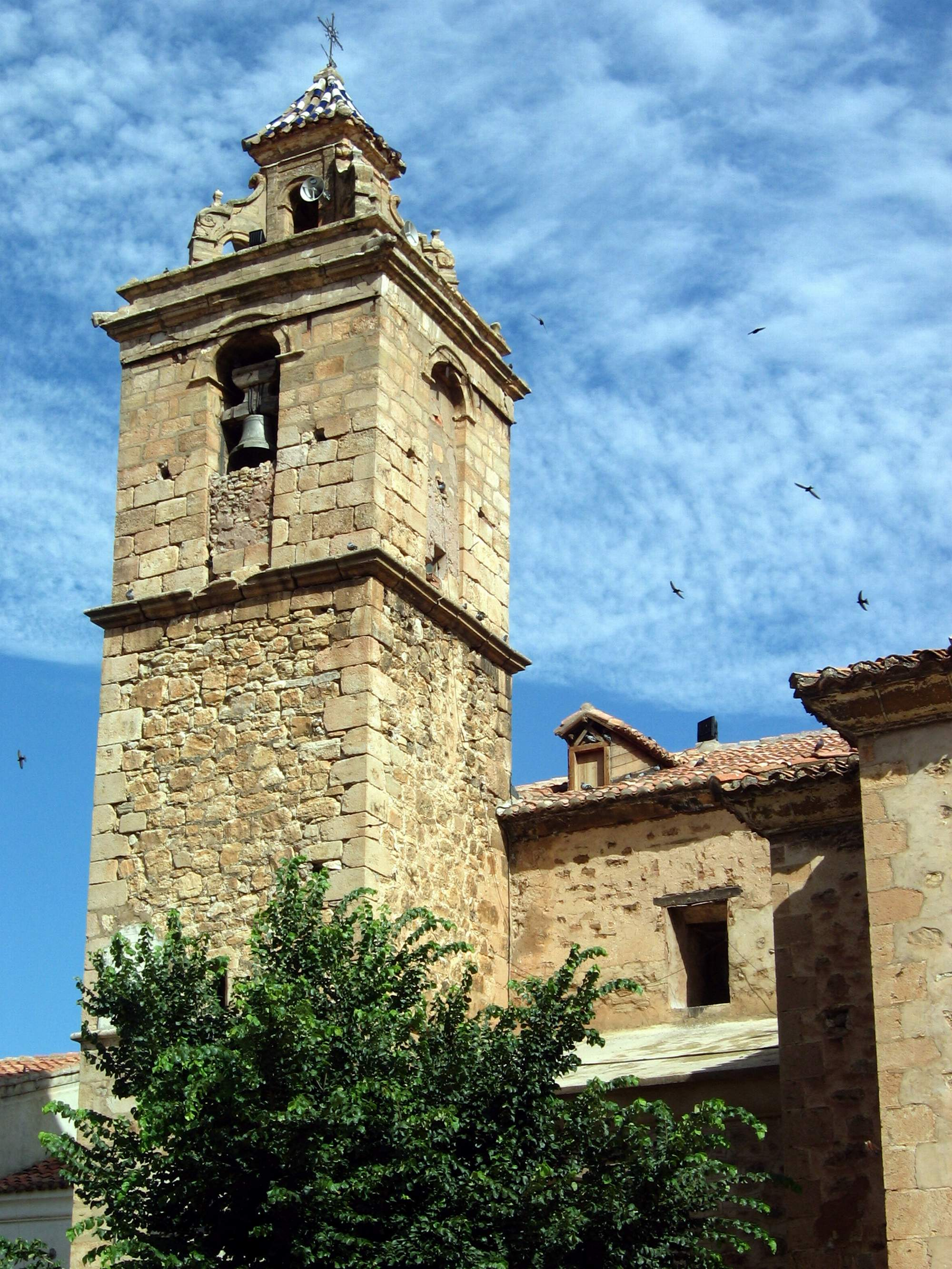
Detalle de la torre-campanario de la parroquial de Puebla de San Miguel (Valencia), año 2004.
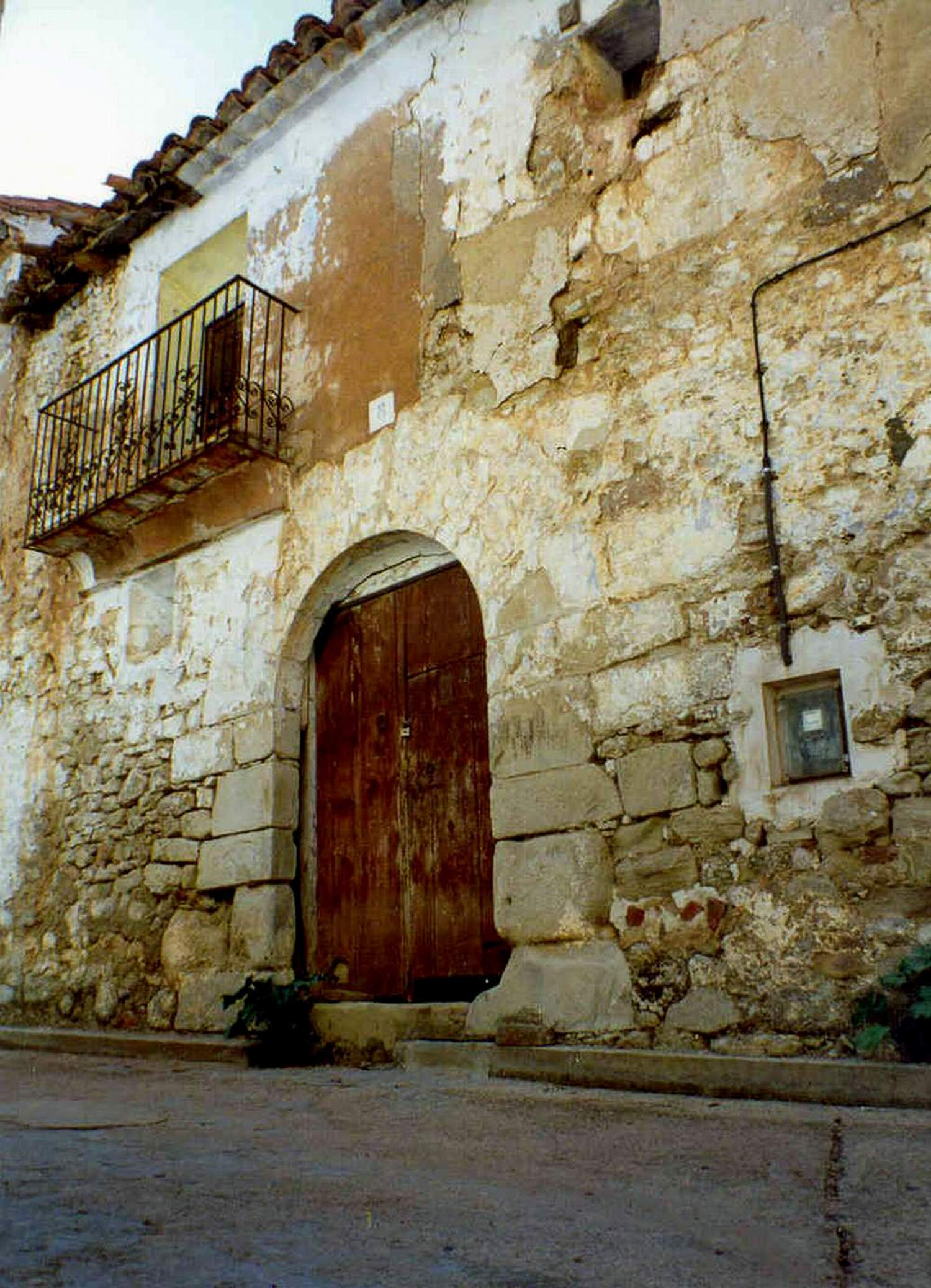
Vista frontal de la fachada de la antigua Casa Abadía de Puebla de San Miguel (Valencia), año 2004.
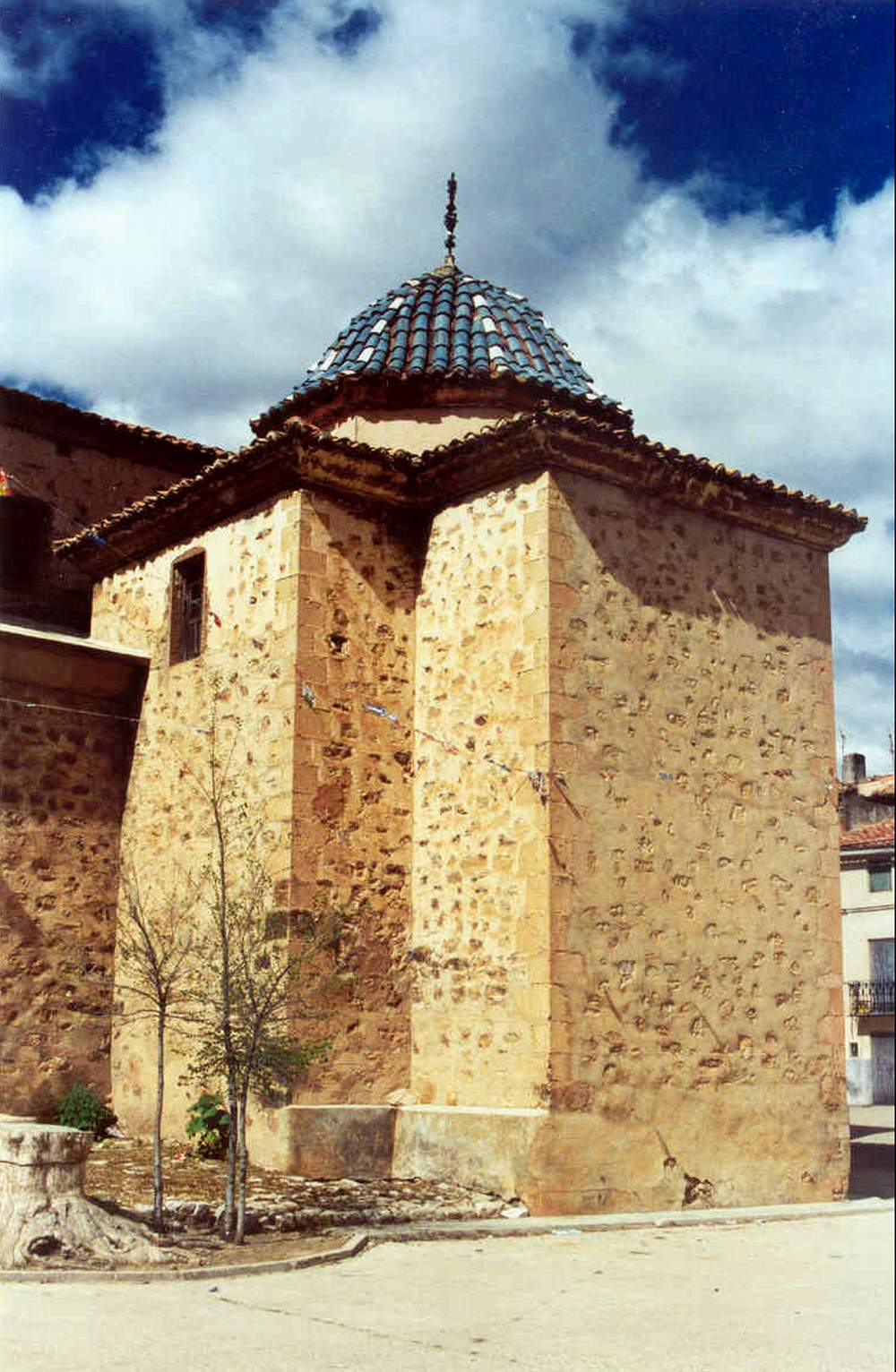
Detalle de arquitectura tradicional (vernacular), correspondiente a la fachada de la iglesia parroquial de Puebla de San Miguel (Valencia), con detalle de la capilla de la Comunión, año 2004.

### Torrebaja

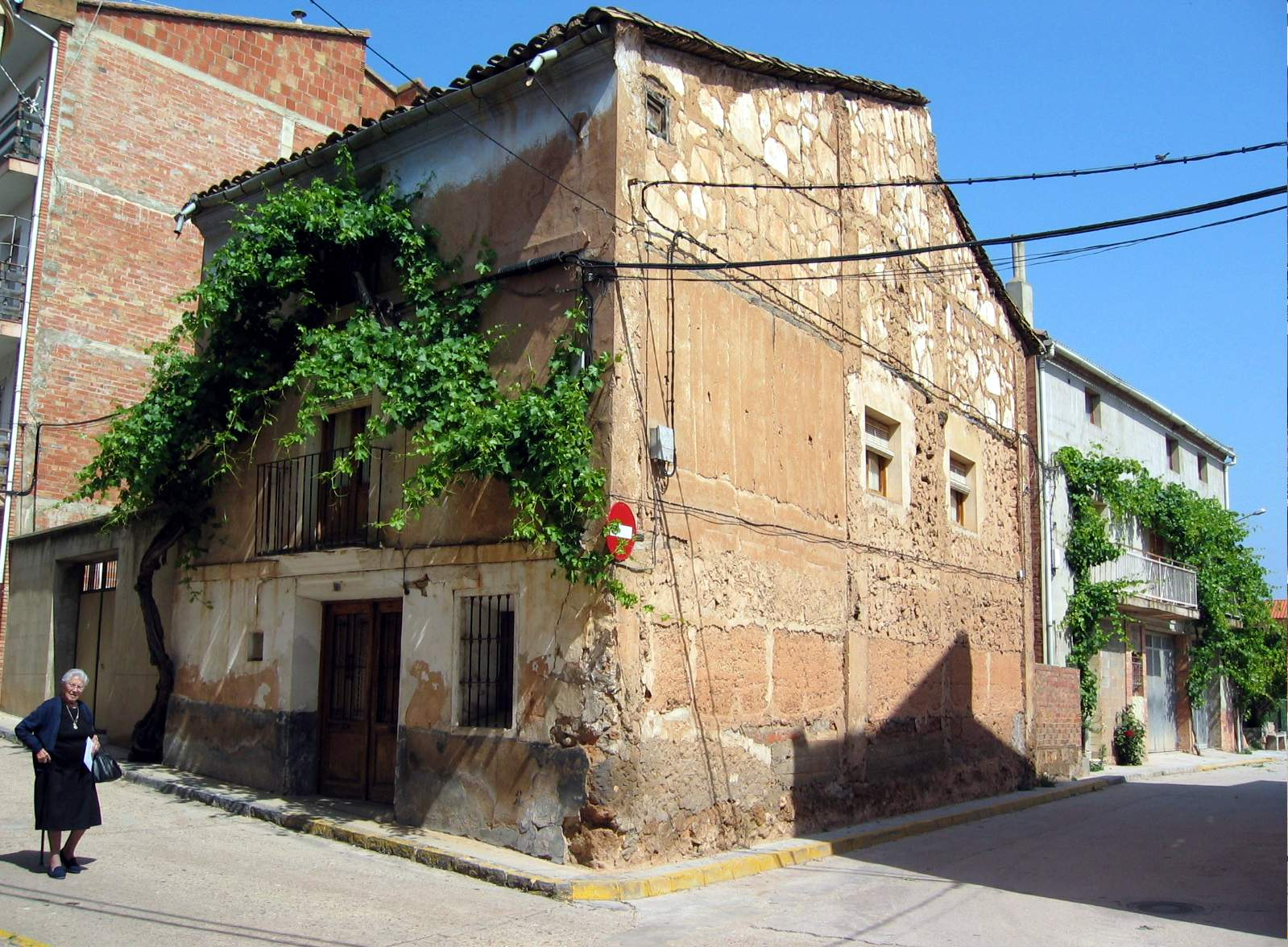
Construcción tradicional (vernacular) en Torrebaja (Valencia), con detalle de mampostería y tapial en la parte baja del muro lateral y encofrado de lajas en la alta, año 2003.
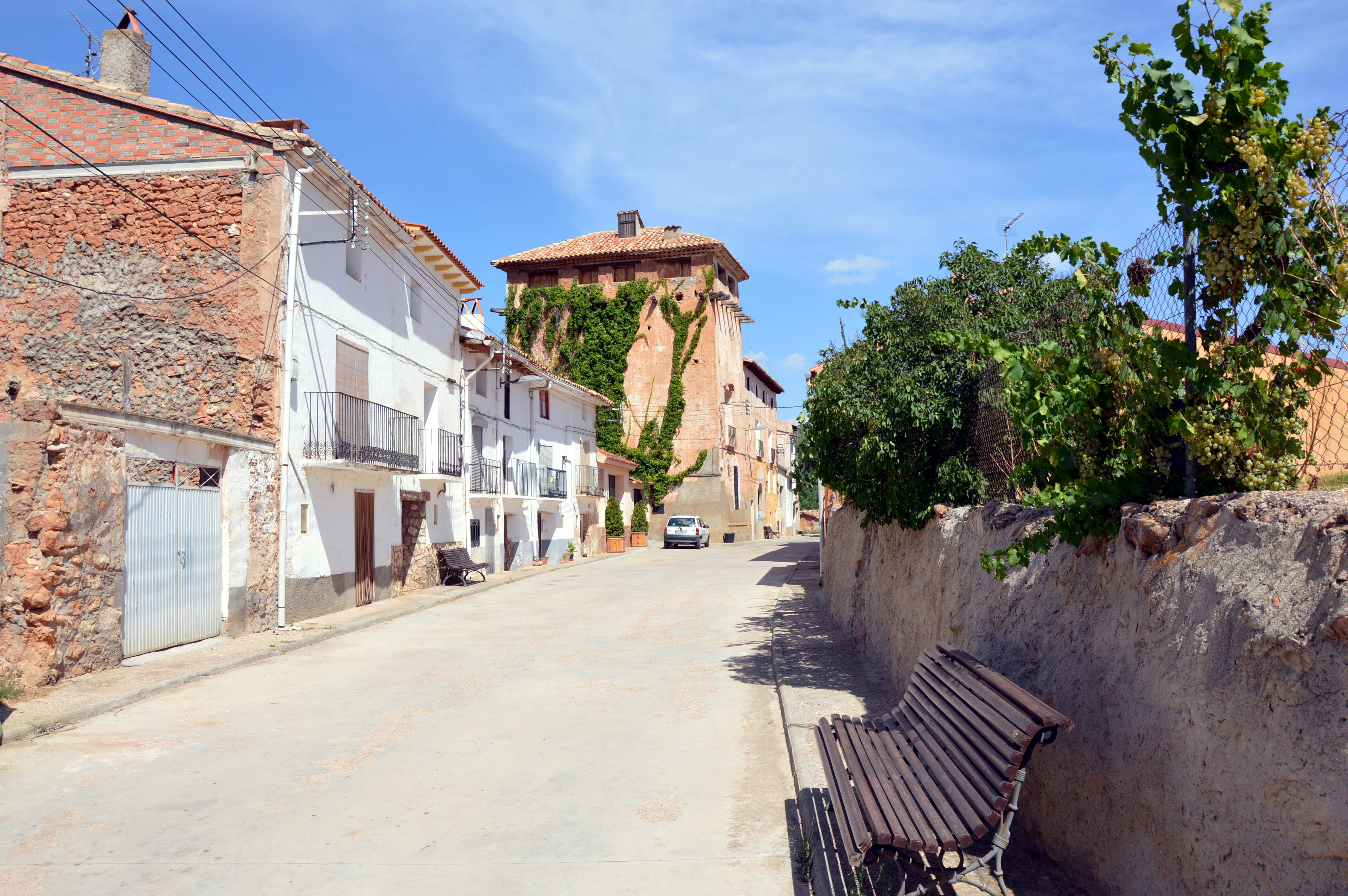
Vista de construcciones tradicionales (vernaculares) rehabilitadas, con fachadas enlucidas y encaladas en la calle del Remedio en Torrealta, Torrebaja (Valencia), y el torreón de los «Garcés de Marcilla» al fondo, año 2016.
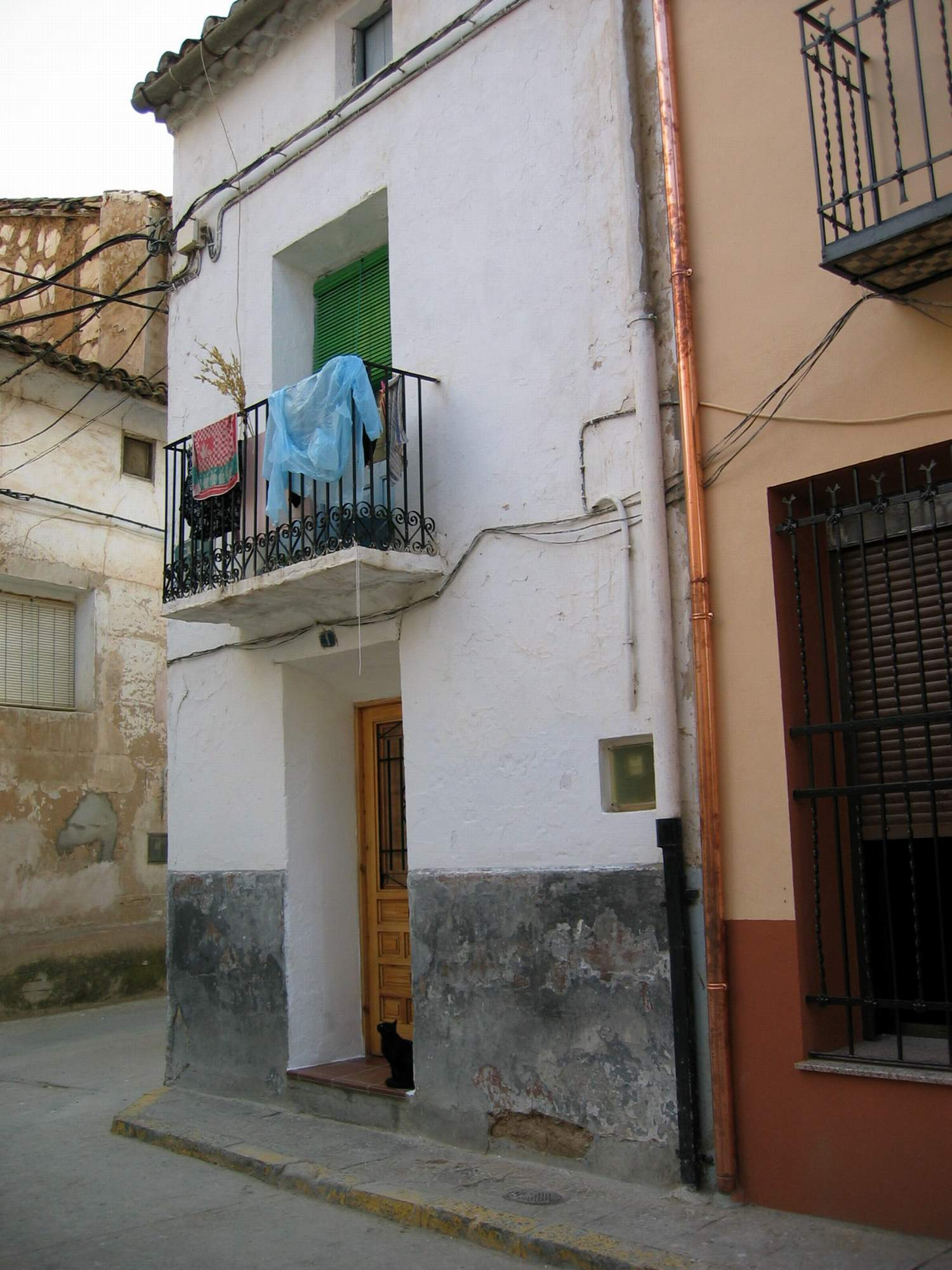
Construcciones tradicionales (vernaculares)  en Torrebaja, con las fachadas enlucidas y jalbegadas, año 2003.

### Vallanca

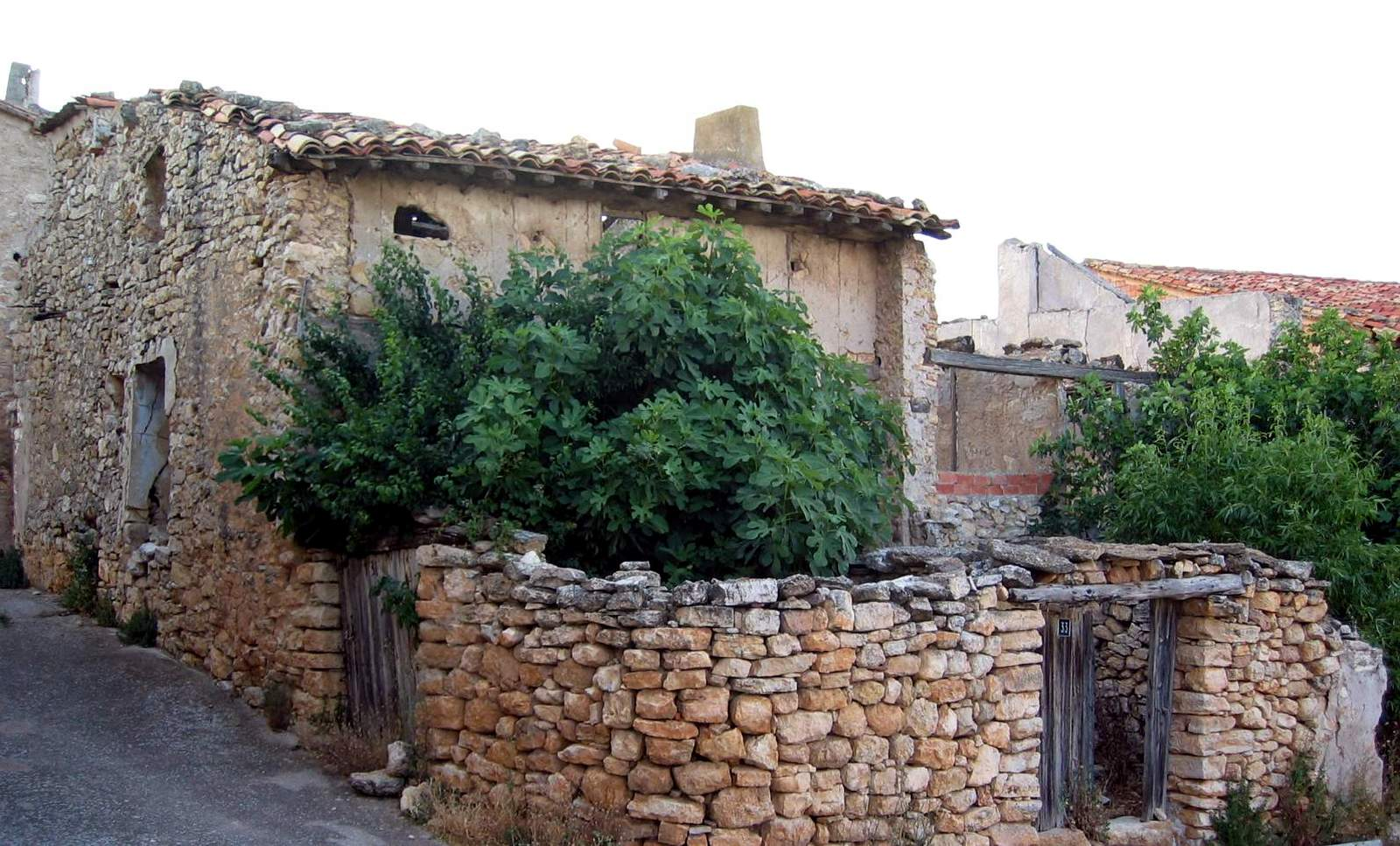
Construcción tradicional (vernacular) en Negrón, Vallanca (Valencia), ya desaparecida, año 2006.
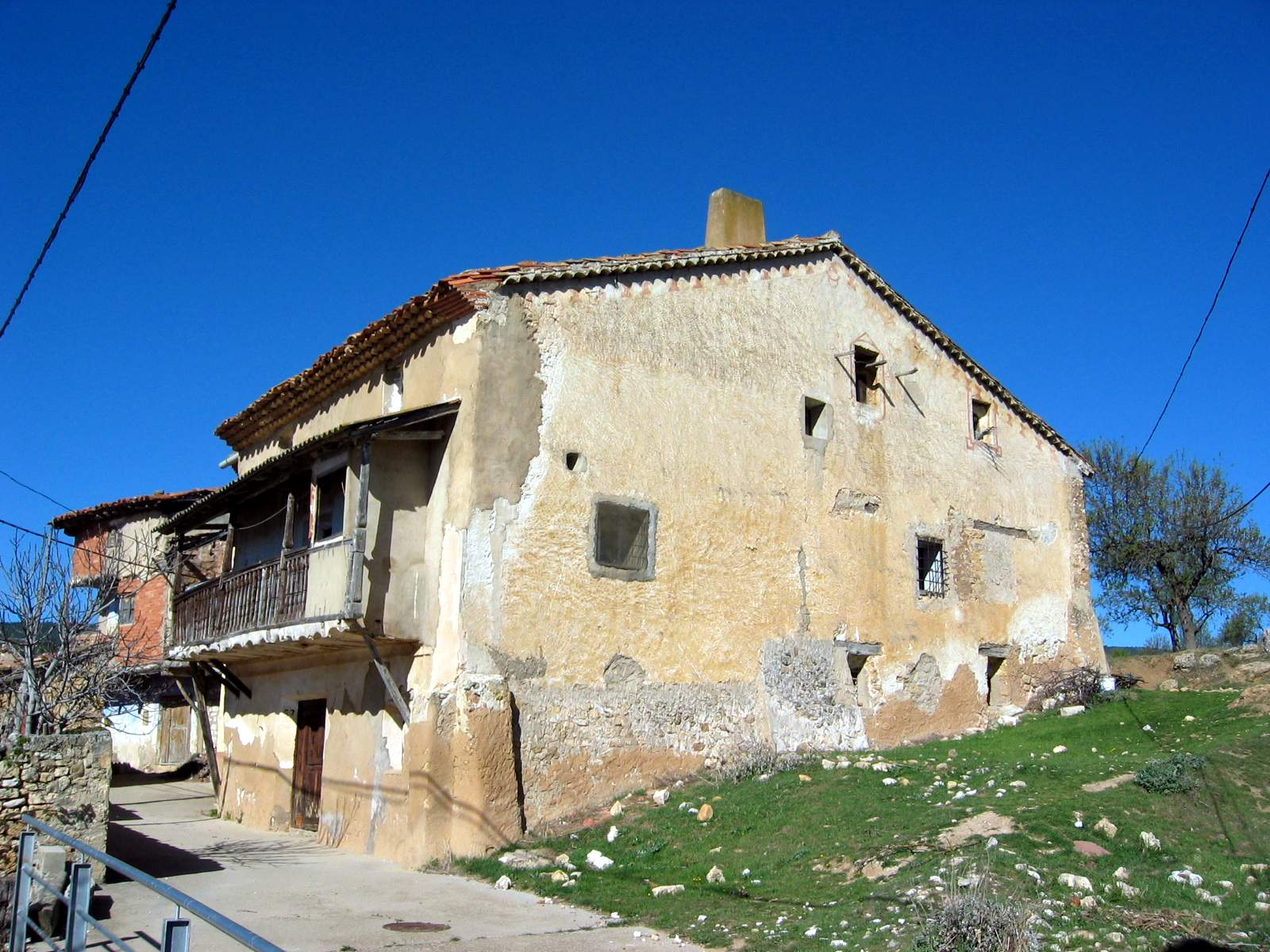
Construcción tradicional (vernacular) en Negrón, Vallanca (Valencia), con detalle de balconadas bajo tejaroz, año 2006.
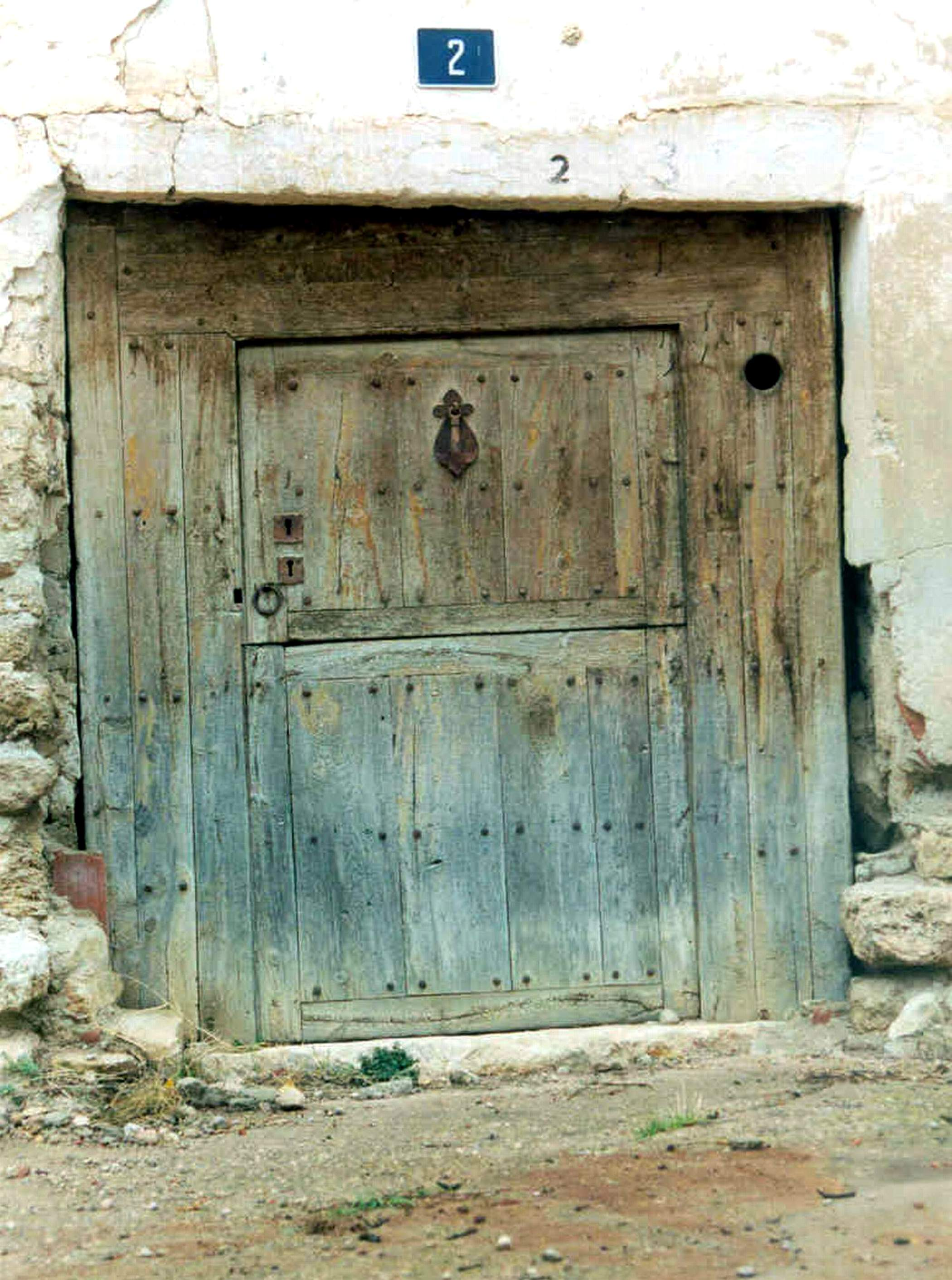
Construcción tradicional (vernacular) en Vallanca (Valencia), con detalle de portón apaisado y herraje metálico, año 2005.
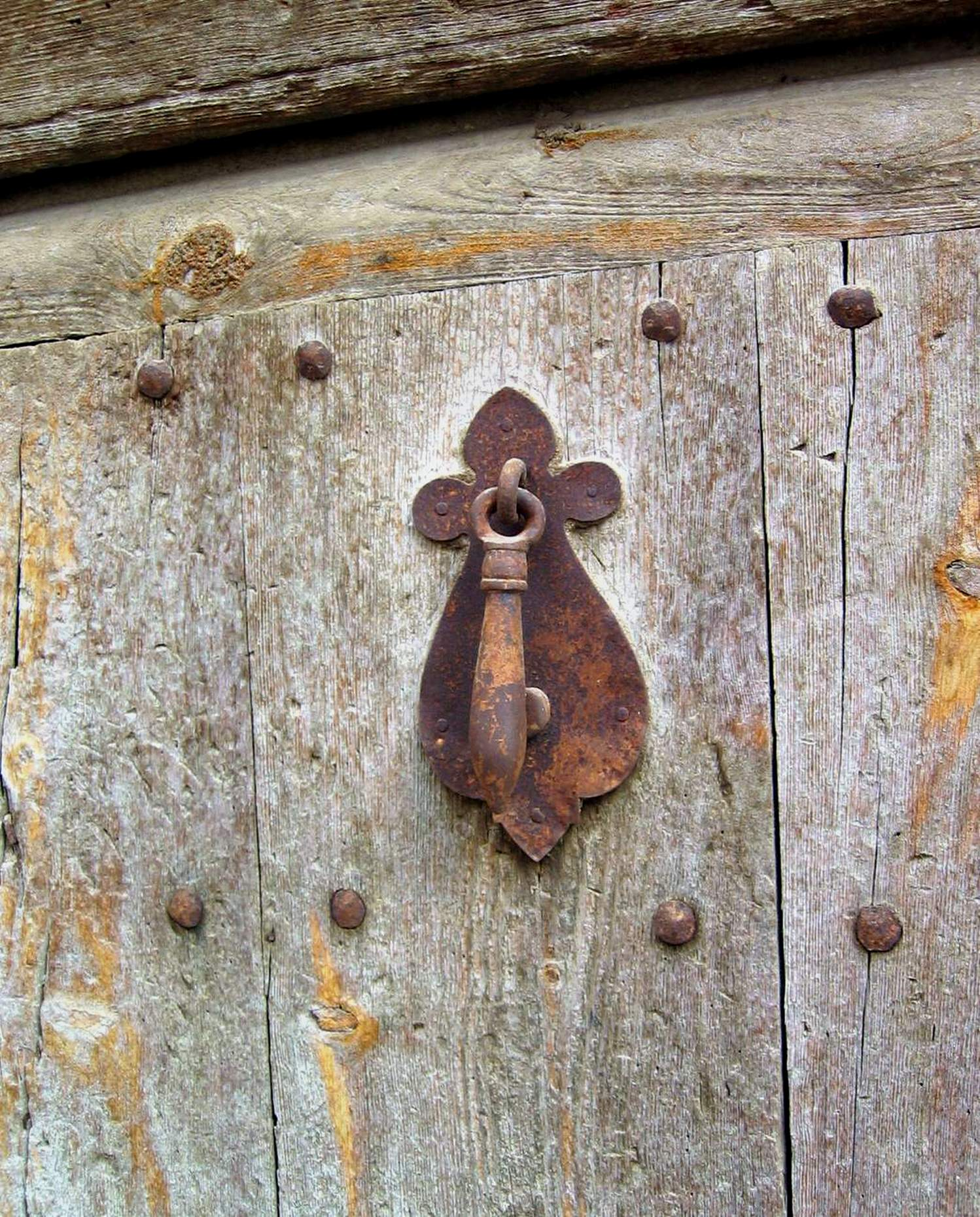
Detalle de picaporte en la puerta de una construcción tradicional (vernacular) en Vallanca (Valencia), año 2005.
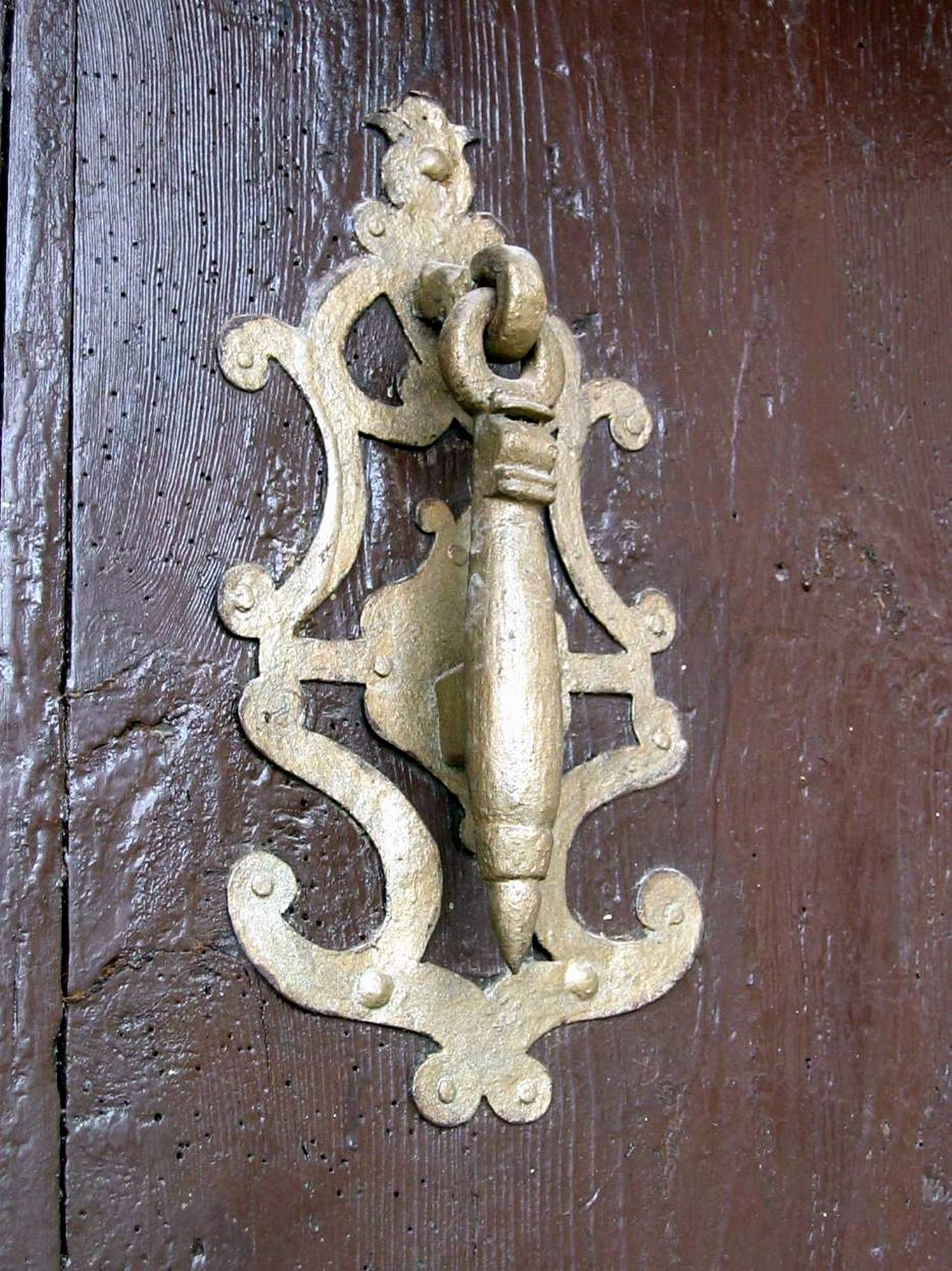
Detalle de picaporte en la puerta de una construcción tradicional (vernacular) en Vallanca (Valencia), año 2005.